# Rezé
Vous lisez un « bon article » labellisé en 2010.
Rezé [ʁəze]  est une commune située en France, dans le département de la Loire-Atlantique, en région Pays de la Loire, chef-lieu d'un canton qui porte son nom. Rezé donne par ailleurs son nom au pays de Retz, pays traditionnel dont elle était le premier chef-lieu.
La position de la ville, au confluent de la Loire et de la Sèvre Nantaise, en fait dès l'Antiquité un site militaire et économique privilégié. Sa situation stratégique entre Nantes et les Marches méridionales de la Bretagne, non loin de la limite avec l'Anjou et le Poitou, et sa proximité avec la Vendée lui ont valu un passé tumultueux, notamment au cours des guerres de succession de Bretagne (entre Bretons, mais aussi entre la Bretagne, l'Anjou, l'Angleterre et la France), et de la guerre de Vendée lors de la Révolution française. Rezé fut plusieurs fois partiellement détruite.
Ancienne commune semi-rurale, très dépendante de l'évolution de Nantes, Rezé s'est fortement urbanisée en moins d'un siècle sous l'influence de celle-ci. Elle affirme son identité dans l'agglomération nantaise par deux symboles : l'ancien village de pêcheurs de Trentemoult et la Maison radieuse de Le Corbusier. En 2022, l'Insee recense 43 349 Rezéens, ce qui fait de la commune la 4e plus peuplée du département.

## Géographie

### Situation
Rezé est située sur la rive sud de la Loire, entre les vallées de la Sèvre Nantaise et de l'Ilette à l'est et celle de la Jaguère à l'ouest, immédiatement au sud-ouest de Nantes. Le centre-ville de Rezé se trouve à trois kilomètres de celui de Nantes.

### Communes limitrophes
Les communes limitrophes sont Nantes, Vertou, Les Sorinières, Pont-Saint-Martin et Bouguenais.

### Géographie physique

#### Relief
La commune s'étend entre la rive sud de la Loire et la rive ouest de la Sèvre Nantaise, sur le rebord du plateau de faible altitude (entre 20  et   30 mètres NGF) qui se trouve au sud-ouest de Nantes et au nord du lac de Grand-Lieu et se termine par un coteau exposé au nord (site de l'ancien Ratiatum et de l'actuel centre-ville, tout proche). La butte de Praud est le point culminant de la commune (42 mètres).
Les terrains plats situés le long de la Loire, au pied du coteau, ont été formés par remblaiement alluvial autour d’anciennes îles (Trentemoult notamment). On y trouve la zone commerciale Atout-Sud et des secteurs du Port autonome. Entre les anciennes îles et les quais de Ratiatum coulait le Seil, bouché par les remblaiements. Il est possible que le Seil ait été le lit initial de la Sèvre, l'embouchure actuelle de celle-ci dans la Loire étant peut-être un canal creusé par saint Félix.
Les vallées de la Loire et de la Sèvre présentent sur leurs rives des zones inondables d'un niveau moyen de quatre mètres, et l'action de la Loire provoque le dépôt de sable et de vase entraînant la formation d'îles. Le territoire de la commune gagné sur la Loire mesure 500 mètres de largeur, sur les 900 mètres de largeur de la vallée de la Loire à cet endroit.

#### Hydrographie

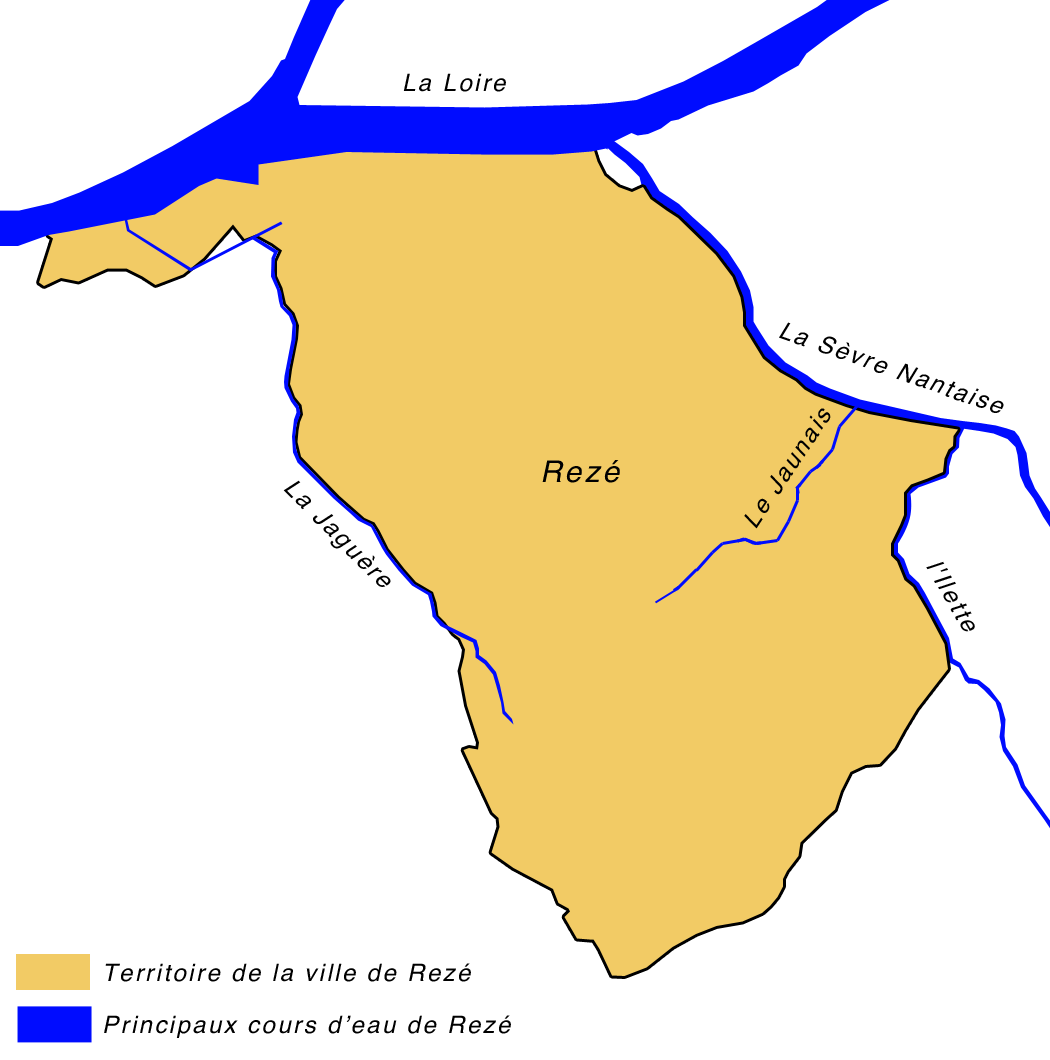
Principaux cours d'eau actuels de Rezé.

La Loire et la Sèvre Nantaise ont conditionné la géologie et l'histoire de Rezé.
Autrefois, la commune de Rezé était bordée par un des nombreux bras de la Loire, le Seil. Ce bras de la Loire débutait en amont du fleuve, au niveau de la confluence de la Sèvre Nantaise et de la Loire. Le Seil formait une boire (ancien bras de la Loire n'étant plus connecté que par intermittence au fleuve) qui s'écoulait vers l'aval et rejoignait le bras principal de la Loire à la hauteur du village de Trentemoult. L'ancien port fluvial gallo-romain de la cité pictonne de Ratiatum était situé sur la rive du Seil. Le Seil fut comblé par l'urbanisation de la ville. Enterré sous le macadam d'une voie rapide et par l'aménagement d'une zone commerciale (Atout-Sud), ce bras-mort de la Loire voit ses eaux ressurgir dans des fossés aménagés lors de fortes pluies ou des crues de la Loire.
Rezé est séparée de Bouguenais par le ruisseau la Jaguère, qui prend sa source à Bouguenais et court sur cinq kilomètres avant de se jeter dans la Loire au niveau de la Petite-Californie, tandis que l'Ilette, affluent de la Sèvre long de quatre kilomètres, est la délimitation avec les communes de Vertou et des Sorinières.
Le ruisseau du Jaunais prend sa source près des Naudières, s'écoule jusqu'à la Sèvre, et donne son nom à un quartier. Il mesure un kilomètre, de même que le ruisseau de la Balinière, qui prend sa source à Rezé dans le secteur de la Petite Lande puis se jette dans la Loire. Les rives de tous ces cours d'eau forment parfois des coulées vertes au sein de la ville.

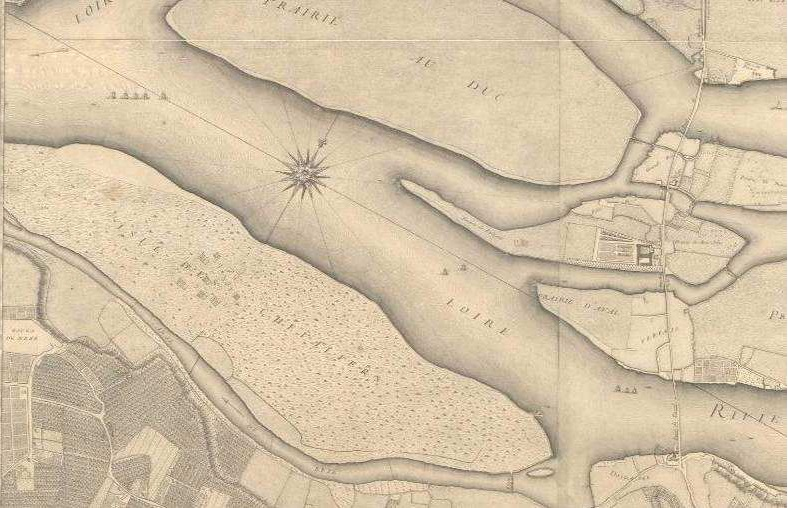
La confluence entre la Loire, la Sèvre Nantaise et le Seil au XVIIIe siècle.
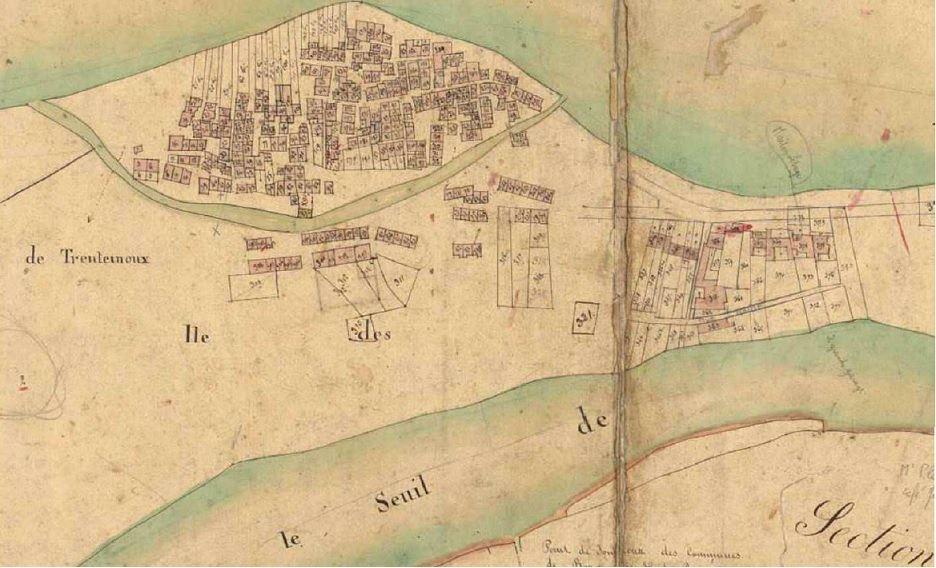
Le seil, l'ancienne île des Chevaliers et l'île de Trentemoult en 1826.
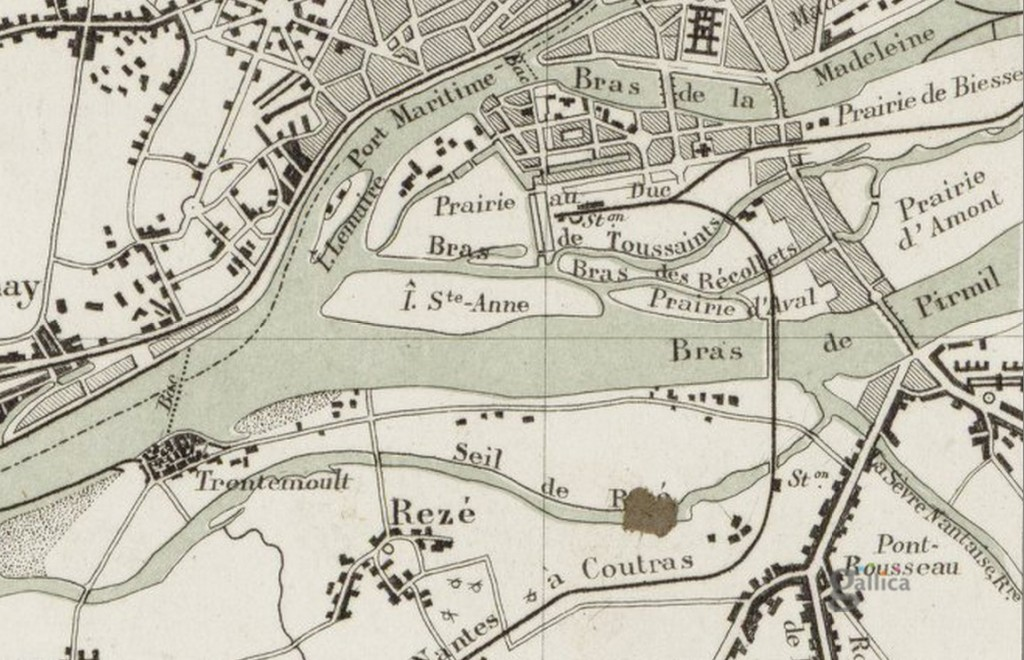
Le Seil, la Loire et Trentemoult en 1883.
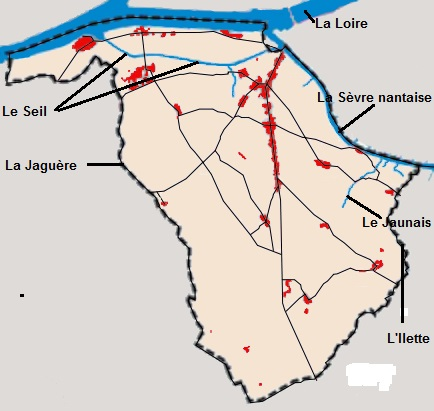
Le Seil et les autres cours d'eau de Rezé vers 1900.

#### Géologie
La commune s'appuie sur un socle granitique et métamorphique. Le Sillon de Bretagne, leucogranite hercynien s'étendant de la pointe du Raz à Montaigu, affleure à Rezé. Un fort phénomène de broyage des minéraux appelé cataclase est à l'origine du reste de la composition de la moitié sud-ouest du sol rezéen : du granite écrasé (mylonites et ultra-mylonites).
Le sol du nord-est de la commune est le résultat de formations métamorphiques (gneiss et micaschistes).
Enfin, outre les cours d'eau (formations alluviales de la Loire et de la Sèvre pouvant atteindre dix mètres de profondeur), le vent (formations éoliennes du quaternaire) et l'action de la mer (placages de sable et gravier pliocènes) ont formé les surfaces géologiques locales.

### Climat
Rezé est soumise à un climat de type océanique.
Les données concernant le climat de Rezé qui suivent sont extraites d'une source basant le site de relevé des données météorologiques aux coordonnées 47°09'N - 1°37'O, ce qui correspond à la position de l'aéroport de Nantes-Atlantique situé sur le territoire de la commune de Bouguenais, limitrophe de Rezé, et située sur la même rive de la Loire.
| Mois                              | jan. | fév. | mars | avril | mai  | juin | jui. | août | sep. | oct. | nov. | déc. | année |
| --------------------------------- | ---- | ---- | ---- | ----- | ---- | ---- | ---- | ---- | ---- | ---- | ---- | ---- | ----- |
| Température minimale moyenne (°C) | 2,4  | 2,8  | 4    | 5,9   | 9    | 11,9 | 13,9 | 13,5 | 11,8 | 8,9  | 5,1  | 3    | 7,7   |
| Température moyenne (°C)          | 5,4  | 6,2  | 8,1  | 10,4  | 13,6 | 16,9 | 19,1 | 18,7 | 16,8 | 13,1 | 8,6  | 6    | 11,9  |
| Température maximale moyenne (°C) | 8,4  | 9,6  | 12,2 | 14,9  | 18,2 | 21,9 | 24,4 | 24   | 21,8 | 17,3 | 12   | 9    | 16,1  |

Lors de la canicule européenne d'août 2003, Rezé a été relativement moins exposée que les régions les plus touchées de France, comme l'indiquent les relevés de température de Météo-France sur la période.
| Mois                                            | jan. | fév. | mars | avril | mai  | juin | jui. | août | sep. | oct. | nov. | déc. | année |
| ----------------------------------------------- | ---- | ---- | ---- | ----- | ---- | ---- | ---- | ---- | ---- | ---- | ---- | ---- | ----- |
| Ensoleillement (h)                              | 72   | 99   | 148  | 187   | 211  | 239  | 267  | 239  | 191  | 140  | 91   | 70   | 1 956 |
| Précipitations (mm)                             | 86,6 | 70,2 | 69,1 | 49,9  | 64,1 | 45   | 46,4 | 44,8 | 62,2 | 79,2 | 86,9 | 84,1 | 788,5 |
| Nombre de jours avec précipitations             | 12,8 | 11   | 11,1 | 8,9   | 11   | 7,7  | 6,7  | 7    | 8,4  | 10,4 | 11,1 | 11,5 | 117,6 |
| dont nombre de jours avec précipitations ≥ 5 mm | 6,1  | 4,8  | 4,9  | 3,6   | 4,5  | 2,9  | 2,7  | 3,1  | 3,9  | 5    | 6,2  | 6,1  | 53,7  |
| Humidité relative (%)                           | 88   | 84   | 80   | 77    | 78   | 76   | 75   | 76   | 80   | 86   | 88   | 89   | 81    |

Malgré la relativement faible moyenne en quantité de précipitations et de nombre de jours de pluie pour le mois d'avril pour la période 1961-1990, c'est en avril 1983 que la plus importante crue de la Sèvre depuis 1770 a eu lieu.
Il apparaît que Rezé est dans la zone la moins pluvieuse du bassin de la Sèvre, puisqu'en 1998 on relevait de 780 mm à 1 031 mm de pluie par an selon les stations météorologiques de la zone.
| Mois                            | jan. | fév. | mars | avril | mai | juin | jui. | août | sep. | oct. | nov. | déc. | année |
| ------------------------------- | ---- | ---- | ---- | ----- | --- | ---- | ---- | ---- | ---- | ---- | ---- | ---- | ----- |
| Nombre de jours avec gel        | 9    | 7,6  | 5,3  | 1,1   | 0   | 0    | 0    | 0    | 0    | 0,2  | 2,6  | 9,7  | 35,5  |
| Nombre de jours avec neige      | 1,2  | 1,3  | 0,8  | 0,3   | 0   | 0    | 0    | 0    | 0    | 0    | 0,4  | 1,1  | 5,1   |
| Nombre de jours avec grêle      | 0,4  | 0,6  | 0,7  | 0,6   | 0,2 | 0,1  | 0,1  | 0    | 0    | 0,1  | 0,2  | 0,3  | 3,3   |
| Nombre de jours d'orage         | 0,3  | 0,2  | 0,4  | 0,7   | 2,3 | 2,4  | 2,1  | 2,3  | 1,4  | 1    | 0,5  | 0,4  | 14,1  |
| Nombre de jours avec brouillard | 7,3  | 5,1  | 3,8  | 2,3   | 2,4 | 2,2  | 2,2  | 4,2  | 5,6  | 7,5  | 7,1  | 8,6  | 58,2  |

| Mois                                        | jan.      | fév.       | mars      | avril     | mai       | juin      | jui.       | août      | sep.      | oct.      | nov.      | déc.       |
| ------------------------------------------- | --------- | ---------- | --------- | --------- | --------- | --------- | ---------- | --------- | --------- | --------- | --------- | ---------- |
| Record de froid (°C) date du record         | −13 1985  | −15,6 1956 | −7 1965   | −2,6 1973 | −0,9 1979 | 3,8 1975  | 6,1 1975   | 5,6 1956  | 2,8 1952  | −3,3 1997 | −6,8 1993 | −10,2 1962 |
| Record de chaleur (°C) date du record       | 17,6 1969 | 21,4 1960  | 23,2 1965 | 27,5 1949 | 32 1953   | 36,8 1952 | 40,3 /1949 | 37,4 1990 | 34,3 1961 | 27 1985   | 21,1 1955 | 18,4 1953  |
| Record de vent (km/h) date du record        | 112 1990  | 133 1990   | 112 1986  | 90 1990   | 97 1983   | 83 1987   | 76 1988    | 83 1992   | 108 1993  | 115 1987  | 104 1987  | 122 1989   |
| Record de pluie en 24 h (mm) date du record | 50,1 1961 | 31,9 1981  | 46,8 1967 | 36,4 1983 | 46,7 1981 | 35,9 1968 | 94,9 1977  | 53,4 1970 | 48,2 1975 | 42,5 1979 | 39 1970   | 35,8 1989  |

Le tableau suivant permet de comparer la fréquence de phénomènes climatiques régnant à Rezé avec celles de quelques grandes villes françaises aux climats distincts et caractéristiques.
| Ville             | Ensoleillement · (h/an) | Pluie · (mm/an) | Neige · (j/an) | Orage · (j/an) | Brouillard · (j/an) |
| ----------------- | ----------------------- | --------------- | -------------- | -------------- | ------------------- |
| Médiane nationale | 1 852                   | 835             | 16             | 25             | 50                  |
| Bouguenais        | 1 956                   | 789             | 5              | 14             | 58                  |
| Paris             | 1 717                   | 634             | 13             | 20             | 26                  |
| Nice              | 2 760                   | 791             | 1              | 28             | 2                   |
| Strasbourg        | 1 747                   | 636             | 26             | 28             | 69                  |
| Brest             | 1 555                   | 1 230           | 6              | 12             | 78                  |
| Bordeaux          | 2 070                   | 987             | 3              | 32             | 78                  |

## Urbanisme

### Typologie
Au 1er janvier 2024, Rezé est catégorisée grand centre urbain, selon la nouvelle grille communale de densité à sept niveaux définie par l'Insee en 2022.
Elle appartient à l'unité urbaine de Nantes, une agglomération intra-départementale regroupant 22  communes, dont elle est une commune de la banlieue,,. Par ailleurs la commune fait partie de l'aire d'attraction de Nantes, dont elle est une commune du pôle principal,. Cette aire, qui regroupe 116 communes, est catégorisée dans les aires de 700 000 habitants ou plus (hors Paris),.

### Occupation des sols
L'occupation des sols de la commune, telle qu'elle ressort de la base de données européenne d’occupation biophysique des sols Corine Land Cover (CLC), est marquée par l'importance des territoires artificialisés (79,9 % en 2018), en augmentation par rapport à 1990 (67,5 %). La répartition détaillée en 2018 est la suivante : 
zones urbanisées (60,9 %), zones industrielles ou commerciales et réseaux de communication (17 %), prairies (7,9 %), zones agricoles hétérogènes (6,7 %), forêts (3,4 %), eaux continentales (2,1 %), mines, décharges et chantiers (2 %). L'évolution de l’occupation des sols de la commune et de ses infrastructures peut être observée sur les différentes représentations cartographiques du territoire : la carte de Cassini (XVIIIe siècle), la carte d'état-major (1820-1866) et les cartes ou photos aériennes de l'IGN pour la période actuelle (1950 à aujourd'hui).

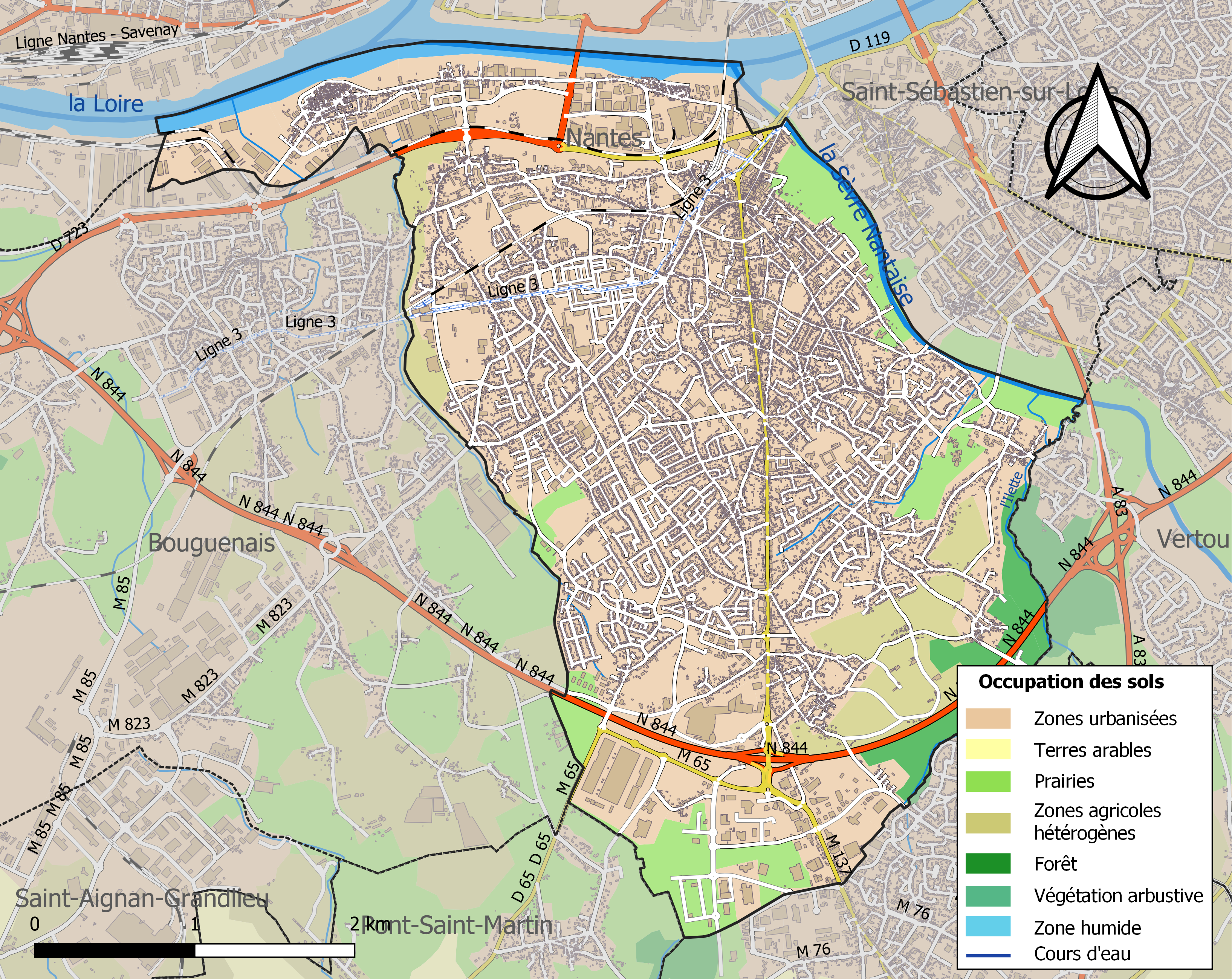
Carte des infrastructures et de l'occupation des sols de la commune en 2018 (CLC).

### Morphologie urbaine

#### Historique
Rezé fut longtemps un bourg semi-rural avant de connaître une expansion urbaine après la Seconde Guerre mondiale. Le développement s'est cristallisé autour des anciens hameaux, et c'est l'absence d'unité qui caractérise l'urbanisation de la ville des années 1950 aux années 1980. Après une courte stagnation, l'augmentation de population a repris, provoquant l'urbanisation croissante et la disparition progressive des dernières zones maraîchères. Deux grands axes routiers ont conditionné le développement urbain : la route vers la côte (Pornic, Noirmoutier) et la route vers le sud, une longue ligne droite qui, venant de la partie rive gauche de Nantes (Pirmil, quartier Saint-Jacques), traverse Rezé du nord au sud.
Source : PLU 2007 Nantes métropole

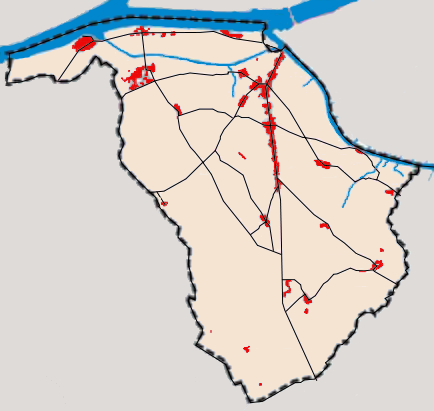
Avant 1900
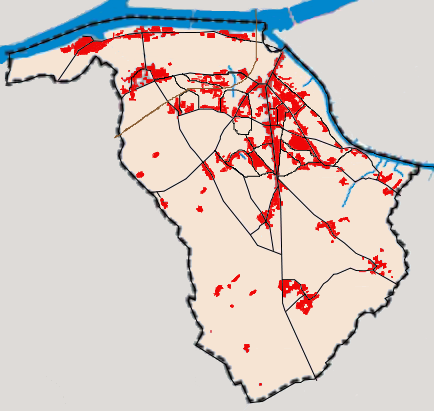
1900-1945
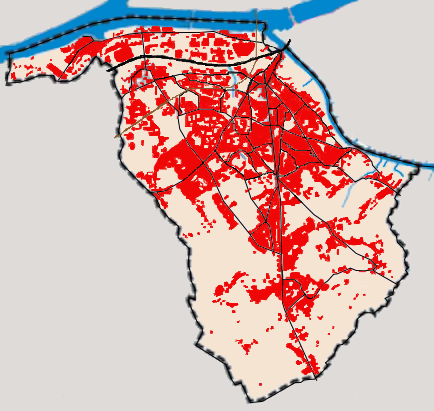
1945-1975
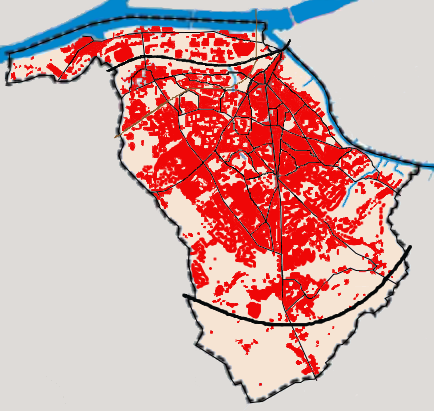
1975-2004

La ville alterne logements collectifs et quartiers résidentiels.

#### Quartiers

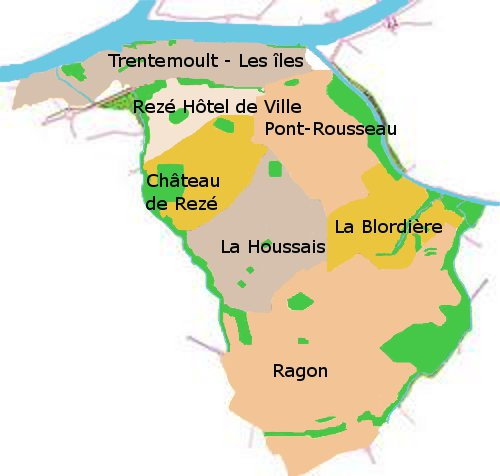
Quartiers de Rezé.

Rezé a la particularité d’être une commune ne possédant pas de réel centre-ville, mais est constituée d'un assemblage de sept grands quartiers englobant parfois de plus petits quartiers. Entre parenthèses est indiquée la part de population rapportée à la ville entière, basée sur les chiffres de 2018, présentés ici pour donner une indication des poids démographiques relatifs, :
- Rezé-Hôtel-de-ville (3 358 habitants, 7,9 % de la commune) ;
- Trentemoult-Les Îles (1 911 habitants, 4,5 %) ;
- Pont-Rousseau (10 758 habitants, 25,4 %) ;
- Château (6 220 habitants, 14,7 %) ;
- La Blordière (5 667 habitants, 13,4 %) ;
- La Houssais (7 930 habitants, 18,7 %) ;
- Ragon (6 524 habitants, 15,4 %).

##### Rezé-Hôtel-de-ville

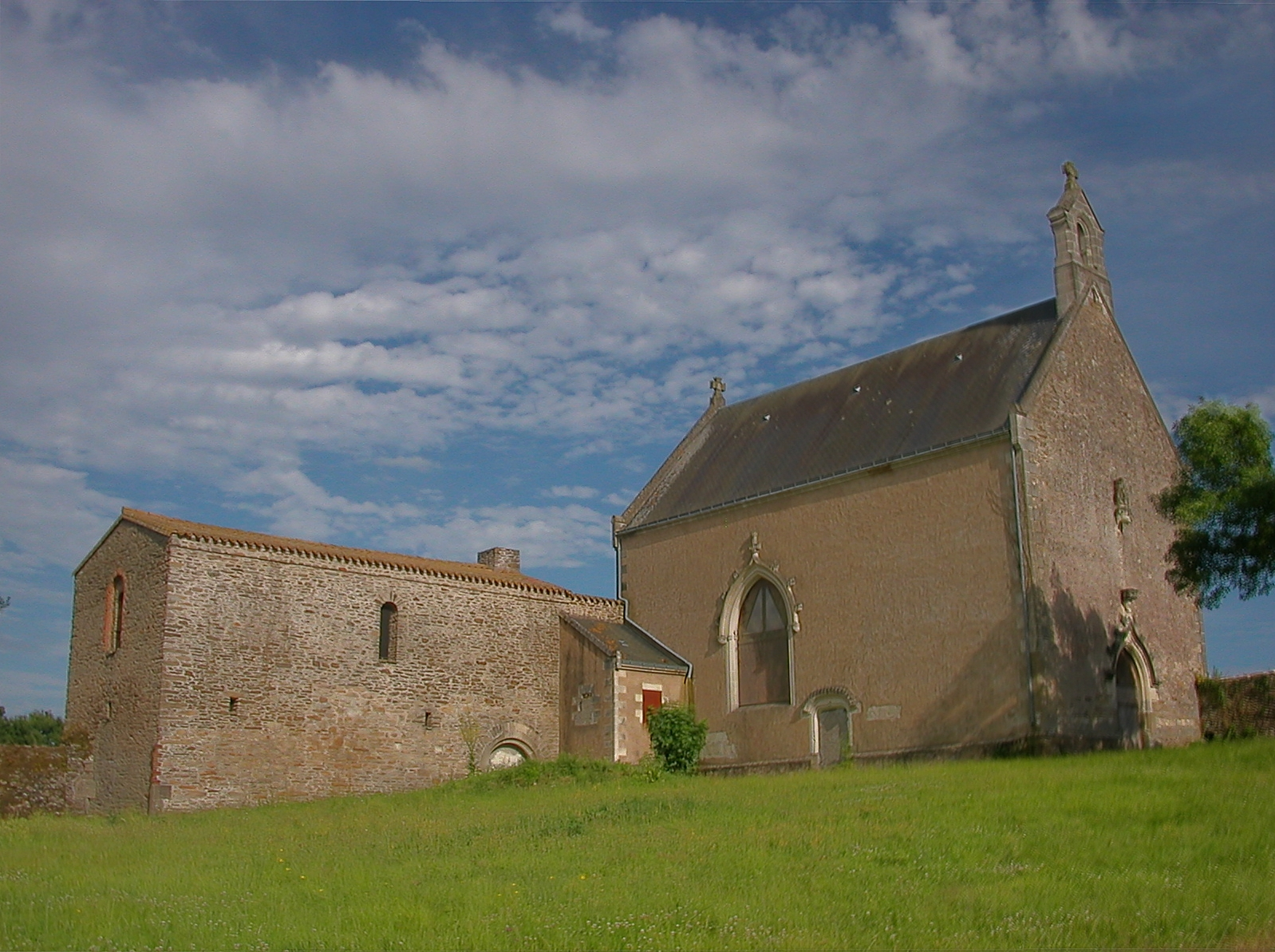
La chapelle Saint-Lupien sur le site archéologique du même nom.

Centre administratif, le quartier Rezé-Hôtel-de-ville correspond au site historique de Ratiatum. Outre la mairie, on y trouve la Maison radieuse de Le Corbusier, l'église Saint-Pierre, Le Chronographe, la chapelle Saint-Lupien et les sites archéologiques. La plupart des services municipaux s'y trouvaient regroupés, mais la commune a opéré toute une série de déménagements afin de vider un certain nombre de bâtiments faisant face à la mairie. À la fin 2016, un projet de réaménagement de la place Jean-Baptiste-Daviais et de l'avenue du Maréchal-de-Lattre-de-Tassigny est annoncé, prévoyant la construction de 176 logements, sous forme de collectifs avec commerces en rez-de-chaussée, et d'un parking silo de 254 places à proximité immédiate du site de Saint-Lupien, à l'horizon 2026. En 2017, Nantes Métropole inaugure Le Chronographe, un centre d'interprétation archéologique centrée sur l'histoire et le patrimoine gallo-romains du territoire rezéen et nantais.

##### Trentemoult-Les Isles
Le quartier Trentemoult-Les Isles se compose de deux parties très différentes : l'ancien port de pêche et la zone industrielle et commerciale Atout sud. L'ancien port abrite maintenant un port de plaisance. Autrefois, il y avait autour plusieurs hameaux de pêcheurs : Trentemoult, Norkiouse, Basse-Île et Haute-Île. L'actuel Trentemoult, avec ses ruelles, son habitat dense, ses maisons individuelles dotées de petits jardins, ses façades colorées, présente des attraits touristiques et résidentiels prisés. La présence de commerces de restauration en fait un lieu d'agrément réputé. La zone industrielle et commerciale est implantée juste à côté, entre Trentemoult et la route de Pornic. Le port fluvial d'origine a longtemps conditionné la vigueur économique du secteur, et la Loire reste un atout majeur, mais c'est plutôt autour de l'axe routier que s'articule la zone, en pleine mutation du fait de la délocalisation d'entreprises couvrant de vastes parcelles (à l'image du site des abattoirs).

##### Pont-Rousseau
Le quartier de Pont-Rousseau, le plus densément peuplé, est aussi le plus anciennement urbanisé. C'était autrefois un faubourg de Nantes, proche de ceux de Pirmil, Saint-Jacques et Dos-d'Âne (actuel quartier Nantes Sud). Le pont de Pont-Rousseau était aussi le départ de la route de La Rochelle. Alors qu'à Nantes, la rue Dos-d'Âne est devenue un boulevard de grande circulation, Rezé a conservé l'ancienne rue vers Nantes (actuelle rue d'Alsace-Lorraine) parallèlement à la nouvelle (avenue de la Libération). Le quartier englobe le vaste parc des prairies de Sèvre, avec les vestiges de l'usine de la Morinière. La partie plus au sud, le quartier Saint-Paul, s'articule autour de son église et abrite le cinéma et le théâtre de la ville. C'est également une zone de forte densité commerciale. De ce fait, elle peut être considérée parfois comme le centre-ville de Rezé.

##### Château

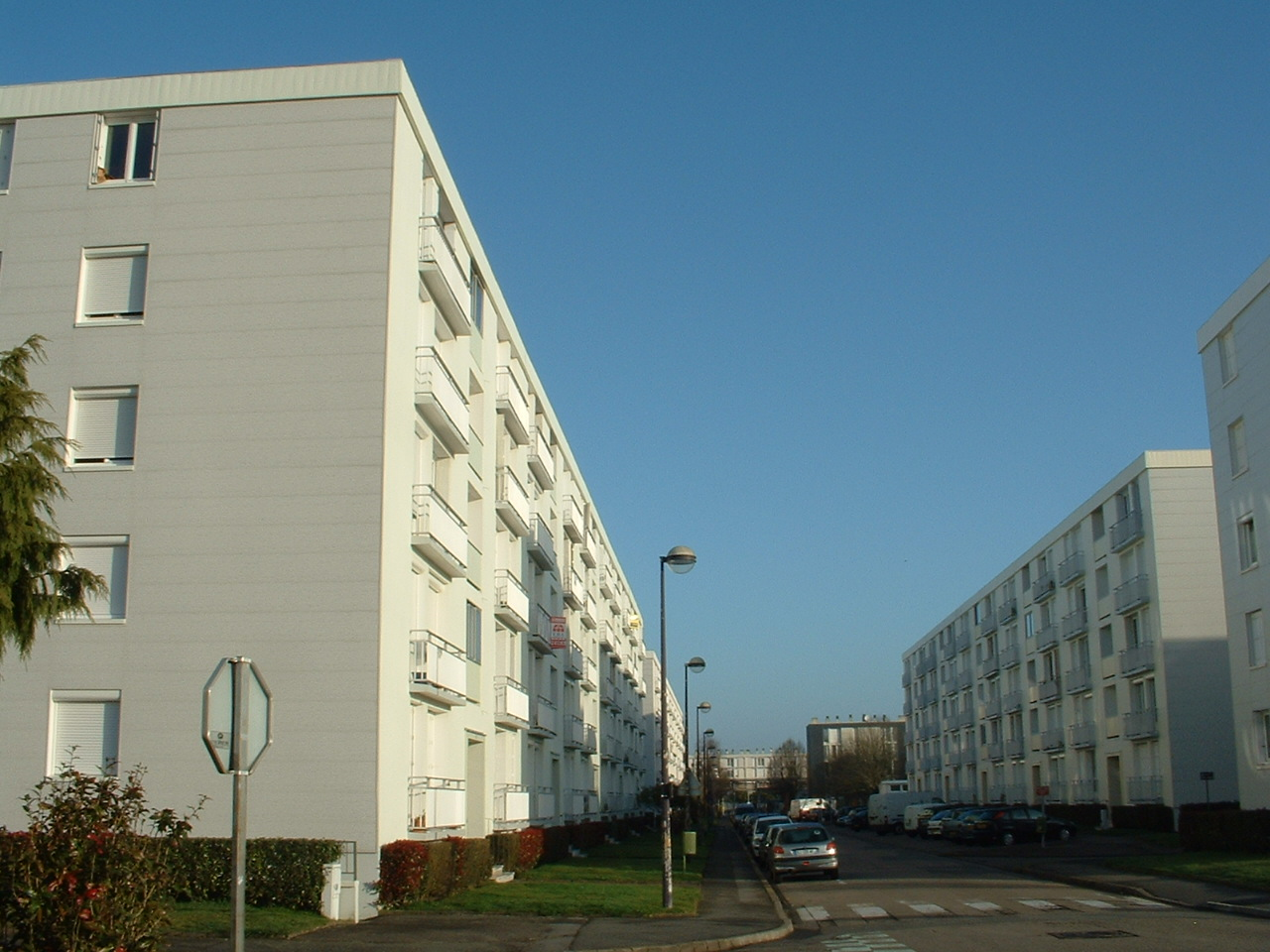
Le quartier du Château à Rezé.

Une partie du quartier du Château est marquée par la présence du plus vaste parc d'habitat social de la ville, construit après la destruction du château de Rezé (domaine de la famille de Monti de Rezé) dans les années 1960. Elle est classée quartier prioritaire, avec près de 3 000 habitants. On y trouve la médiathèque de Rezé. L'autre partie du quartier, la Trocardière, est constituée de maisons individuelles. C'est là que sont implantés un complexe sportif important, incluant la piscine municipale, et la salle de la Trocardière, salle de sport, d'expositions et de concerts.

##### La Blordière
Vers l'est se trouve la Blordière qui borde la Sèvre, notamment au niveau du quai Léon Sécher. Par ailleurs, l'ancien séminaire des Naudières fut à l'origine le château de la seigneurie Esnaud, d'où « l'Esnaudière » devenu « les Naudières ». Possédant un pôle fédérateur, le centre commercial de la Blordière, le quartier souffre d'un urbanisme manquant de cohérence. Le maillage des rues hérité du passé rural, les différents types de logements hétéroclites, l'absence de centre historique marquant ne sont compensés que par l'animation associative soutenue qui y règne.

##### La Houssais
Dans le quartier de la Houssais, on trouve le château de la Balinière qui abrite l'école municipale de musique et de danse, ainsi que le quartier claire cité (ou des Castors), témoin de l'urbanisation des années 1950. La vocation de ce quartier est résidentielle. L'espace qui aurait pu tenir lieu de centre du quartier, avec la présence d'une maison de quartier, d'une école et du parc, n'est pas fédérateur. Les commerces ne sont pas centralisés. Lancé en 2012, le projet de développement de la zone d'aménagement concerté de La Jaguère (qui tire son nom du ruisseau marquant la limite Ouest de Rezé) a abouti à la livraison, à partir de 2015, de 856 logements, principalement des collectifs. La maison de quartier et l'école maternelle de La Galarnière sont démolies fin 2015. Fin 2016, la commune inaugure un nouveau pôle horticole ouvert au public, baptisé « Jardiversité » et qui succède aux serres municipales. En 2017, le conseil municipal adopte le projet de réhabilitation de l'école primaire de La Houssais.

##### Ragon
Quartier le plus étendu, Ragon est en urbanisation croissante, il comporte les dernières zones en friche ou maraîchères. En limite de la ville voisine des Sorinières, une vaste zone d'activité est aménagée sur le site de la Brosse qui accueille depuis mars 2019 le nouveau marché d'intérêt national de Nantes. Possédant un centre naturel concentré autour de l'ancien hameau Ragon, le quartier, après s'être principalement développé le long des axes routiers, s'est accru sous l'effet de programmes d'habitat et de l'implantation d'un important centre commercial en bordure de périphérique.

### Habitat et logement
En 2018, le nombre total de logements dans la commune était de 21 245, alors qu'il était de 19 123 en 2013 et de 17 885 en 2008.
Parmi ces logements, 92,4 % étaient des résidences principales, 1,9 % des résidences secondaires et 5,7 % des logements vacants. Ces logements étaient pour 48,6 % d'entre eux des maisons individuelles et pour 50,5 % des appartements.
Le tableau ci-dessous présente la typologie des logements à Rezé en 2018 en comparaison avec celle de la Loire-Atlantique et de la France entière. Une caractéristique marquante du parc de logements est ainsi une proportion de résidences secondaires et logements occasionnels (1,9 %) inférieure à celle du département (10,5 %) et à celle de la France entière (9,7 %). Concernant le statut d'occupation de ces logements, 59 % des habitants de la commune sont propriétaires de leur logement (61,6 % en 2013), contre 61,7 % pour la Loire-Atlantique et 57,5 pour la France entière.
La commune ne respecte pas les prescriptions de l'article 55 de la loi SRU, qui impose à certaines communes, dont Rezé, de disposer d'au moins 25 % de logements sociaux. Au sens du recensement, elle disposait en 2008 de 6 338 logements HLM (15,8 % du parc des résidences principales), nombre qui a crû à 7 858 en 2018 (17,6 %), grâce à un effort soutenu de construction de logements intégrant une part de logements sociaux,
| Typologie                                               | Rezé | Loire-Atlantique | France entière |
| ------------------------------------------------------- | ---- | ---------------- | -------------- |
| Résidences principales (en %)                           | 92,4 | 83,9             | 82,1           |
| Résidences secondaires et logements occasionnels (en %) | 1,9  | 10,5             | 9,7            |
| Logements vacants (en %)                                | 5,7  | 5,6              | 8,2            |

### Voies de communications et transports

#### Voies de communication

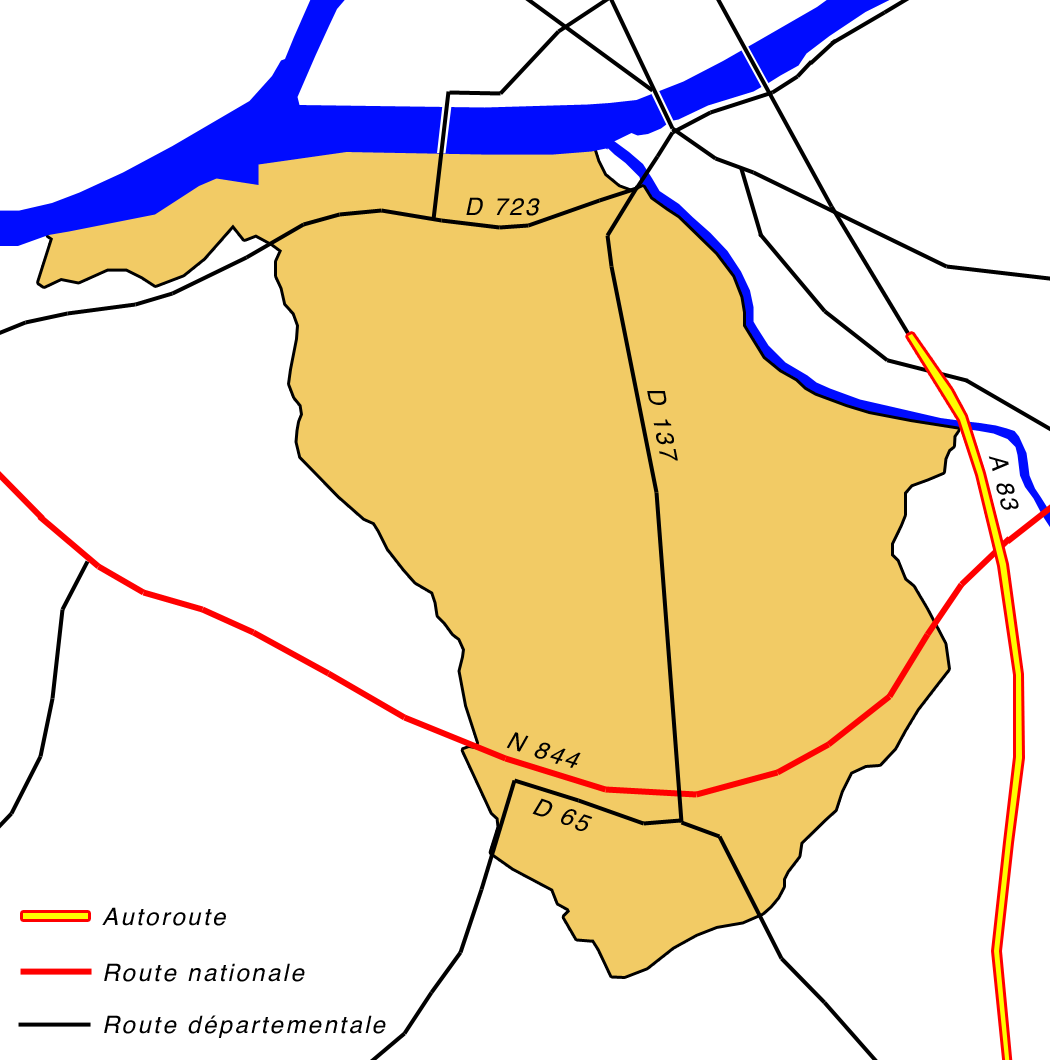
Principaux axes routiers de Rezé.

Rezé est traversée par le périphérique nantais dont quatre échangeurs qui desservent la commune : le 48a (porte des Sorinières), le 49 (porte de Rezé), le 50 (porte de Retz par laquelle on accède à Rezé via Bouguenais) et le 52 (porte de Bouguenais, qui permet de rejoindre Trentemoult via la D723 qui fait la liaison Nantes-Pornic et Nantes-Noirmoutier).
À partir du nœud routier de Pirmil, point d'accès à Nantes, la RD723 (qui dispose de deux fois deux voies et sert d'axe de distribution au secteur économique principal de la ville), la RD137 (qui traverse la ville du nord au sud) et la RD823 (qui rejoint la zone économique autour de l'aéroport de Nantes-Atlantique) sont les trois axes principaux irriguant la ville, et voient transiter 15 000 à 40 000 véhicules par jour.
Les franchissements de la Loire (le pont des trois continents à Rezé, auquel s'ajoutent le pont de Cheviré, partie du périphérique nantais, et le pont de Pirmil à Nantes) et de la Sèvre (pont de Pont-Rousseau, pont de la Morinière, pont des Bourdonnières), sont difficiles par la route.
La RD137 est qualifiée de « coupure urbaine », difficilement franchissable.

#### Transports
Le taux de motorisation des ménages rezéens est un des plus faibles de l'agglomération : si à Nantes on compte 1,08 véhicule par ménage, à Rezé ce rapport est de 1,22, inférieur entre autres à ceux de Saint-Herblain (1,31), Saint-Sébastien-sur-Loire (1,39), Bouguenais (1,47), Vertou et les Sorinières (1,56) ou Carquefou (1,62).
Par ailleurs, Rezé a rejoint en 2012 le système d'autopartage de Nantes baptisé Marguerite, avec l'ouverture d'une station à côté de la mairie puis, en 2021, le système d'autopartage Citiz avec l'ouverture d'une station Flex dans le quartier Pont-Rousseau.
Rezé se situe à quelques kilomètres de l'aéroport de Nantes-Atlantique.
Rezé a rejoint en septembre 2011 le système de vélopartage de Nantes baptisé Bicloo, avec l'ouverture des deux stations Pont-Rousseau et 8-Mai.

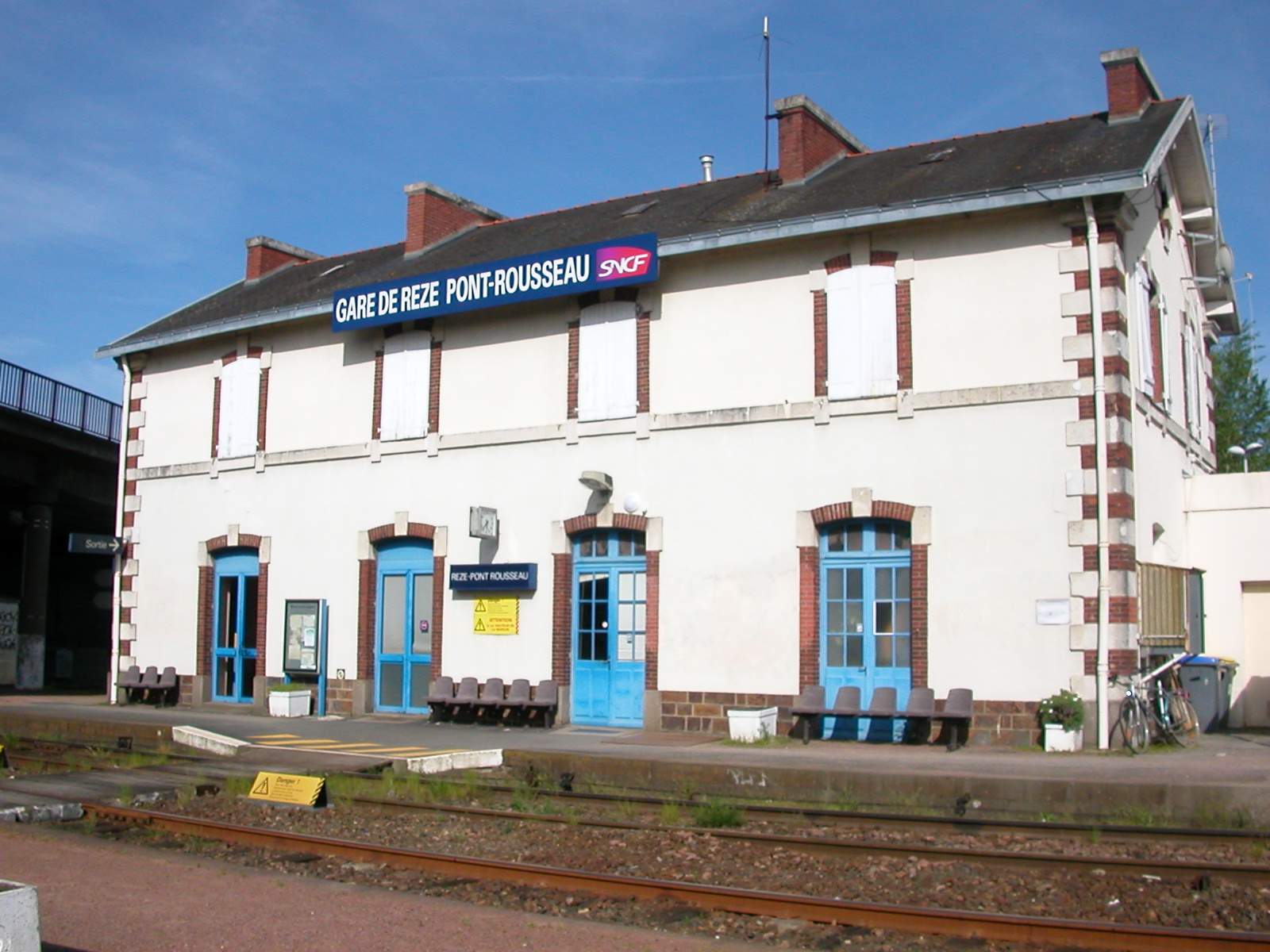
La gare de Pont-Rousseau.

La gare de Rezé-Pont-Rousseau est desservie par les lignes ferroviaires 10 (Nantes ↔ Sainte-Pazanne ↔ Pornic) et 11 (Nantes ↔ Saint-Gilles-Croix-de-Vie), et la ligne d'autocar 12 (Nantes ↔ Challans ↔ Saint-Jean-de-Monts) du réseau TER de la région Pays de la Loire.
Rezé est desservie par les lignes régulières 301 (vers Saint-Père-en-Retz), 303 (vers Pornic), 312 (vers Saint-Philbert-de-Grand-Lieu et Legé), 362 (vers Vieillevigne), ainsi que par la ligne 380 (vers Rocheservière).
Ce réseau est déterminant pour le déplacement des élèves des établissements rezéens du second degré (collèges et lycées) qui accueillent des jeunes venant des communes du sud du département.
La commune est desservie par 2 lignes de tramway (2 et 3), une ligne Chronobus (C4) et 5 lignes de bus (30, 33, 36, 38 et 97) du réseau TAN.

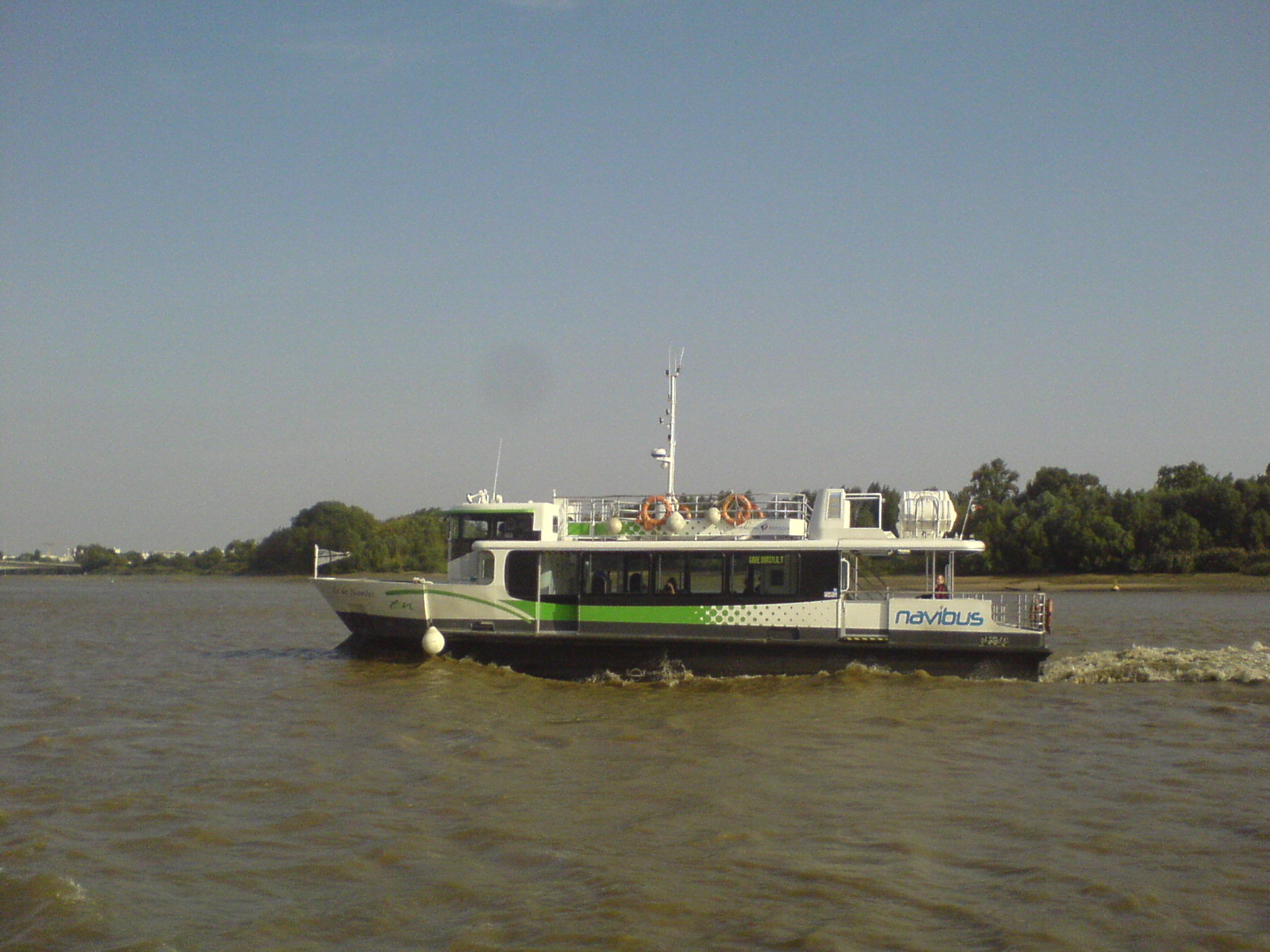
La ligne N1 assurée par 2 navires, dont lÎle de Nantes.

En 1887, la Compagnie de navigation de la Basse-Loire ouvre la liaison fluviale Trentemoult-Chantenay assurée par une vedette à vapeur, le Roquio. La liaison est reprise en 1906 par la Compagnie de transports maritimes des messageries de l'Ouest, avec une flottille de bateaux que l'on désigne sous le terme de roquios, puis le service municipal des bateaux de Rezé prend le relais de 1931 à 1958. Il faut attendre le début du XXIe siècle pour voir de nouveau la voie fluviale empruntée par les transports en commun. Une ligne Navibus du réseau TAN fonctionne 7 jours sur 7 depuis 2005 entre Trentemoult et la Gare maritime de Nantes. En hommage à la liaison du XIXe siècle, la station fluviale de Trentemoult est baptisée « Trentemoult-Roquios ». Des projets de nouvelles navettes fluviales sur la Loire et la Sèvre sont à l'étude.

### Risques naturels et technologiques

#### Risque d'inondation
Ce risque est le plus répandu en France, et Rezé est concernée du fait de la présence de cours d'eau, les plus importants étant bien sûr la Sèvre et la Loire. Les anciennes îles (Trentemoult, Norkiouse, Haute Île) sont déclarées zones inondables. Il en va de même pour les rives de Sèvre (Rezé est concernée sur la rive gauche de la rivière). Ces zones conditionnent les plans d'urbanisme et les autorisations de construction.
La Loire est sujette à trois types de crues : les crues océaniques (pluies durables et générales sur le bassin de la Loire), les crues cévenoles (orages violents, occasionnels sur la partie méridionale du bassin de la Loire, mais d'un effet modéré), et les crues mixtes (combinaisons des deux précédentes, provoquant des inondations importantes). L'effet des marées conditionne l'importance des crues. Il est à noter que la modification artificielle du lit de la Loire en aval a atténué l'effet des crues de la Loire (les crues de 1910 et de 1982 ont donné lieu à des débits comparables, mais le niveau de la Loire était 1,90 m plus haut en 1910).
La prévention consiste en un suivi du niveau des cours, de la pluviométrie, de la présence d'éléments encombrants au niveau des ponts et un référencement des zones inondables.
Le Service maritime et de navigation de Nantes et l'Institution interdépartementale du bassin de la Sèvre Nantaise ont élaboré en octobre 1996 un dispositif d’annonce des crues sur la Sèvre Nantaise. Il a pour but la sécurité des riverains en cas de montée des eaux. Cinq stations sont réparties sur le cours pour mesurer la hauteur d'eau : pont de la Branle à Cerizay, Saint-Laurent-sur-Sèvre, Tiffauges, Clisson et Vertou. En cas de dépassement de la cote d'alerte, la préfecture avertit les communes.

#### Risque de mouvement de terrain
À Rezé, les cas recensés révèlent des risques de coulées de boue à la suite d'une inondation (1995, Trentemoult), mouvement de terrains après une sécheresse/réhydratation (1991, rue du Clos-Davais), coulée de boue à la suite d'un orage de grêle (1997), et tempête violente (26-27 décembre 1999).

#### Risque technologique
Le risque est porté par le transport de matières dangereuses (voies routières et fluviales), et les entreprises classées « à risque ». À Rezé, une entreprise est classée « établissement à risque », cinq autres « établissements à risque secondaire » ; toutes sont situées dans la zone d'activité entre Trentemoult et Pont-Rousseau.

#### Risque de nuisances dues à un insecte
On note la présence sur Rezé du termite de Saintonge (Reticulitermes flavipes), insecte social dont la nourriture inclut la cellulose présente dans le bois des constructions humaines. L'habitat de ces insectes étant souterrain, la destruction définitive des termitières est pour l'heure impossible. La gestion du risque consiste en un traitement préventif du bois et une prophylaxie dans les zones concernées pour éviter la propagation du fléau. Les zones identifiées sont délimitées comme suit : îlot délimité par la place Sémard, le passage du Puits-Baron, la rue Eugène-Chartier et la rue Jean-Fraix ; îlot délimité par la rue Jean-Louis, la rue Saint-Lupien, la rue de la Chapelle-Saint-Lupien et la rue Georges-Boutin.

### Qualité de l'environnement

#### Espaces naturels
Sur les bords de Loire, la végétation de friches et ripisylves subit des modifications en raison de l'activité économique du secteur. La plus grande partie des espaces naturels rezéens se situe sur la rive gauche de la Sèvre Nantaise. La qualité de cette zone est bonne : la végétation est riche et bien préservée. Le vallon de la Jaguère présente un état de préservation correct. Enfin, des zones de boisement importantes ont été maintenues le long de l'Ilette et du Jaunais, zones qui complètent le bois des Poyaux au sud de la ville.
Il n'y a actuellement pas de site naturel protégé à Rezé. Dans le cadre de Natura 2000, les berges de Loire et de Sèvre, ainsi que la prairie humide de Beaurivage, pourraient accéder à une protection.

#### Espaces ruraux

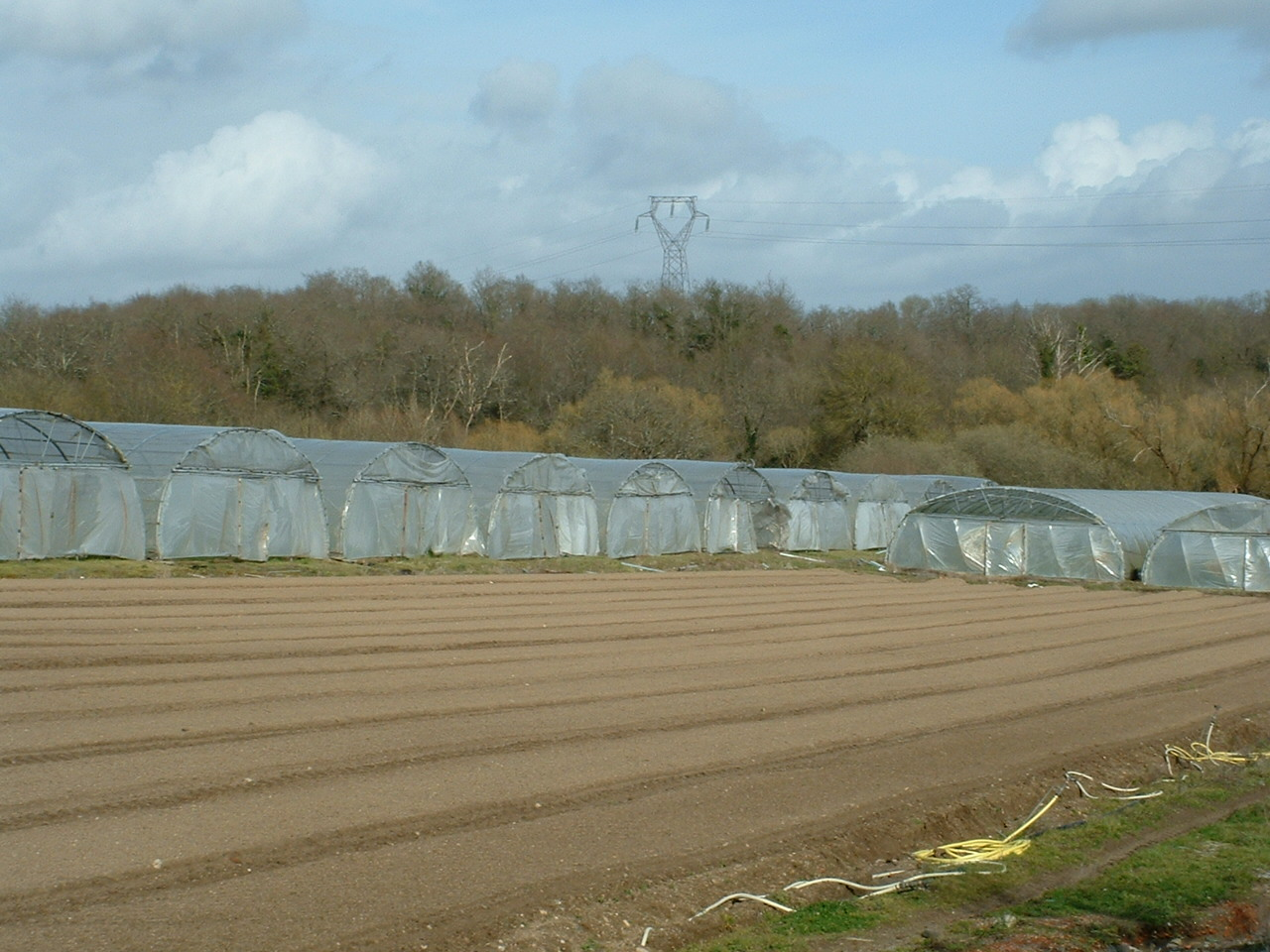
Exploitation maraîchère (sud de Rezé).

Jadis commune rurale, Rezé est aujourd'hui quasi totalement urbanisée. Les paysages ruraux devenus minoritaires disparaissent peu à peu, et ne devront probablement leur maintien qu'à des choix de préservation, à l'image du bocage de la coulée verte de la ZAC de la Brosse. La partie sud, délimitée par le périphérique nantais, est la zone où l'aspect rural a été le plus conservé, il reste par ailleurs quelques zones maraîchères et viticoles.

#### Patrimoine végétal

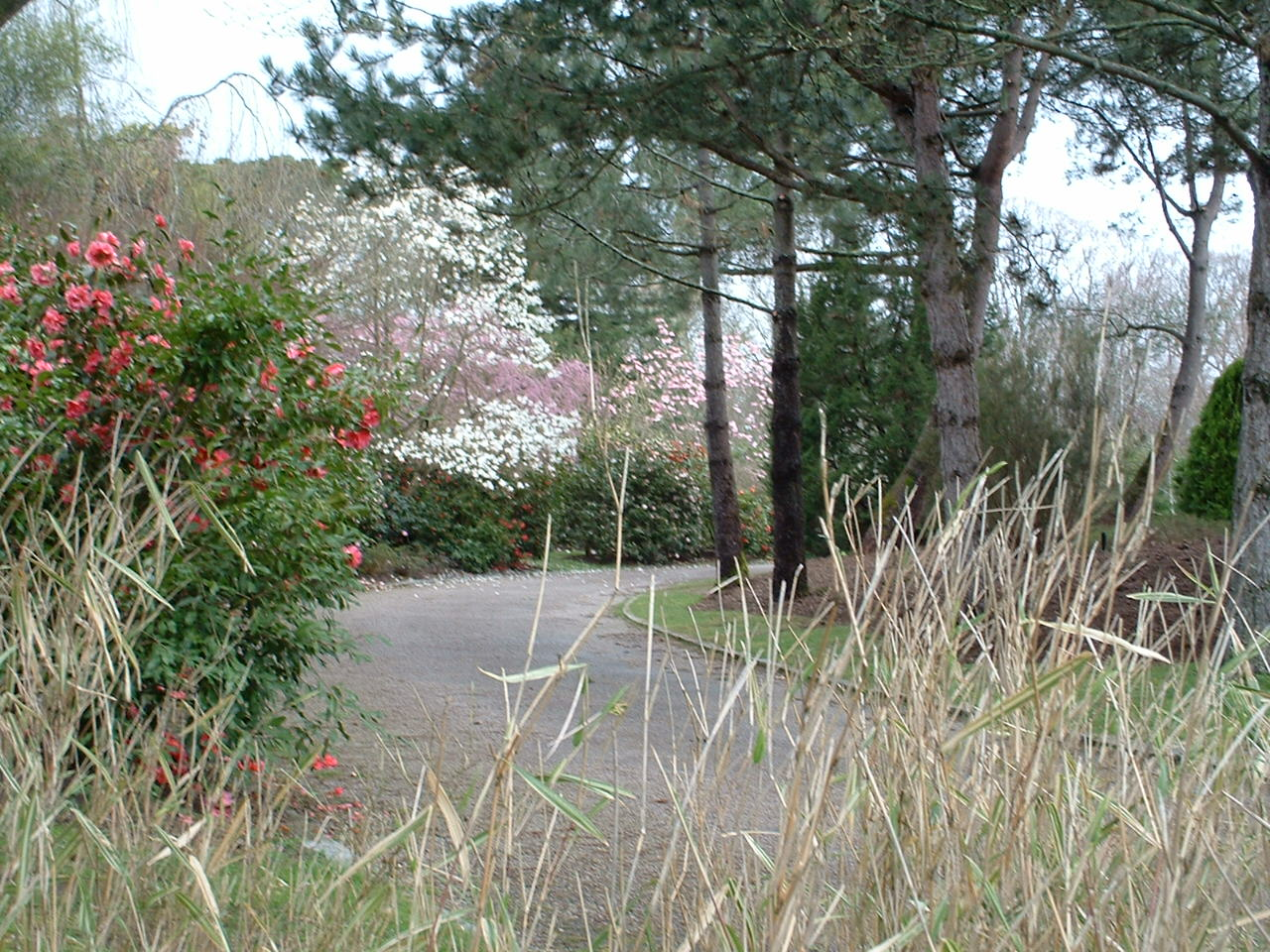
Parc de la Morinière.

Les deux tiers de la surface de Rezé sont urbanisés en 2007, et ainsi qu'il est mentionné dans la section Logement, sa densité de population est élevée. Une partie importante de la végétation de la ville est située dans les jardins privés des zones pavillonnaires.
Les parcs et jardins publics sont nombreux. Les jardins de l'hôtel de ville se situent entre la place Saint-Pierre et la Cité radieuse, et couvrent 1 700 m2. Avec une surface de près de 3 hectares, les parcs les plus vastes sont le parc des Mahaudières, qui accorde une place de choix aux magnolias et celui de la Morinière, avec ses platanes et ses séquoias ; ce dernier parc est « remarquable » dans l'inventaire général du patrimoine culturel de la France. À l'inverse, le parc de la Carterie ne couvre que 0,7 hectare, offrant à la contemplation des bassins de nénuphars. Rezé dispose également du parc de la Grève (1,3 hectare, faune et flore des zones inondables), du parc Allain (dit de la Fusée, 1 hectare, tout près de la médiathèque), du parc de la Houssais (0,9 hectare, vestige du parc du château du même nom, qui contient quelques arbres centenaires), le parc de Praud (2,2 hectares) et le parc de la Balinière (1,6 hectare, jardin à la française).

## Toponymie
Le nom de la localité est attesté sous les formes Ῥατιάτον (Ratiaton) au IIe siècle (Ptolémée); Ratiatica civitas en 511 (concile d’Orléans); Ratiatensis vicus au VIe siècle; Ratiate (monnaie mérovingienne),; Raciaci portus en 1123 (charte de Louis VI); Reziacum en 1150 (Archives L.-Inf., H 20); Radesium en 1201 (cartulaire de Buzay), Resayum en 1287 (Pouillé), puis se fixera progressivement sous la forme Rezé,,.
Selon une ancienne théorie, les *Ratiates auraient été une tribu gauloise, qu'on associe aux Pictons.
Les toponymistes et les linguistes ne reprennent pas cette hypothèse, ils analysent les formes anciennes sur la base de deux éléments gaulois contenus dans les formes anciennes récurrentes,.
La terminaison -é représente vraisemblablement le suffixe gaulois -ate, fréquent dans la toponymie (cf. nom de lieu Condate > Condé). Des formes plus tardives en --iaci, -iacum impliquent une confusion avec le suffixe localisant, et marquant la propriété, -(i)acum lui aussi d'origine celtique. L'un comme l'autre ont abouti à la terminaison -é dans l'ouest.
Le radical est sans doute le gaulois ratis, (lire rătis) signifiant « fougère » et cité par Marcellus de Bordeaux « Herbae pteridis, id est ficiculae, quae ratis gallice dicitur... ». Ce terme est un proche parent du vieil irlandais raith, du gallois redhyn et du breton raden « fougère ».
Pour Xavier Delamarre, qui reprend les hypothèses déjà formulées par Georges Dottin, Albert Dauzat, Jacques André et Wolfgang Meid, Rezé remonte donc à Ratiate « fougeraie » et est un équivalent gaulois des toponymes romans du type Fougerolles; Feucherolles, etc. Associé au mot pagus, le nom de lieu Ratiate, dérivé avec le suffixe -ensi désignant ses habitants, a donné naissance à l'époque médiévale au pagus Ratiatensis, c'est-à-dire le pays de Retz.
Jean-Marie Cassagne et Mariola Korsak assimilent Rezé au type Razac et Rezay (Cher, Resaium 1223; Rézé 1766), c'est pourquoi ils supposent que la forme primitive est *Ratiacum, équivalent du latin *Villa Ratii, qui serait basé sur l'anthroponyme gallo-romain Ratius, nom d'un propriétaire terrien qui possédait un domaine à cet endroit, autour duquel le village s'est développé, il est suivi du suffixe -acum (voir ci-dessus). Ils reprennent en cela l'explication de Dauzat à propos de Razac et Rezay.
Les premières traces écrites désignant l'actuel pays de Retz apparaissent au IXe siècle. Jusqu'alors les chroniqueurs tels Grégoire de Tours au VIe siècle mentionnent le Pages Arbatilicus (« Pays d'Herbauges ») dans De gloria confessorum. En 839 apparaît le nom de Raiz. Un acte de Louis le Pieux place un domaine de Saint-Viaud in vicaria Ratense.
Le nom de Rezé est identitque en gallo, la langue d'oïl locale mais possède une variante plus rare : Rezaï en écriture ABCD ou 
Raezaé en écriture ELG. Les prononciations en gallo sont [ʁəze] ou [ʁəzaj] . Cette dernière se rapproche de l'usage paydret et poitevin avec lequel les terminaisons en -é se font en -ay. Le Pays de Retz étant une zone de transition entre le poitevin et le gallo.
Un nom breton de la commune a été créé en 1944 par Théophile Jeusset sous la forme Razied. Toujours en se basant sur l'attestation ancienne Ratiate, Jeusset opte finalement pour la forme bretonne Raziez en 1948. Le nom Reudied (attestée en 1995) est la forme employée par la communauté brittophone locale, on la retrouve sur les panneaux bilingues à l'entrée de la commune.

### Microtoponymie
Des noms de rue, de lieux-dits, de village, témoignent de la bataille de Rezé de 1154 (voir Histoire). Le lieu-dit La Bataillerie est proche du village du Châtelier (centre probable de la défense d'Eudon). Une tour d'observation a donné son nom à La Mirette (du vieux français Miroet). Entre La Bataillerie et La Mirette, se trouvent le Pré des Bretonnais, les Brettes, les Bertineries et le Bleurdier. Au Moyen Âge, le verbe acorer signifie « se lamenter », et aujourd'hui on trouve non loin de la Bataillerie le village de La Coran. On suppose que la parcelle nommée les Mortrais doit son nom au souvenir d'une immense fosse où furent enterrées les victimes des combats et, à côté du Châtelier, un lieu-dit est baptisé la Martrerie (« champ de martyrs »).
D'autres[Qui ?] supposent que l'origine de Bretonnais, Brettes, Bertineries n'est pas liée à la bataille, et situent le combat près de la Morinière, où apparaissent des noms de lieux sans lien avec le monde rural. Outre la Martrerie, on trouve la Machetterie (de machier, broyer), le Clos-Chevalier autre nom du Clos du port.

## Histoire
Située dans une région peuplée dès la Préhistoire, comme l'atteste la présence de menhirs du Néolithique et située sur le territoire d'une tribu celte (gaulois), Rezé a été fondée par les Pictons, sur le modèle romain, à l'époque du Haut-Empire. Elle est alors dépendante du Bas-Poitou. Au haut Moyen Âge, la ville passe sous domination des Francs, qui étendent leur territoire vers 504-508. À partir du milieu du IXe siècle, les Bretons dominent la région, Rezé fait alors partie du duché de Bretagne, avant d'être rattachée au royaume de France.

### Antiquité

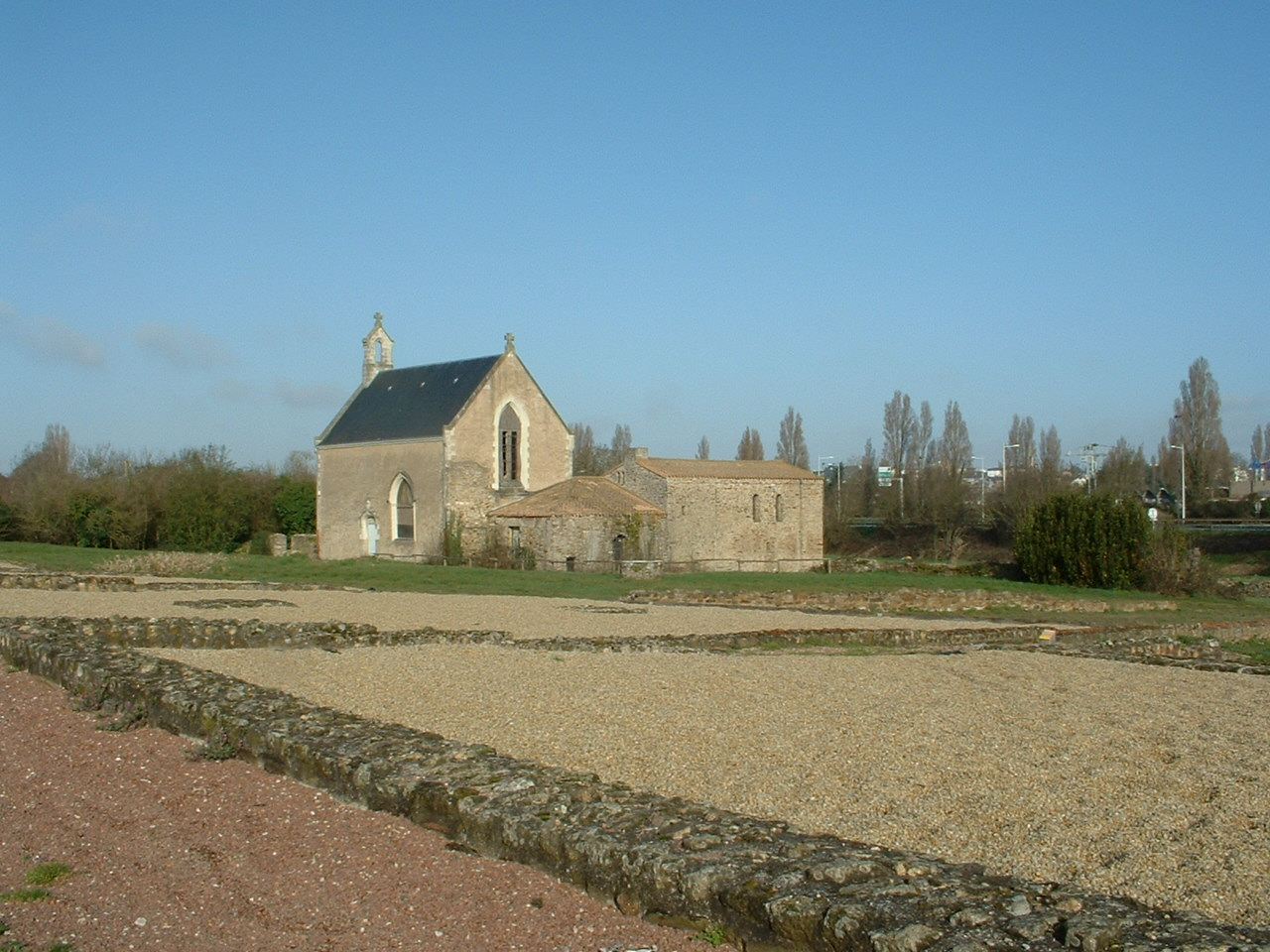
Vestiges des constructions gallo-romaines (en arrière-plan la chapelle Saint-Lupien).

La ville, dénommée alors Ratiatum, est créée à l'époque romaine, dans une zone probablement peuplée par les Ambilatres et les Anagnutes,. Pour vaincre les Vénètes, les Romains arment une flotte de trirèmes aux formes fines, conçues pour éviter les bancs de sable. Ces navires sont peut-être construits à Prigny (alors au bord de la mer) et à Rezé. Après la victoire définitive des Romains, il semble que les Pictons étaient alliés des Romains pendant la guerre contre les Vénètes, et ont obtenu le contrôle de la rive sud de l'estuaire (les Ambilatres n'ont pas d'existence officielle dans l'Empire romain), et qu'ils ont créé un port nouveau en face du site probable de Condevincum, capitale des Namnètes, qui, quant à eux, n'étaient pas alliés des Romains.
La ville de Rezé est donc fondée sous le règne de l'empereur Auguste, entre l'an 20 av. J.-C. et l'an 10 de notre ère. Elle connaît un développement rapide, ce qui laisse supposer un fort pouvoir d’attraction.
La prospérité de la cité se manifeste tout au long du Ier siècle de notre ère, au point que Ptolémée indique à cette époque que Ratiaton est la seconde ville de la cité (civitas) des Pictons, après la capitale Limonon (Limonum), c'est-à-dire Poitiers.
Elle se développe d'abord plus rapidement que la future Nantes et s'étend sur la rive sud du Seil, un bras de la Loire. Au Ier siècle, c'est une ville avec des domus, des entrepôts, des boutiques le long du port. Un petit atelier de poterie produit des céramiques diverses, dont des amphores au type unique (les analyses polliniques dans les sédiments du Seil indiquent la présence de vigne aux abords des habitations).
Puis, les raids des Saxons et des Francs commencent en 260. La ville (tout comme Nantes) est pillée et incendiée. Ce n'est pas à Rezé, mais à Nantes que sont construits des remparts, et cette dernière va être dès lors plus avantagée en devenant, en tant que chef-lieu de cité, le siège d'un évêché chrétien.
À la suite de l'ensablement de son port, la cité décline de la fin du IIIe jusqu'au Ve siècle.
Le christianisme nicéen est attesté à Rezé dès le IVe siècle, lorsqu'entre 349 et 367, Saint Hilaire, évêque de Poitiers, y baptise un de ses disciples, Saint Lupien de Ratiatum, dont parle Saint Grégoire de Tours dans son ouvrage hagiographique De la Gloire des Confesseurs. Dès cette époque, le tombeau de Lupien devient un lieu de culte, où sera édifiée la chapelle Saint-Lupien, sur le site de Saint-Lupien. On raconte que des miracles de guérison se produisaient sur les reliques du saint, si bien « qu'un aveugle reçut la vue à son sépulcre, un paralytique y reprit la vigueur de ses membres et marcha sûrement, et un muet y recouvra la parole. »,.
Des fouilles effectuées par l'INRAP face à l'hôtel de ville, préalablement à un projet immobilier, ont mis au jour un cimetière médiéval (150 sépultures de chrétiens car leur tête est systématiquement placée à l'Ouest) datant probablement du VIe siècle. Sous ce cimetière des vestiges de la ville antique ont été découverts, notamment des portions de la rue principale.

### Moyen Âge
Premier chef-lieu du Pays de Retz, Rezé ne s'est toutefois pas retrouvée dans le doyenné médiéval de Retz mais dans le pagus Taifali, puis doyenné de Clisson, dit communément Outre-Loire, le primitif Pagus ratiatensis ayant été scindé en deux (Ouest et Est, Côte / Vignoble), sans doute en raison de la proximité de Nantes et de l'installation des Taifales.

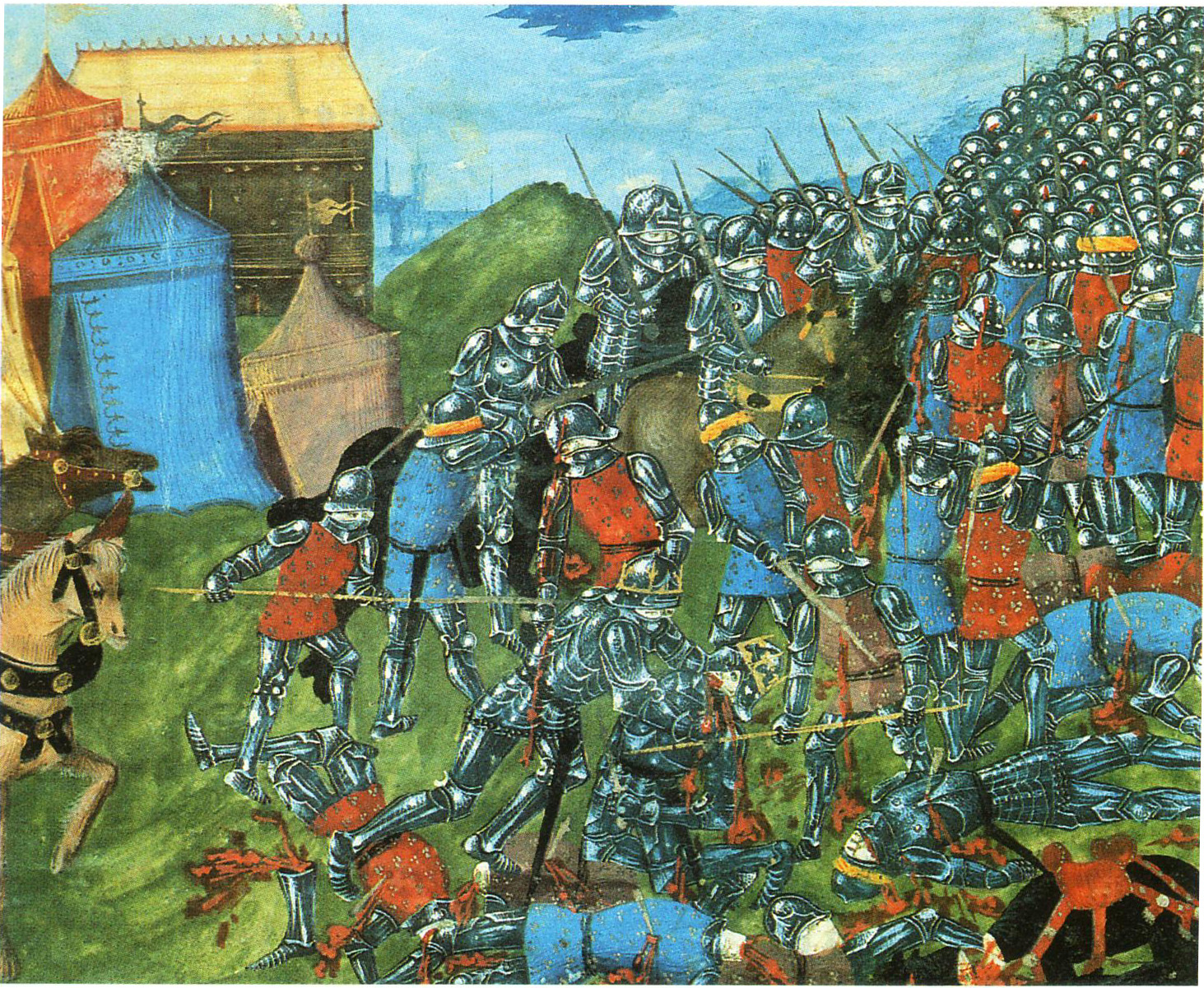
Clovis tue Alaric II en 507.

#### Conquêtes wisigothe, franque, bretonne

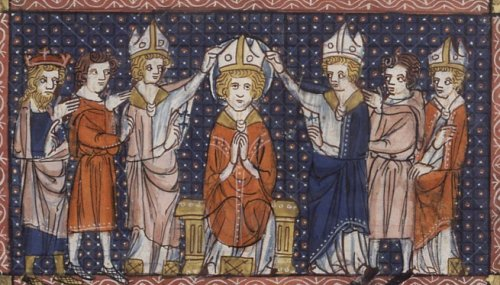
L'évêque Hilaire.

Sous domination wisigothe depuis 418, Rezé passe sous le contrôle des Francs à la suite de la victoire de Clovis Ier sur les Wisigoths en 507. Clovis étend ainsi le royaume des Francs jusqu'aux Pyrénées.
En 511, Adelphius (ou Adelfius, Adelficius), « évêque de Ratiate », participe au concile d'Orléans convoqué par Clovis Ier et condamnant l'arianisme.
Durant la période mérovingienne, Rezé est le siège d'un important atelier monétaire dont l'activité perdure jusqu'à la conquête bretonne. En 843, lors de la première incursion des hommes du nord, des moines auraient préserver les reliques de Saint Lupien en les emportant à Clermont-Ferrand. Les restes de son corps sont aujourd'hui disparus.
En 851, le traité d'Angers entre Charles le Chauve et Erispoë fils de Nominoë  officialise l'intégration de Rezé et des terres du Sud-Loire au royaume de Bretagne. Le destin de Rezé et sa région devient donc intimement lié à celui de Nantes à partir du IXe siècle : appartenance de la ville à l'évêché de Nantes, au pays de Retz (seigneurie créée par les ducs de Bretagne au Sud-Ouest de la Loire), et au royaume puis du duché, puis de la province de Bretagne.
La vicomté de Rezé est créée à la fin du XIe siècle (vers 981). Hoël, comte de Nantes, attribue le titre à l'un de ses cadets. La position de Rezé, aux confins des possessions du duché breton et des possessions des rois d’Angleterre et de France, en fait le théâtre de guerres jusqu'à la fin du XVe siècle. Le vicomte de Rezé est suzerain (directement ou par l'intermédiaire de ses vassaux) de presque toute la rive gauche de la Sèvre depuis Portillon et une bonne partie de la rive de Loire jusqu'au Pellerin.

#### XIIe–XIIIesiècles

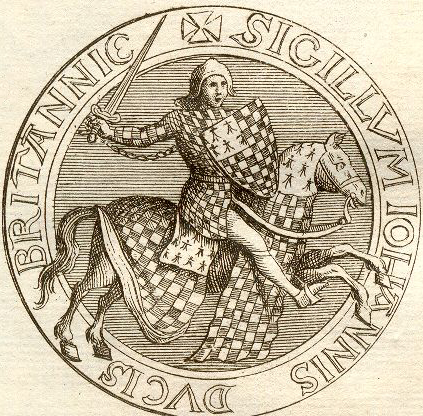
Jean II de Bretagne.

Le premier seigneur de Rezé à laisser une trace est Roland de Rezay, qui a apposé sa signature sur un acte de donation au bénéfice des moines de l'abbaye de Saint-Florent-le-Vieil en 1145. Une crise successorale intervient en Bretagne en 1154 et aboutit à la bataille de Rezé. À l'origine de cette bataille, la mort du duc Conan III en 1148. Avant de mourir, ce dernier renie son fils Hoël, destiné à lui succéder, prétextant qu'il est bâtard. Avec l'appui des seigneurs de la région de Nantes, dont le vicomte de Rezé, Roland de Rezay, et de Quimper, Hoël se fait proclamer comte de Nantes. Soutenu par les seigneurs du pays de Rennes et du nord de la Bretagne, Eudon de Porhoët, époux de la sœur de Hoël, Berthe, revendique le titre de duc pour son propre compte et celui de son fils Geoffroy. Berthe, elle, prend parti pour son fils Conan, né d'un premier lit. Deux à trois clans se disputent tour à tour le pouvoir en Bretagne. L'alliance de Hoël avec Berthe est à l'origine de la bataille de Rezé de 1154, dont Eudon sort vainqueur sans toutefois écraser les Nantais.
Les combats sont particulièrement meurtriers, même si l'histoire ne retient le nom que de trois victimes, des chevaliers : Engrès, Borrigan et le pils Payen. De nombreux lieux de Rezé et de villages voisins font référence à cette bataille (voir Toponymie). Eudon prend le dessus sur Conan, mais celui-ci obtient le soutien de Henri II Plantagenêt et triomphe en s'emparant de la couronne ducale. Hoël, vaincu, est chassé de Nantes par les seigneurs locaux qui font appel à Geoffroy Plantagenêt comme protecteur. Celui-ci, frère d'Henri II, devient comte de Nantes qui passe sous domination angevine.
Judicaël et son fils Guillaume, seigneurs de Rezay, sont mentionnés dans un acte de l'abbaye de Geneston. Guillaume succède à son père en 1196 et décède en 1251. Sylvestre de Rezay devient vicomte ainsi que le montre sa signature d'un document concernant la cession de terres à Bouguenais en 1271. Viennent ensuite ses fils et petits-fils Olivier Ier et Olivier II, ce dernier est mentionné dans la charte des Templiers en 1282. En 1285, « Olive, veuve de Mathieu de l’Ile » cède aux Templiers la Haute-Île et la Basse-Île, îles de Loire dépendantes de Rezé, qui se trouvent alors assemblées sous le nom d'Îles des Chevaliers. En 1294, Sylvestre II de Rezé répond à la convocation de l’ost (armée) par le duc Jean II de Bretagne.

#### Guerre de Succession de Bretagne

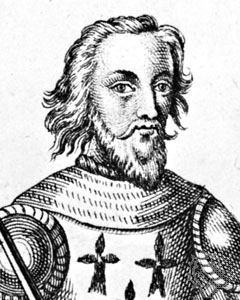
Charles de Blois.

De 1341 à 1345 se déroule la guerre de Succession de Bretagne. Le vicomte Sylvestre III de Rezé combat aux côtés de Charles de Blois (allié du roi de France) contre Jean de Montfort (allié du roi d'Angleterre). Le pays de Rezé est ravagé et pillé : le château de Rezé est totalement détruit, comme d’ailleurs tous les châteaux des vassaux du seigneur de Rezé (Pelouailles, les Fromentaux, les Bretesches, la Grand-Haye, les Palletz et la Jaguère). Par la suite, seuls les manoirs (et non plus les châteaux) de la Grand Haye, des Palletz, des Bretesches et la Trocardière (au XVe siècle) sont reconstruits.

#### Fin du Moyen Âge
Le vicomte de Rezay n'a plus de château localement. D'ailleurs, depuis le Moyen Âge, l'influence politique de Rezé dans le pays de Retz n'a cessé de décliner au profil de Pornic puis de Machecoul.
Sylvestre IV de Rezay ayant acquis des terres poitevines à l'occasion de deux mariages successifs ne réside plus sur le territoire de l'actuelle Rezé, pas plus que son successeur Martin Ier qui se retire en Poitou ou à Briord (Port-Saint-Père). Martin II vend peu à peu les terres de la seigneurie. En 1453, le duc de Bretagne vend la vicomté à Guillaume de Saint-Gilles (seigneur de Saint-Fulgent et la Merlatière) qui possède déjà des terres à Rezé et Beaulieu en Saint-Jean-de-Boiseau. Guillaume de Saint-Gilles, qui a combattu les Anglais aux côtés de Jeanne d'Arc, est allié au futur duc Arthur III de Bretagne, le connétable Arthur de Richemont. En 1459, Marie de Saint-Gilles, fille de Guillaume épouse Jean de Trévecar qui devient alors vicomte de Rezé.

#### Châteaux et établissements monastiques
La construction des châteaux des seigneurs de Rezé et des Palletz date du Moyen Âge. Le premier était bâti sur l'emplacement de l'actuel presbytère, le second dans le prolongement vers le sud. Ils jouxtaient plusieurs bâtisses qui étaient possessions des chevaliers de l'ordre de Saint-Jean de Jérusalem, héritiers des Templiers, les auditoires des seigneurs des Palletz et de la Trocardière, la halle et l'église. À proximité se trouvaient les chapelles Notre-Dame de la Blanche et Saint-Martin (sans doute fondée par les moines de Vertou). Le prieuré Saint-Lupien relevant de l'abbaye de Geneston se trouvait à l'est du bourg.

### DuXVeauXVIIIesiècle
La seigneurie de Rezé passe par mariage à la seigneurie de Guémadeuc à la fin du XVe siècle. Aux XVIe et XVIIe siècles, la ville bénéficie de l'essor de Nantes. Le domaine de la Chalonnière fait partie des anciens fiefs féodaux acquis par des négociants enrichis. C'est Yves Rocaz qui en devient propriétaire en 1541. Il s'agit d'un riche marchand espagnol, égal des Ruiz et Harouys à Nantes. Il agrandit son domaine en achetant des terres rezéennes à Mauperthuis et à la Galarnière, et est élu maire de Nantes en 1566 ; il est seigneur des Pallets en Rezé et ne doit hommage qu'au roi.
Gouverneur de Bretagne et chef du parti de la Ligue catholique à Nantes, le duc de Mercœur tient, en 1588, garnison à Rezé et Pont-Rousseau lors de sa campagne contre les Huguenots. Alors que le nouveau seigneur de Rezé, Jacques Barrin de La Galissonnière, premier président de la cour des comptes, crée deux foires à Pont-Rousseau, les Monti, une famille noble d’origine florentine, s’installent : en 1601 Pierre de Monti devient gendre de la fille d'Yves Rocaz, et en 1603 la Chalonnerie et ses terres deviennent sa propriété. En 1616, Bouguenais et Rezé sont occupées par les troupes royales. L’année suivante le roi refuse sa grâce à Thomas Ier de Guémadeuc, vicomte de Rezé et époux de Jacquemine de Beaumanoir, décapité en place de Grève à Paris. Avec lui s'éteint la lignée, son frère Toussaint ayant été tué en duel en 1606, à l'âge de 26 ans.
Après la mort de Pierre de Monti en 1625, son fils Yves agrandit le domaine. Après la seigneurie des Pallets en 1632, il prend possession en 1652 de la vicomté de Rezé alors détenue par le marquis de Goulaine. Puis en 1656 il agrandit son patrimoine avec la seigneurie de la Grand'haie, l’année suivante celle des Bretesches puis celle de la Sansonnière. Il cumule les titres de conseiller du Roi, doyen de la Chambre des comptes de Bretagne et maire de Nantes de 1644 à 1647. Apparenté par alliance à Fouquet, surintendant des finances, il lègue à son fils Yves II une fortune importante.
Ce dernier est au service du roi Louis XIV ; il combat dans les armées qui font campagne en Italie et en Flandres. Yves II de Monti entreprend la construction d’un nouveau château à Rezé, et en 1672 Louis XIV érige la vicomté de Rezé en comté, en récompense des services rendus par la famille Monti au royaume. Ces Monti s'allient aux de Charette, aux Barbier de La Picauderie et aux La Guérande.
Les nouveaux seigneurs tentent de remettre en pratique certains droits féodaux tombés en désuétude : le droit de coutume qui leur donnait par bête traversant Pont-Rousseau deux deniers en temps normal et six deniers les jours de foire (droit dont ils sont déboutés), le monopole de la pêche en Sèvre pour la rive gauche rezéenne, dans le Seil, etc., les droits de potelage ou d'avouillage (un liard par charrette déchargeant de la marchandise à Pont-Rousseau) et un denier par pipe de vin débité, etc. Ces droits ne sont abolis qu'à la Révolution.
Au XVIIIe siècle, Pont-Rousseau connaît une activité manufacturière liée au développement du commerce triangulaire. Pots, d'étain, seringues, bouteilles y sont produits.

### Révolution, guerre de Vendée et Empire
Le 5 avril 1789, les Rezéens se réunissent en assemblée pour établir leur cahier de doléances, conséquence de la convocation des États généraux. Les droits seigneuriaux sont dénoncés, mais les Rezéens n'ont pas de plaintes à formuler contre le curé de la paroisse, Dupré-Villaine, qui est même choisi comme maire, le premier de la ville, en janvier 1790, alors que Rezé et l'ensemble du pays de Retz sont intégrés au département de la Loire-Inférieure. Il faut attendre avril 1791, pour voir à la tête de la commune un républicain. Il s'agit de Huard, qui prête serment à la Convention le 23 septembre 1792.
Lors de la guerre de Vendée, de violents combats ont lieu dans le quartier de Pont-Rousseau, le pont est transformé en forteresse en 1793 lors de l'attaque des insurgés vendéens sur Nantes (une travée formant pont-levis). Pour permettre le tir des canons en cas de nouvel assaut, le général Beysser fait raser Pont-Rousseau au niveau du sol jusqu'à une distance de 500 mètres des fortifications, et les républicains l'emportent sur les Vendéens le 30 juin, puis s'installent aux Naudières. Le comte de Monti est arrêté. Après l’assassinat de neuf paysans du quartier des Chapelles par les Vendéens, la commune est brièvement considérée en état d’insurrection en 1795.
Ruinée par la guerre civile, la commune ne commence sa reconstruction qu'après 1800. Cette période voit le retour des émigrés. En 1808, deux arcs de triomphe (à Ragon et Pont-Rousseau) sont édifiés à l'occasion du passage de l'empereur Napoléon Ier qui revient d'Espagne. Le regain économique est perceptible, le commerce du blé notamment.

### De la Restauration à la Première Guerre mondiale

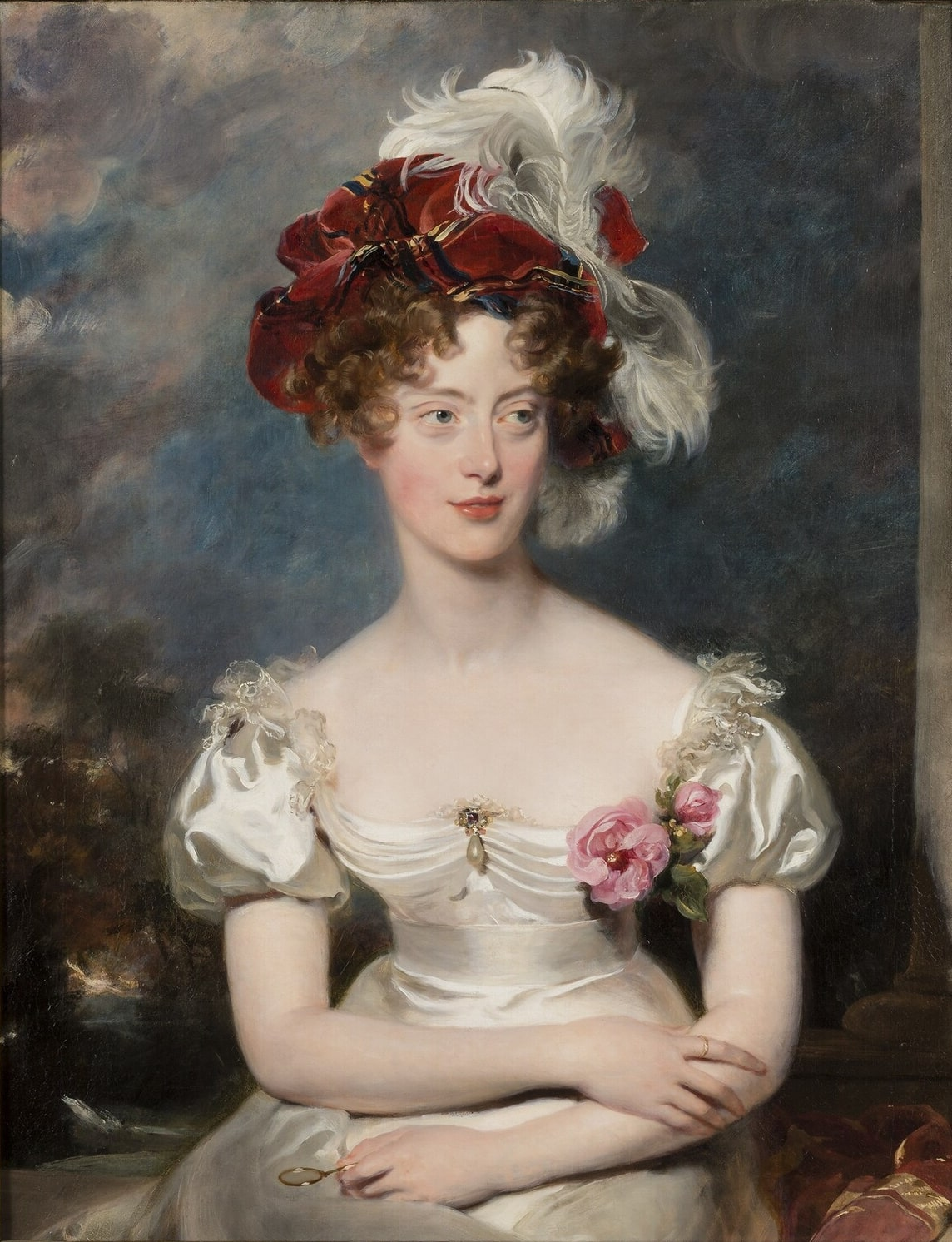
La duchesse de Berry, par Thomas Lawrence.

La Restauration entraîne la nomination de Joseph de Monti de Rezé, ancien émigré, à la charge de maire. S'opposant à ses velléités de restaurer certains droits seigneuriaux sur les communs, les Trentemousins tentent de faire sécession avec Rezé et veulent s'administrer librement. Joseph de Monti de Rezé est légitimiste, il démissionne de la mairie à la suite de la révolution de 1830, son soutien au soulèvement royaliste de 1832 l'ayant compromis. Le château de Rezé est le refuge temporaire des partisans de  la duchesse de Berry, qui est finalement arrêtée à Nantes. Jusqu'à l'instauration du Second Empire en 1852, Rezé poursuit son développement, principalement sous la conduite du capitaine de navire et armateur Pierre Giraud : après le ré-aménagement du pont de Pirmil (à cette occasion la forteresse de Pirmil est rasée), le pont de Pont-Rousseau est reconstruit (1839), des industries s'installent : fabriques d'engrais, chapelleries, construction navale et savonnerie. C'est d'ailleurs à la Morinière en 1837 que la première savonnerie nantaise voit le jour. À une période charnière où la région doit trouver un palliatif économique à la disparition du Commerce triangulaire, le négociant Charles Bonamy tente de lancer une production jusque-là dominée par Marseille, le savon. Mais en utilisant, ce qui est nouveau, l'huile de palme. Après une courte association avec un certain Junot, Bonamy se joint à Gustave de Coninck pour bâtir la plus grande savonnerie du royaume. Entreprise de courte durée, l'affaire est cédée en 1842.
Durant le Second Empire l’industriel Suser établit une tannerie-corroierie à la Morinière. L'économie se développe mais les Rezéens connaissent la faim. On compte 6 644 habitants à Rezé en 1854 : 1 093 d'entre eux vivent de la charité publique. Une société de secours mutuel est créée. En 1855, la police procède à une vague d'arrestations dans l'Ouest au motif d'appartenir à des sociétés secrètes dont « la Marianne » ou d'affinités avec les partis républicains ou socialistes : cinquante-quatre Nantais et Rezéens sont arrêtés. Pont-Rousseau est alors très différent du reste de la commune qui est restée rurale, et l'essor du commerce local favorise les idées séparatistes chez les habitants du quartier, les Roussipontains, mais ceux-ci échouent dans leur tentative de faire de Pont-Rousseau une commune. L'ouverture de la ligne de chemin de fer Bordeaux-Nantes en 1866 entraîne le déclin de Pont-Rousseau en détournant le commerce du blé.
Autre conséquence du caractère particulier de Pont-Rousseau au sein de Rezé, la Ville de Nantes demande après 1870 son annexion, qui n'aboutit pas. Au début de la IIIe République, Suser, propriétaire entre autres de la tannerie de la Morinière, est l'homme le plus riche de Rezé, alors que les salaires pratiqués dans ses établissements sont les plus bas du département. En 1875, l'éclairage au gaz s'étend, la ligne de chemin de fer Rezé-Pornic entre en service, et un an plus tard un pont est construit pour que le transport par rail franchisse la Loire. La IIIe République est marquée par l'essor de l'école laïque (construction des écoles du Bourg en 1882 et de Pont-Rousseau en 1885). Les crues de 1872, 1904, 1906 et 1910 ont marqué les esprits. La loi de séparation des Églises et de l'État provoque des manifestations en 1906. En 1908, Doulon et Chantenay sont rattachées à Nantes, Rezé y échappe grâce à un avis défavorable du Conseil d'État qui n'y voit pas un caractère d'urgence bien que, comme ces deux premières communes, le quartier numériquement le plus important, Pont-Rousseau, soit majoritairement peuplé d'ouvriers.
En 1904, l'arrivée de l'étape Bordeaux-Nantes du Tour de France cycliste se joue à Pont-Rousseau. Les années suivantes, l'arrivée sur Nantes est neutralisée au niveau de Rezé avant d'être conclue au vélodrome du nord de Nantes, notamment lors du Tour de France 1910 où le peloton s'arrête entre Ragon et Les Trois-moulins.

### Depuis la Première Guerre mondiale
288 Rezéens ont disparu dans la guerre de 1914-1918. La commune s'urbanise, particulièrement le quartier de Pont-Rousseau qui s'étend vers le sud le long de la route de la Rochelle (l'actuelle RD137) si bien que le terminus sud du tramway nantais de l'époque est aux Trois-Moulins, quartier situé sur cet axe. L'école de Ragon est bâtie en 1932, celle de Trentemoult en 1936. Rezé accède alors à l'électricité.
Alors que le sud de la ville est rural, le nord de la ville est ouvrier (Trentemoult et Pont-Rousseau) : les employeurs principaux sont les chantiers navals de Nantes et l’usine aéronautique de Château-Bougon. 1936 marque les esprits. Lors de la Seconde Guerre mondiale, Rezé subit des dommages (le château de la Houssais est détruit) lors des bombardements alliés sur Nantes. Le 7 mai 1942 des bombes tuent quatre Rezéens près de Norkiouse. Le 4 juillet 1942 le domaine du château de la Houssais reçoit 37 bombes de 250 kg. La population se réfugie dans la campagne, souvent au sud-Loire, et les nouveaux bombardements du 8 mai au 2 août 1944 font moins de victimes. Le pont de chemin de fer de Pont-Rousseau est coupé, la Haute-île très touchée. Un avion américain s'écrase dans une tenue maraîchère rue du Jaunais. La nuit du 11 au 12 août, Nantes est évacuée par l'armée allemande qui se réfugie au sud de la Loire, en faisant sauter le pont de Pirmil et rendent la Loire impropre à la navigation. Rezé est libérée deux semaines après sa grande voisine Nantes, le 29 août 1944.
Un référendum met en échec une nouvelle tentative de rattachement à Nantes en 1946. C'est une période de reconstruction, et le besoin croissant de logements entraîne l'urbanisation massive de la ville : destructions importantes et habitats insalubres dans une ville ouvrière qui plus est, constituent des facteurs importants pour expliquer les traits marquants de l'urbanisation durant la période d'après-guerre. Tout d'abord la fin des années 1940 voit la concrétisation d'importantes réalisations de logements individuels à l'initiative du mouvement ouvrier d'autoconstruction coopérative appelé les Castors ; ensuite, cette période est marquée par l'édification de la Maison radieuse de Le Corbusier en 1953 ; enfin il est procédé à la construction du vaste parc de logements HLM sur le site de l'ancien château des Monti de Rezé en 1963. Les bus desservent Rezé en 1958, et au début des années 1960 les villages rezéens finissent d'être électrifiés, tandis que le gaz naturel alimente la ville. La zone industrielle des îles apparaît.
C'est sur les problèmes de gestion de l'urbanisation et de l'environnement que s'ouvre le XXIe siècle.

## Politique et administration

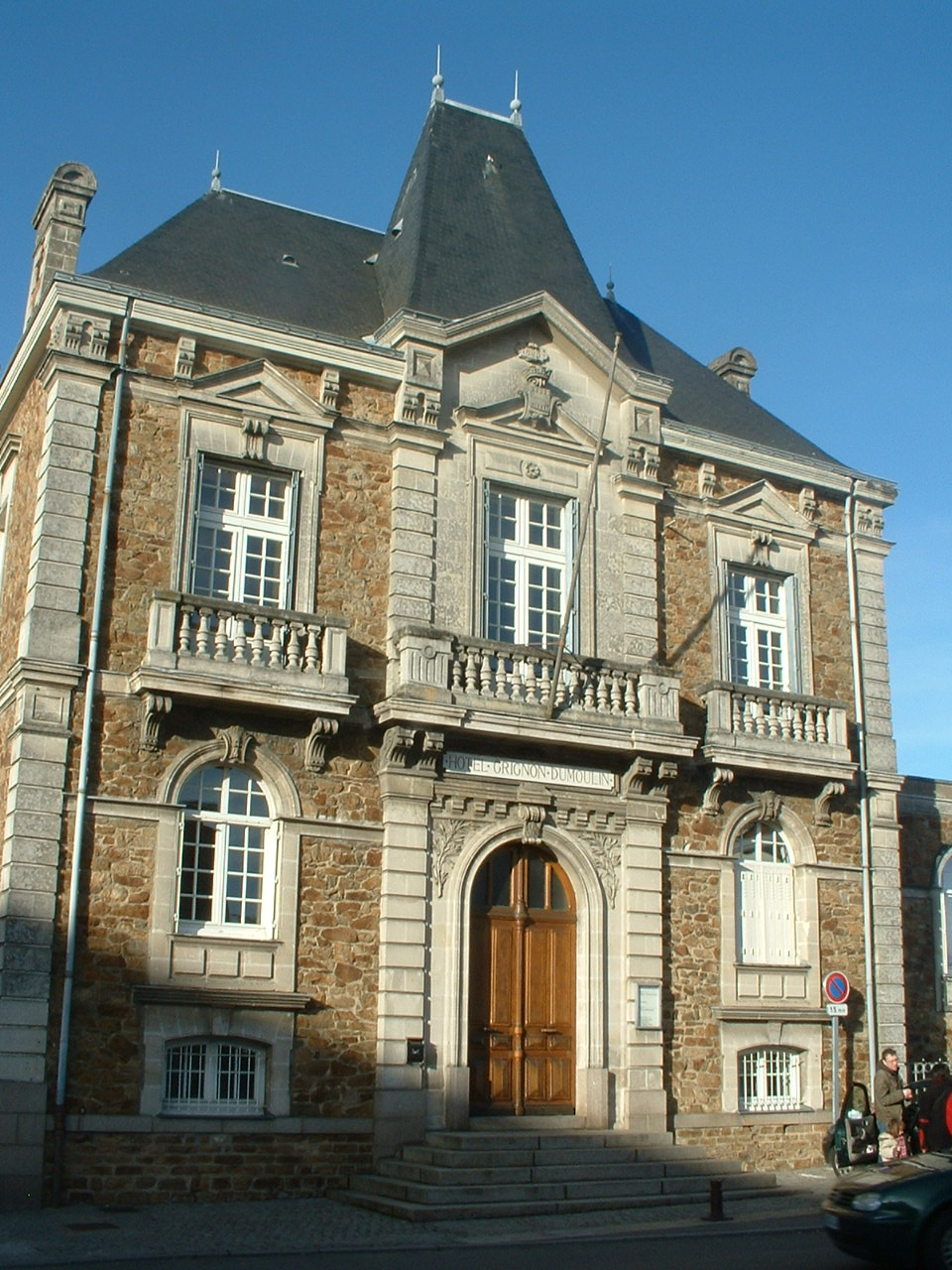
Hôtel Grignon-Dumoulin, ancien hôtel de ville devenue annexe de la mairie.

### Rattachements administratifs et électoraux

#### Rattachements administratifs
La commune se trouve  dans l'arrondissement de Nantes du département de la Loire-Atlantique
Elle faisait partie de 1801 à 1973  du canton de Bouaye, année où une partie de la commune devient le chef-lieu du Canton de Rezé. Dans le cadre du redécoupage cantonal de 2014 en France, cette circonscription administrative territoriale a disparu, et le canton n'est plus qu'une circonscription électorale.

#### Rattachements électoraux
Pour les élections départementales, la commune est répartie depuis 2014 entre les cantons de Rezé-1 et de Rezé-2, dont elle est le bureau centralisateur
Pour l'élection des députés, elle fait partie de la quatrième circonscription de la Loire-Atlantique.

### Intercommunalité
Rezé est membre de la Métropole Nantes Métropole, un établissement public de coopération intercommunale (EPCI) à fiscalité propre créé en 2015 et auquel la commune a transféré un certain nombre de ses compétences, dans les conditions déterminées par le code général des collectivités territoriales.
Nantes Métropole succède à plusieurs intercommunalités constituées à partir de 1967, et notamment à la communauté urbaine dénommée « communauté urbaine de Nantes » (CUN) créée en 2001.

### Tendances politiques et résultats
Les électeurs rezéens votent très majoritairement à gauche ainsi que le laissent apparaître les résultats des consultations électorales depuis 2001.
Entre les élections municipales de 1977 et celles de 2014, le conseil municipal a toujours été pourvu dès le premier tour de scrutin.

#### Élections municipales de 2014

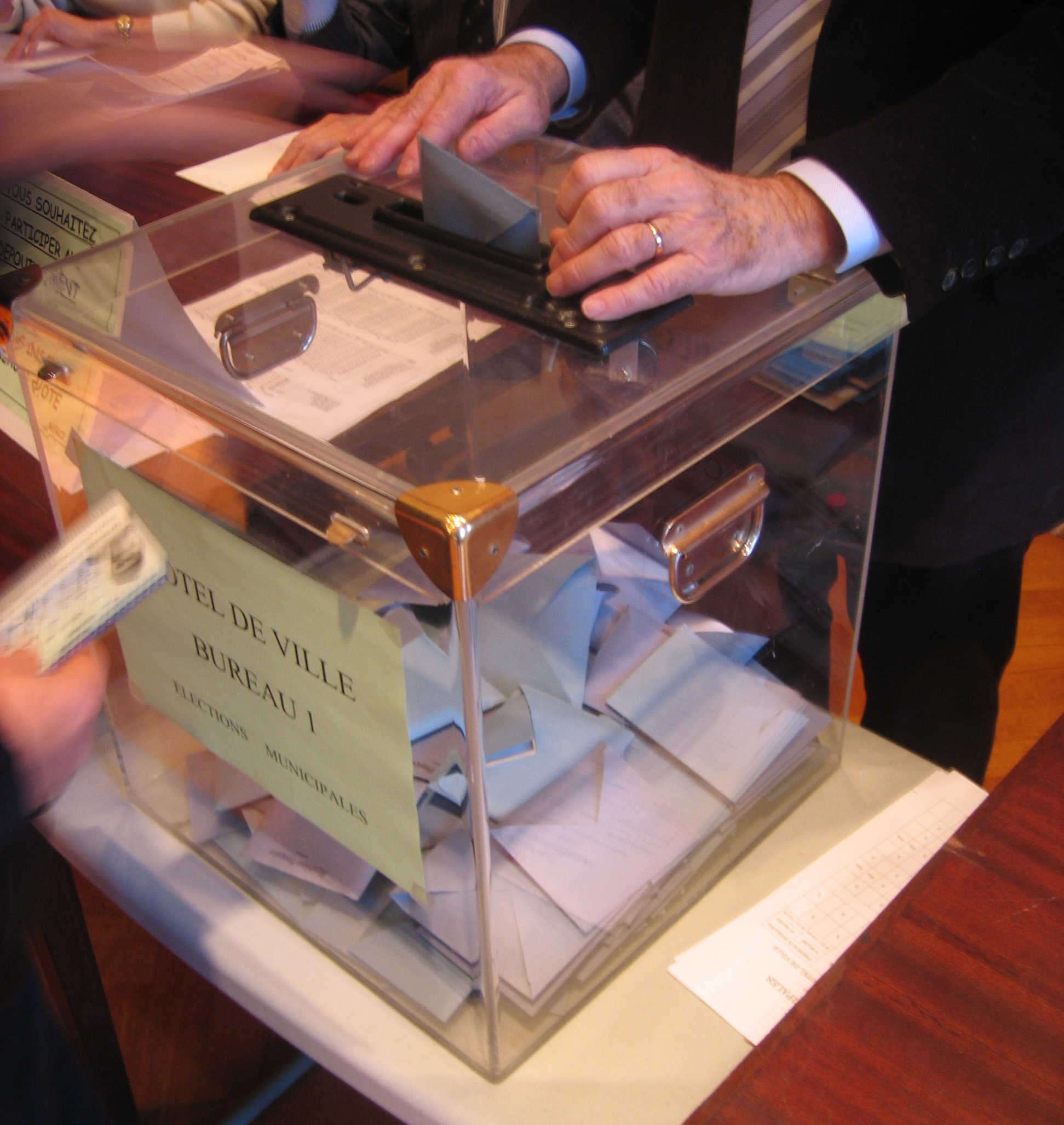
Urne électorale.

Les élections municipales de 2014 dans la Loire-Atlantique voient la commune de Rezé connaître un second tour pour la première fois depuis plus de 50 ans.
Au soir du premier tour, l'abstention s'élève à 45,94 % des inscrits. La liste menée par Gérard Allard (PS) — soutenu par le maire sortant, qui ne se représentait pas — remporte 47,76 % des suffrages exprimés, suivie par celle de  Philippe Seillier (UMP, 34,11 %) et la liste  menée par Émile Robert (extrême-gauche, 18,11 % des suffrages exprimés),.
Aucune liste ne se désiste, et le second tour est une répétition du premier tour. La liste  PS-PCF-EELV-UDB menée par Gérard Allard obtient la majorité relative des suffrages, avec 7 042 voix (47,39 %, 29 conseillers municipaux élus dont 5 métropolitains), devançant largement les listes menées respectivement par : 

- Philippe Seillier (UMP-UDI-MoDem, 5 427 voix, 36,52 %, 7 conseillers municipaux élus dont 1 métropolitain) ;

- Émile Robert (EXG, 2 390 voix, 16,08 %, 3 conseillers municipaux élus).

Lors de ce scrutin, 46,03 % des électeurs se sont abstenus.	

#### Élections européennes de 2014
Pour les élections européennes du 25 mai 2014, la participation atteint 44,34 % des inscrits. La liste socialiste « Choisir notre Europe » d'Isabelle Thomas arrive en tête avec 25,12 %, suivie de la liste écologiste de Yannick Jadot qui totalise 16,22 %. La troisième position revient à la liste UMP d'Alain Cadec, qui remporte 12,45 % des suffrages, devant la liste FN de Gilles Lebreton et ses 11,55 %. Avec 9,10 %, la liste centriste de Jean Arthuis devance la liste du Front de gauche de Myriam Martin (8,20 %) et celle de Nouvelle Donne d'Emmanuel Poilane (6,16 %).

#### Élections départementales de 2015
Les élections départementales des 22 et 29 mars 2015, organisées sur des cantons redécoupés, voient la gauche victorieuse dans les deux cantons de la ville.
- Sur la partie rezéenne de Rezé-1, au premier tour, seuls 44,10 % des 4 052 inscrits se rendent aux urnes. Ils placent le binôme socialiste de Myriam Bigeard et Freddy Hervochon en tête avec 35,23 % des voix, devant le binôme divers gauche de Vincent Egron et Catherine Thiberge (26,70 %) et le binôme d'union de la droite d'Erwann Gouiffes et Françoise Rabbe (17,12 %), alors qu'au niveau du canton la liste de droite arrive en deuxième position et se qualifie pour le second tour. Celui-ci, auquel 40,57 % des inscrits participent, aboutit à une nette majorité au binôme socialiste (71,22 %) devant celui de l'union de la droite, à comparer aux 59,56 % obtenus à l'échelle du canton.
- Sur Rezé-2, le premier tour voit se déplacer 47,32 % des inscrits. Le binôme socialiste formé par Samuel Landier et Malika Tararbit, adjoints au maire, se place en tête avec 36,56 % des voix ; il devance ainsi le binôme d'union de la droite de Brigitte Doucet et Antoine Gauthier (22,39 %) et celui divers gauche que constituent Bernadette Caudron Praud et Stéphane Mallet ; le second tour, lors duquel votent 44,58 % des inscrits, aboutit à un score de 63,89 % des suffrages pour les candidats socialistes.

#### Élection présidentielle de 2017
À l'occasion du premier tour de l'élection présidentielle de 2017, les habitants de Rezé se sont déplacés à hauteur de 79,77 % des inscrits, soit plus qu'au niveau national. Avec 29,55 % des exprimés, Emmanuel Macron est en tête avec 5 points de plus qu'au niveau national, devançant Jean-Luc Mélenchon qui accumule 29,15 %, une différence de 10 points supérieure,. Avec 12,09 %, François Fillon est troisième et perd huit points en rapport à son résultat sur toute la France, étant suivi par Benoît Hamon qui totalise 11,96 %, soit 5 points de mieux que dans le reste du pays,. Enfin, Marine Le Pen atteint 10,2 %, un score inférieur de 11 points à son résultat national,.

#### Élections législatives de 2017
Lors du 1er tour, comme pour beaucoup de circonscriptions en France, le fait marquant à Rezé est la percée de la candidate de la liste La République en marche !, Aude Amadou, qui arrive en tête avec 36,34 % des suffrages exprimés. Parallèlement, le candidat socialiste sortant, Dominique Raimbourg, qui visait un troisième mandat, n'arrive qu'en troisième position, avec 17,77 %, devancé à Rezé (comme sur l'ensemble de la circonscription) par Vincent Egron de La France insoumise, 19,93 %. Au second tour, Aude Amadou est élue avec 52,09 % des voix. Ce suffrage, tout comme dans l'ensemble du pays, est marqué à Rezé par une forte abstention : 53,04 % de votants au premier tour, 45,12 % au second.

#### Élections municipales de 2020
Au second tour des élections municipales de 2020 dans la Loire-Atlantique, la liste « divers gauche » menée par Hervé Neau — qui bénéficiait de la fusion de la liste « extrême gauche » du 1er tour menée par  Jean-Michel Soccoja — obtient la majorité absolue des suffrages exprimés, avec 6 057 voix (60,62 %, 35 conseillers municipaux élus dont 5 métropolitains), devançant très largement celles menées respectivement par, :
- le maire sortant  Gérard Allard (PS) — bénéficiant de la fusion de la liste EELV du 1er tour menée par François Nicolas  — 2 271 voix, 22,73 %, 5 conseillers élus dont 1 métropolitain ;
- Yannick Louarn (LREM, 1 664 voix, 16,65 %, 3 conseillers municipaux élus).

Lors de ce scrutin, marqué par la pandémie de Covid-19 en France, 65,97 % des électeurs se sont abstenus.

### Administration municipale
Compte tenu de l'importance de sa population, le conseil municipal de Rezé est constitué de 43 conseillers municipaux, y compris le maire et ses adjoints

### Liste des maires
Depuis 1945, huit maires se sont succédé à Rezé :
| Période         | Période                       | Identité           | Étiquette    | Qualité |
| --------------- | ----------------------------- | ------------------ | ------------ | --- |
| 19 mai 1945     | 26 mars 1949                  | Arthur Boutin      | SFIO         | Employé puis aviculteur, résistant Libération-Nord Conseiller général de Bouaye (1945 → 1951) Démissionnaire                 |
| 27 mars 1949    | 22 mars 1959                  | Georges Bénézet    | RPF          | Représentant de commerce en textile                                                                                          |
| 22 mars 1959    | 24 février 1978               | Alexandre Plancher | SFIO puis PS | Directeur de sociétés Conseiller général de Bouaye (1964 → 1970) Conseiller général de Rezé (1973 → 1978) Décédé en fonction |
| 21 avril 1978   | 28 février 1999               | Jacques Floch      | PS           | Avocat Député de la Loire-Atlantique (1981 → 2001 et 2002 → 2007) Conseiller général de Bouaye (1976 → 1982) Démissionnaire  |
| 28 février 1999 | 5 avril 2014                  | Gilles Retière     | PS           | Professeur de physique-chimie Président de Nantes Métropole (2012 → 2014)                                                    |
| 5 avril 2014    | 3 juillet 2020                | Gérard Allard      | PS           | Fonctionnaire territorial Conseiller général de Bouaye (2004 → 2015) Vice-président du conseil général (2011 → 2014)         |
| 3 juillet 2020  | 11 février 2022 ,             | Hervé Neau         | DVG (ex-G.s) | Professeur des écoles Adjoint au maire (2014 → 2018) Décédé en fonction                                                      |
| 24 février 2022 | En cours (au 24 février 2022) | Agnès Bourgeais    | DVG          | Conseillère principale d’éducation Première adjointe, maire par intérim                                                      |

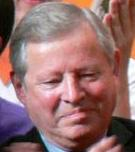
Jacques Floch, maire de Rezé de 1978 à 1999.

.

### Instances de démocratie participative
Depuis 2019, une commission jeunes est mise en place à Rezé dans le but de développer la citoyenneté dès le plus jeune âge et de participer à la vie de la collectivité. La commission est composée de jeunes de 11 à 17 ans inclus habitant ou étant scolarisés à Rezé. La commission a rédigé des propositions mais à cause de l'épidémie de Covid-19 et de la fin du mandat du maire en 2020, elles n'ont pas été adoptées.
La nouvelle équipe municipale élue en 2020 ne reprend dans un premier temps pas la formule de l'équipe précédente, jugée archaïque et non représentative des jeunes[réf. nécessaire]. Elle lance conformément à son programme[réf. nécessaire], une nouvelle commission jeune, plus accessible et ouvert[non neutre] en septembre 2022.
La commission jeunes est constituée de jeunes de 16 à 25 ans, habitant, scolarisé ou travaillant à Rezé[réf. nécessaire].

### Jumelages et coopérations
| \| Rezé Saint-Wendel Dundalk Aïn Defla \| Localisation des villes jumelées à Rezé. |
| Rezé Saint-Wendel Dundalk Aïn Defla                                                |

Au 1er janvier 2012, Rezé est jumelée, avec :
- Saint-Wendel (Allemagne) depuis 1973 ;
- Aïn Defla (Algérie) depuis 1983 ;
- Dundalk (Irlande) depuis 1990 ;
- Ineu (Arad) (Roumanie) depuis 2003.

Par ailleurs, Rezé a signé des accords de coopération avec Abou Dis (Territoires palestiniens) depuis 2007, Villa El Salvador (Pérou) depuis 2003, la communauté rurale de Ronkh (Sénégal) depuis 2002.

### Politique de développement durable
L'Agenda 21 local identifie des enjeux environnementaux, sociaux et de développement durable.
Da par sa position la commune a un rôle à jouer dans la trame verte et bleue locale et régionale. De 2005 à 2010, une vingtaine de sites communaux ont fait l'objet d'inventaires faunistiques et floristiques, ont en effet confirmé ou révélé la présence d'espèces patrimoniales.
Des enjeux de continuité écologique et d'écologie urbaine figurent dans l'Agenda 21. Le PLU et le SCOT doivent les prendre en compte dans le cadre notamment de la loi Grenelle II.

#### Qualité de l'air
Bien qu'un site de mesure de surveillance de la qualité de l'air soit implanté à Rezé, celle-ci n'est qualifiée qu'à l'échelle de l'agglomération. Les indications obtenues font ressortir que la qualité de l’air est « assez bonne » ou « très bonne » près de 9 jours sur 10 sur la période 2000-2004.

#### Nuisances sonores
Deux parties de Rezé sont classées parmi les zones affectées par les nuisances sonores de l'aéroport de Bouguenais. Il s'agit pour la plupart de zones de faible nuisances (la Jaguère, la Galarnière, la Classerie, Praud, Vert Praud et la Brosse, ainsi qu'une partie des « îles de Rezé »), auxquelles s'ajoute une zone au centre du quartier Trentemoult-Les-Îles, plus exposé.
Les axes routiers sont également générateurs de bruit. À Rezé, c'est le périphérique nantais qui est le plus nuisible de ce point de vue, la zone d'impact sonore nuisible étant de 300 mètres de largeur autour de l'axe routier, suivi par la route à destination de l'ouest (Pornic, Noirmoutier).

## Équipements et services publics

### Eau et déchets

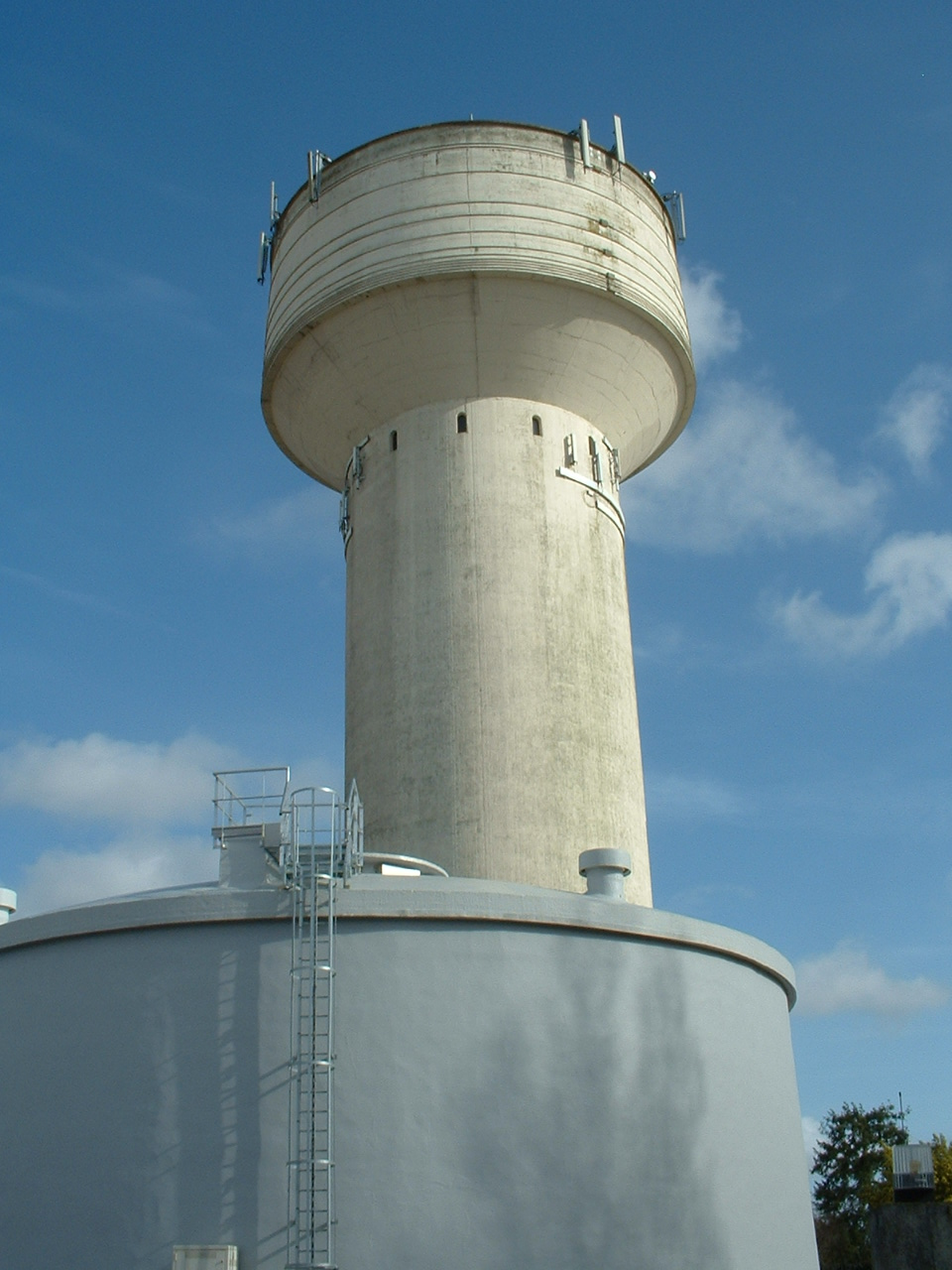
Château d'eau à Rezé

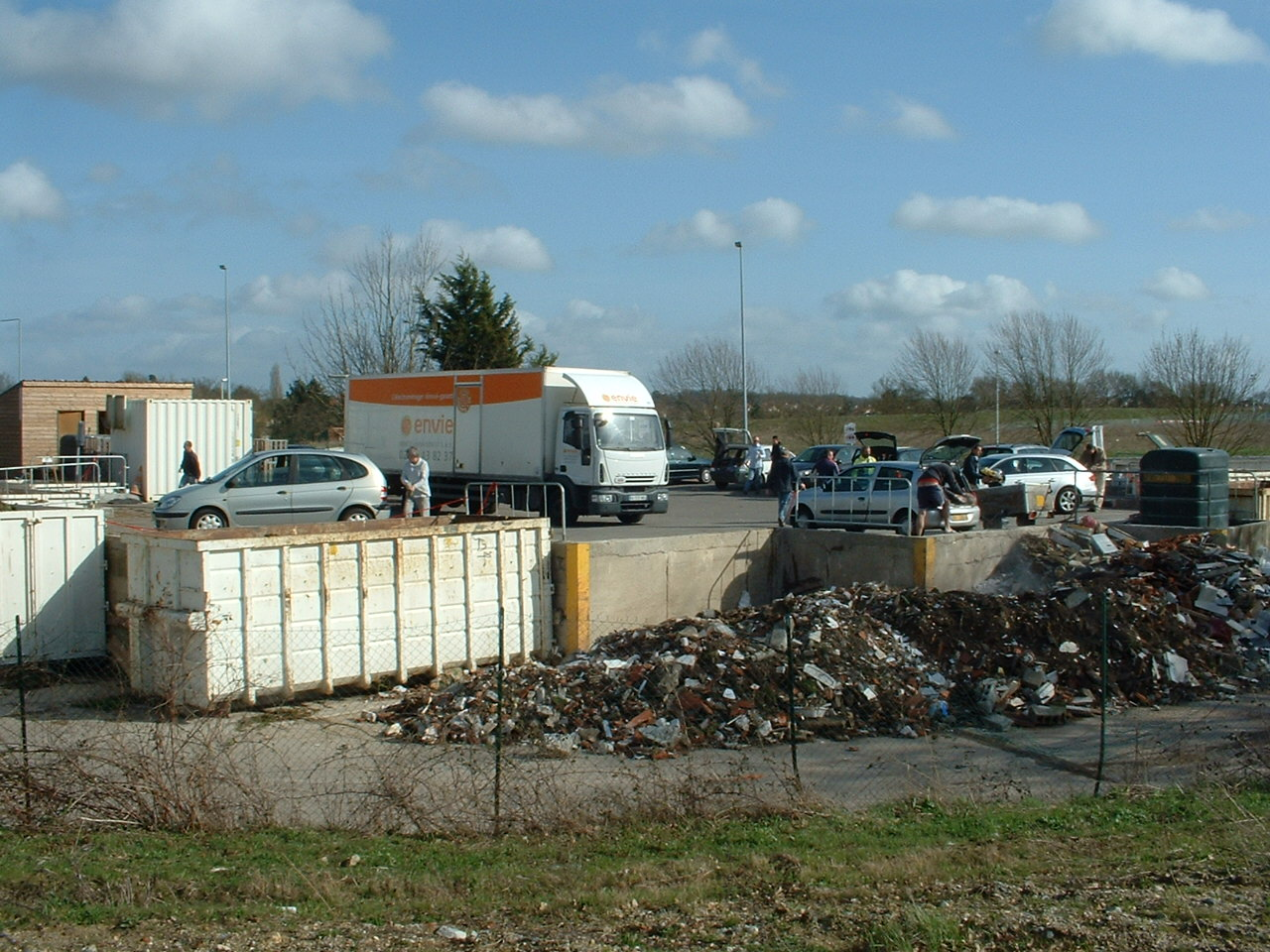
Déchèterie de Rezé

#### Eau potable
L'eau potable distribuée au nord de Rezé provient de la Loire ; pompée au niveau de Mauves-sur-Loire, elle subit un traitement à l'usine de la Roche à Nantes. C'est le SIAEP Sud Estuaire qui fournit le sud de la ville, à partir d'une usine basée à Basse-Goulaine.
Le réseau public de distribution d'eau potable ne comporte plus de partie en plomb. La qualité de l'eau, qui n'est pas classée comme « agressive », n'entraîne pas la dissolution des sels de plomb dans les parties des canalisations privées encore faites dans ce métal. En 2004, les résultats d'analyse étaient satisfaisants quant à la qualité de l'eau potable distribuée à Rezé, où aucune zone de protection de captage n'a été considérée nécessaire.

#### Eaux usées
L'assainissement des eaux usées est géré par Nantes-métropole. La plus grande partie est récupérée par le réseau collectif, qui achemine les eaux à traiter à la station d'épuration de la Petite Californie, située sur le territoire de Rezé et Bouguenais. Cette station traite, en 2019, 180 000 équivalent-habitant (EH) des eaux de plusieurs communes du sud-Loire : Saint-Sébastien, Rezé, Vertou, Les Sorinières et Bouguenais. Une fois traitée, l'eau est rejetée dans la Loire. La qualité de l'eau évacuée est jugée satisfaisante. Les boues résiduelles sont, après analyse, utilisées par l'agriculture départementale.

#### Déchets
Nantes-métropole gère également la collecte et le recyclage des ordures ménagères. Deux fois par semaine, les ordures résiduelles sont ramassées au porte à porte, la collecte sélective s'effectuant elle une fois par semaine. Les encombrants sont également collectés en porte à porte, quatre fois par an.
8 fois par an, un véhicule se présente à Rezé pour la collecte des produits dangereux. Le verre est collecté en une soixantaine de points d'apports volontaires. Rezé dispose d'une déchèterie pour tout déchet non collecté en porte à porte.

### Enseignement

#### Enseignement primaire et secondaire

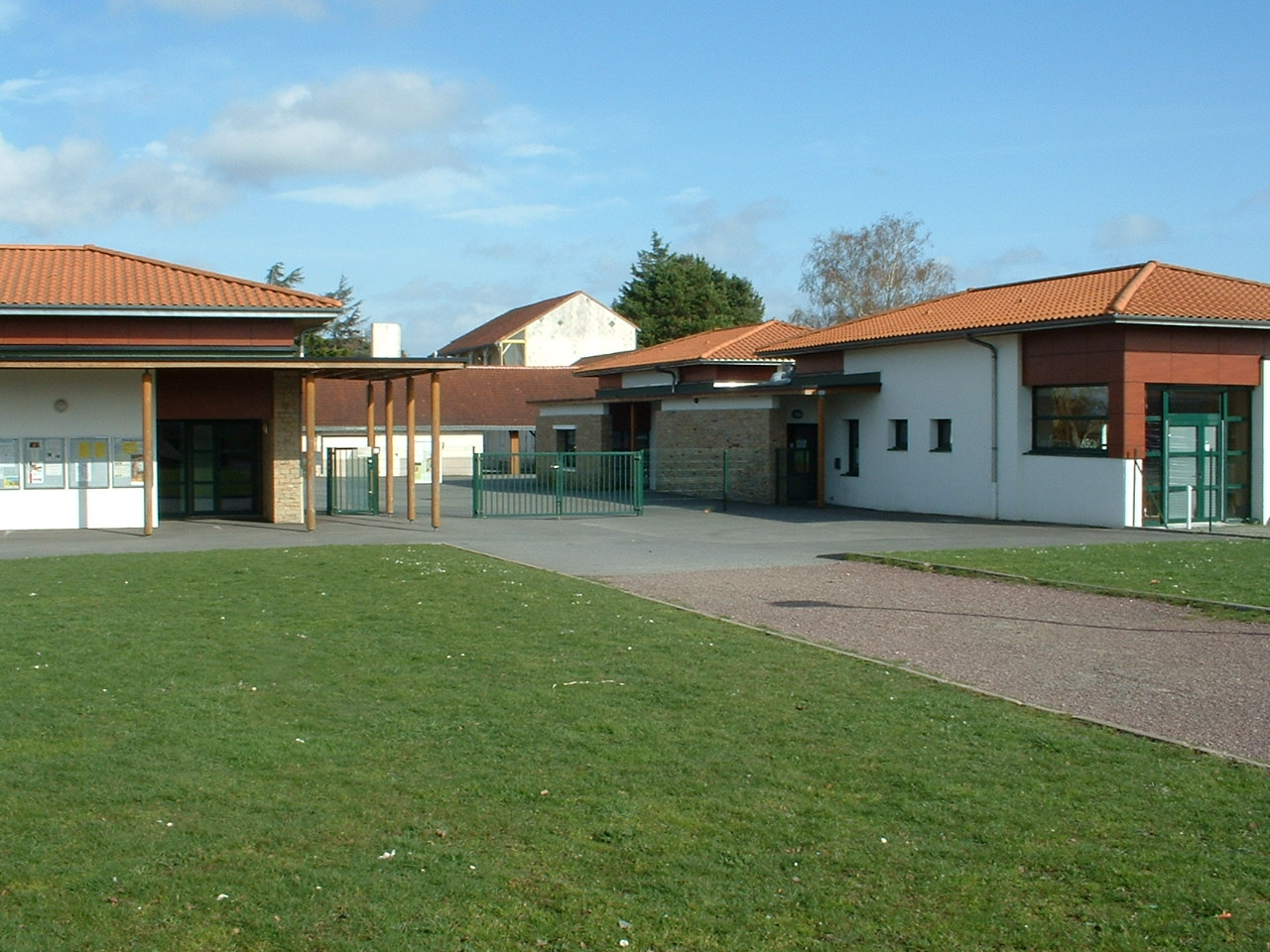
École primaire Ragon

Entre 1993 et 2003, le nombre d'élèves en enseignement primaire à Rezé a été stable, autour de 3 950. Dans la même période, les établissements publics du primaire ont accueilli 115 élèves de plus, tandis que 100 écoliers de moins figuraient à l'effectif des établissements privés. Selon les quartiers les situations sont différentes, ce qui a conduit à la réalisation d'extensions à Trentemoult, Ragon, Port-au-blé et Chêne-creux (respectivement 67 %, 52 %, 15 % et 11 % d'augmentation d'effectif entre 1994 et 2004).
En 2010, la ville administre douze écoles maternelles et onze écoles élémentaires communales (Pauline Roland, Château sud, Chêne-creux, la Houssais, Jean-Jaurès (pas de maternelle), Maison-radieuse, Ouche-Dinier I et II, Y.-et A.-Plancher, Port-au-blé, Ragon, Roger-Salengro).
Rezé accueille des établissements de l'enseignement privé : les écoles Notre-Dame et Sainte-Anne-Saint-Joseph, les collèges Saint-Paul (780 élèves) et Sainte-Anne (279 élèves) et le lycée général et professionnel Notre-Dame (830 et 370 élèves).
En 2010 le département gère les trois collèges publics implantés à Rezé, Petite lande, ouvert en 1967 (700 élèves), Pont Rousseau (504 élèves), Salvador-Allende (534 élèves), et la région Pays de la Loire le lycée d'enseignement général et technologique Jean-Perrin dans l'enceinte duquel a été créé le lycée professionnel Louis-Jacques-Goussier.
Les nombres d'élèves mentionnés pour les collèges sont ceux correspondant à l'année scolaire 2003-2004. Sur ces effectifs, la part des élèves extérieurs à la commune est de 34 % sur la même période.
Le lycée Jean-Perrin : 

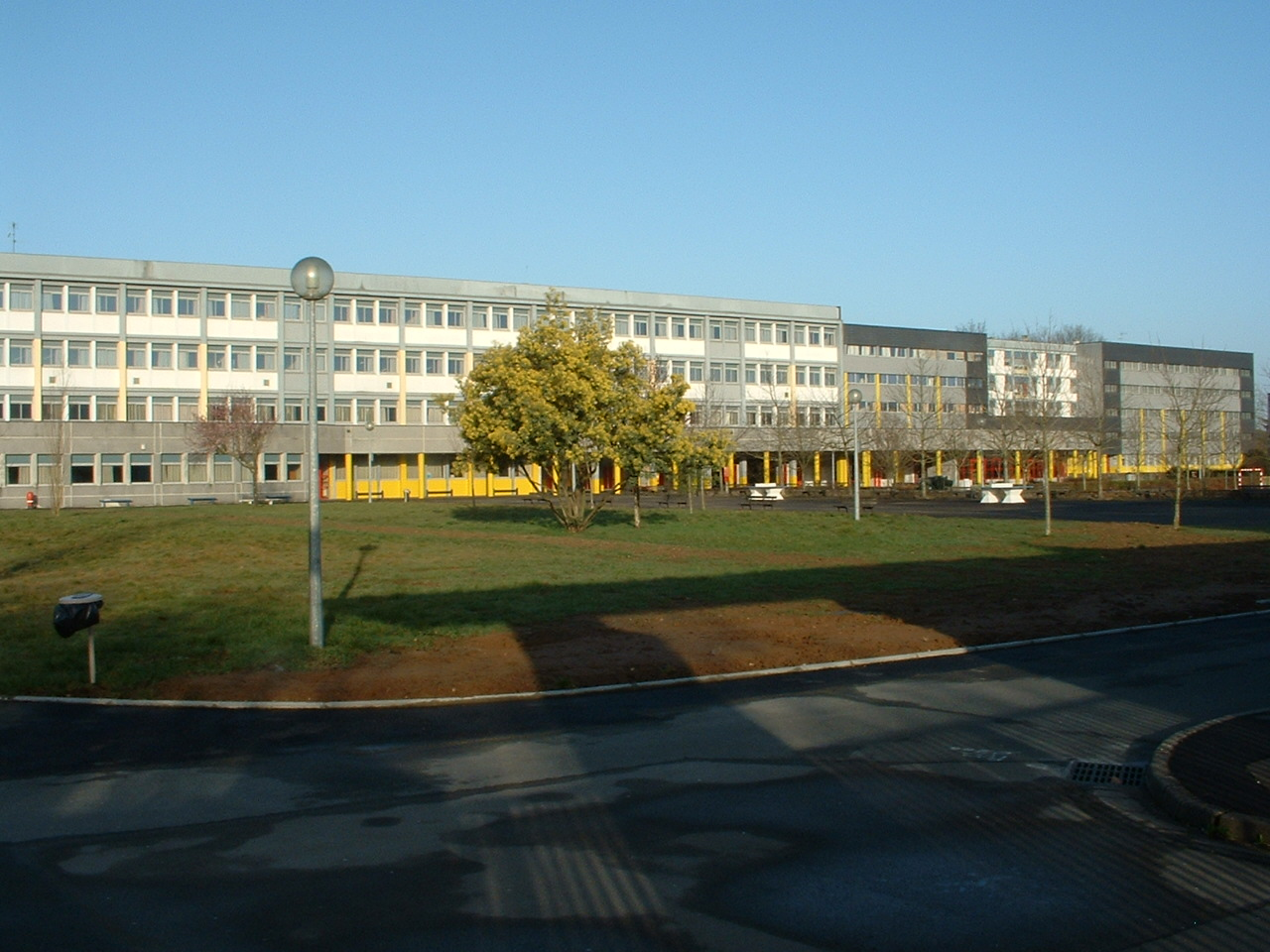
Vue générale du lycée Jean-Perrin.

En 1962 s'achève la construction du lycée Jean-Perrin, un lycée public baptisé en hommage au physicien, chimiste et homme politique français Jean Perrin (1870-1942), dont le nom est porté par plusieurs autres établissements. Il est bâti à l'endroit même où se situait le parc boisé du château des comtes de Monti de Rezé, qui ont habité cette demeure jusqu'en 1927. Le bâtiment et son domaine laissent la place à des constructions modernes, le château rasé en 1959, laissant son nom au quartier. Initialement, il s'agit d'un collège technique de garçons doté d'un centre d'apprentissage mixte. L'établissement change de statut en 1965, et devient lycée technique nationalisé. Il faut attendre 1972 pour que le Sud-Loire soit doté d'un lycée supplémentaire. L'ouverture du lycée nantais voisin Les Bourdonnières permet une refonte des enseignements proposés, qui se dénomment dès lors enseignement classique, moderne, et technique industrielle.
En 1977 s'ouvre le lycée professionnel Louis-Jacques-Goussier, ce qui conduit à transformer la désignation du lycée Jean-Perrin sous la forme qu'il a conservé jusqu'aujourd'hui : lycée d'enseignement général et technique.
De 1991 à 1997, des travaux importants sont réalisés, nécessitant l'investissement de l'équivalent de vingt millions d'euros, pour résoudre les problèmes de surpopulation et de désuétude des locaux.
En 2010, le lycée offre 32 000 m2 couverts, disposant d'un réseau informatique performant, aux 1 000 élèves des filières générales, 500 élèves des filières technologiques. Les lycéens disposent d'un internat mixte d'une capacité de 200 places et d'un restaurant self-service (1 300 déjeuners sont servis chaque jour). L'établissement compte également un gymnase, un plateau sportif, une maison des lycéens et un amphithéâtre audiovisuel.
À de nombreuses reprises, l'établissement a été un lieu de mobilisation de l'extrême-gauche, notamment au travers de blocage. Il est souvent parmi les premiers établissements de Nantes et alentours à participer aux mouvements sociaux. Des lycéens de Jean Perrin ont ainsi bloqué leur établissement contre la réforme des retraites en 2009, contre « les violences policières » dans le contexte de l'Affaire Théo en 2017, à plusieurs reprises en 2018 en opposition à la plateforme Parcoursup,,, puis en opposition à la hausse des frais d'inscription à l'université pour les étudiants hors union européenne. Des professeurs s'y sont également mobilisés, en cessant de faire cours pour s'opposer aux déploiements de la police en nombre aux abords de l'établissement ainsi qu'en refusant de noter leurs élèves pour s'opposer à Parcoursup et aux réformes dites « Blanquer ».
Le lycée professionnel Louis-Jacques-Goussier : 
Parallèlement au lycée un CET voit le jour en 1962 ; il est d'ailleurs à l'origine plus fréquenté que l'établissement d'enseignement général (417 élèves, contre 693 en CET). L'enseignement professionnel était considéré comme mieux adapté à la commune semi-rurale qu'était Rezé, tout comme les communes alentour, avec à proximité des pôles industriels (chantiers navals, aéronautique). L'enseignement propose l'obtention d'un CAP en trois ans pour les spécialités : chaudronnerie, électromécanique, vêtements de petite série, lingerie de collectivité, sténo, emplois de bureau, arts ménagers, sténodactylographie de correspondance, ajusteur. Ces sections se maintiennent lorsque le CET devient lycée d'enseignement professionnel (LEP) en 1977, puis lycée professionnel en 1986. En 2000, les classes de 4e disparaissent. En 2008, on dénombre 536 élèves, qui bénéficient d'une formation qui évolue en fonction du bassin d'emploi.
L'établissement ne prend un nom qu'en 1998, tant il était considéré comme une annexe de Jean-Perrin. Le maire de Rezé de l'époque, Jacques Floch, propose le nom de Louis-Jacques Goussier en hommage à un savant d'origine modeste, au savoir technique injustement oublié, qui a notamment illustré l'Encyclopédie de Diderot, et à propos duquel Diderot écrivait qu'il avait dessiné « tout ce qu'il y a de bonnes planches dans notre encyclopédie ».

#### Enseignement supérieur
L'École normale sociale de l’Ouest (ENSO) est basée à Rezé depuis 1988. Elle accueille 250 élèves assistants sociaux. Initialement logée dans des bâtiments préfabriqués dans le quartier Ragon, elle a élu domicile dans une aile de l'école Château-Sud. Ces locaux ont été utilisés par le Greta jusqu’en 2005, et ont bénéficié d'un réaménagement en attendant le projet des Bourderies (voir paragraphe plus bas).
Géré par une association loi de 1901, l'ARIFTS des Pays de la Loire, l'ARIFTS-IFRAMES la Classerie, basé au manoir de la Classerie, est un institut de formations professionnelles qui accueille les futurs travailleurs sociaux. Il existe depuis plus de trente ans, et a porté auparavant les noms suivants : La Classerie, puis IFRAMES La Classerie. En 2014, l'institut a déménagé pour des locaux neufs, dans la cité Marion Cahour, rue Marion-Cahour, au lieu-dit les Bourderies, toujours à Rezé. Il a ainsi rejoint un pôle d’enseignement supérieur spécialisé, destiné à regrouper les étudiants futurs travailleurs sociaux du département. Ce site, qui comprend, outre l'Enso et l'Iframes, le CFEJE (Centre de formation d'éducateurs de jeunes enfants) et un foyer de jeunes travailleurs. Parallèlement, la Ville de Rezé a acquis le manoir de la Classerie.
Le lycée Jean-Perrin propose trois formations après le bac : BTS analyses de biologie médicale, BTS domotique et BTS technico-commercial.
Depuis juillet 2010, Rezé héberge dans le site des Nouvelles cliniques nantaises l'Institut de formation en soins infirmiers (Ifsi) auparavant installé à Saint-Herblain. Les formations proposées sont : formation initiale en soins infirmiers ; formation initiale d'aide-soignante ; préparation aux concours d'entrée infirmier, aide-soignant, auxiliaire de puériculture et aide-médico-psychologique ; la formation continue en soins infirmiers.

### Équipements  culturels
Fondée en 1987, régie par la loi de 1901, l'ARC (« Art et culture à Rezé ») est une association missionnée et subventionnée par la ville de Rezé, conventionnée et subventionnée par le ministère de la Culture et de la Communication (DRAC des Pays de la Loire), le conseil régional des Pays de la Loire et le conseil général de la Loire-Atlantique. C'est la structure de diffusion artistique et culturelle de la Ville de Rezé. L'ARC propose un programme de 40 spectacles pour environ 80 représentations par saison.
Le 28 juin 2015, le conseil municipal vote à l'unanimité la création d'un établissement public de coopération culturelle (EPCC) qui prendra le nom de « La Soufflerie », dont les activités commenceront le 1er janvier 2016. La Soufflerie regroupera l'ARC, l'Aria, la BaraKaSon et l'Auditorium.

#### Salles de spectacle
L’Auditorium de Rezé, conçu par l'architecte Rudy Ricciotti, a été inauguré en janvier 2016. Cet équipement de 292 places assises accueille les ensembles musicaux de la région : répétitions, montages de nouveaux concerts. La Soufflerie y programme des spectacles à voir en famille, concerts en acoustique naturelle, en musique ancienne mais aussi dans le domaine des musiques du monde ou des musiques actuelles. L'Auditorium peut aussi recevoir des entreprises pour l'organisation de leurs conférences, conventions, séminaires, etc.
C'est un des rares théâtres à l'italienne de l'agglomération : le théâtre municipal de Rezé est un lieu majeur pour l'ARC qui y programme en moyenne 43 représentations par an, et les associations de la ville qui l'utilisent régulièrement. C'est une salle des fêtes que les architectes Gouin et Ferronnière ont conçue dès 1934 ; mais ce n'est qu'en 1938 qu'elle ouvre ses portes, la construction ayant pris du retard lors des grèves de 1936. En 1939, afin de loger des soldats anglais, l'armée réquisitionne la salle. Elle devient momentanément la chapelle ardente qui accueille la dépouille des Rezéens fusillés par les nazis en 1944. Finalement, en 1957 le théâtre est inauguré. Il devient salle municipale en 1967.
Des travaux sont réalisés en 2004-2006 (architectes : Estève et Boucheton) : changement de la toiture, agrandissement des loges et des locaux techniques, fauteuils, acoustique, éclairage, configuration de la salle, forme de la scène, sanitaires, mise en valeur de la façade, amélioration des accès, accessibilité aux personnes handicapées (artistes et spectateurs).
La capacité d'accueil est passée de 509 à 461 sièges.
La BaraKaSon, salle équipée de 500 places consacrée aux musiques actuelles, sert depuis 20 ans la scène rock nantaise. Elle reçoit chaque année environ 80 groupes locaux, régionaux et nationaux en organisant 25 concerts par an. Pratiquant des tarifs accessibles (moyenne de 10 € par concert), la BaraKaSon favorise la pratique amateur et contribue à la formation musicale.
Enfin, la ville de Rezé dispose d'un réseau de salles et de centres socio-culturels permettant la présentation de spectacles dans des lieux de contenance inférieure à 150 places, réseau utilisé notamment par l'ARC.

#### Cinéma
Le seul cinéma actif sur le territoire de la commune au XXIe siècle est la salle associative Cinéma Saint-Paul. En 1914, toutes les associations de Rezé sont dissoutes, y compris La Paternelle de Pont-Rousseau. Celle-ci, reconstituée en 1920, est de fait l'une des plus anciennes de Rezé. Cette association conduit, en 1936, la construction du cinéma Saint-Paul, salle de 525 places rue Julien-Douillard, ce qui permet, en 1938, de présenter la première projection : Notre-Dame de la Mouise. Durant la Seconde Guerre mondiale, le cinéma est réquisitionné, on y fabrique notamment des parachutes.
Après diverses modifications, l'association devient La Paternelle Cinéma Saint-Paul. Au fil du temps, la qualité de la salle s'est améliorée, par exemple en 1955, avec le remplacement des sièges, bien souvent grâce aux initiatives ou au travail des bénévoles. Au cours d'une de ces phases d'amélioration, la capacité de la salle est réduite à 425 au début des années 1980.
Lors du tournage de La Reine blanche, au début des années 1990, le visionnage des rushs de plateau s'est fait au cinéma Saint-Paul.
En 1995, les dernières modifications en date du cinéma sont opérées : refonte du hall d’entrée, nouvel écran et apparition du son Dolby. En 2012, la salle a été équipée d'un matériel de projection numérique. Depuis sa création, les directeurs ont été : Eugène Gautier (1954 à 1972), Roger Grandjean (1972 à 1986), Lucien Hardouin (1986 à 1999) et Joseph Chauvet (1999-?). En 2022, Marie Baldo devient la première a occuper ce poste en tant que salariée.
La ville de Rezé ne dispose pas d'autres salles. Le premier cinéma rezéen, l'Artistic, rue Alsace-Lorraine dans le quartier Pont-Rousseau, qui avait une jauge de 500 places, a donné sa dernière séance en 1972. Trois autres ont existé : la Volière à La Blordière, Rezé Ciné dans le bourg et L'Éventail à Trentemoult. Les Rezéens peuvent trouver des cinémas et multiplexes à Nantes, Saint-Sébastien-sur-Loire, Basse-Goulaine et Saint-Herblain.

#### Médiathèque, bibliothèque
Installée dans une ancienne église réaménagée, l'Espace Diderot est la médiathèque de Rezé. Parmi ses missions figurent la promotion de la lecture publique et l'ouverture vers la petite enfance. Régulièrement des auteurs viennent y rencontrer le public.

### Santé
Depuis 2003, le regroupement de trois cliniques privées nantaises a permis l'apparition d'un établissement de santé important, les Nouvelles cliniques nantaises, basé sur les communes de Nantes et Rezé au niveau de l'embouchure de la Sèvre. La dernière tranche de travaux s'est achevée en 2010. Le site dispose d'environ 524 lits, d'un service d'urgences, un service d'hémodialyse, un service de médecine physique et de soins de suite, ainsi qu'un centre de formation d'infirmiers et d'aides soignants.
D'autre part le CHU de Nantes se trouve à 3 km du centre ville de Rezé.

### Équipements sportifs

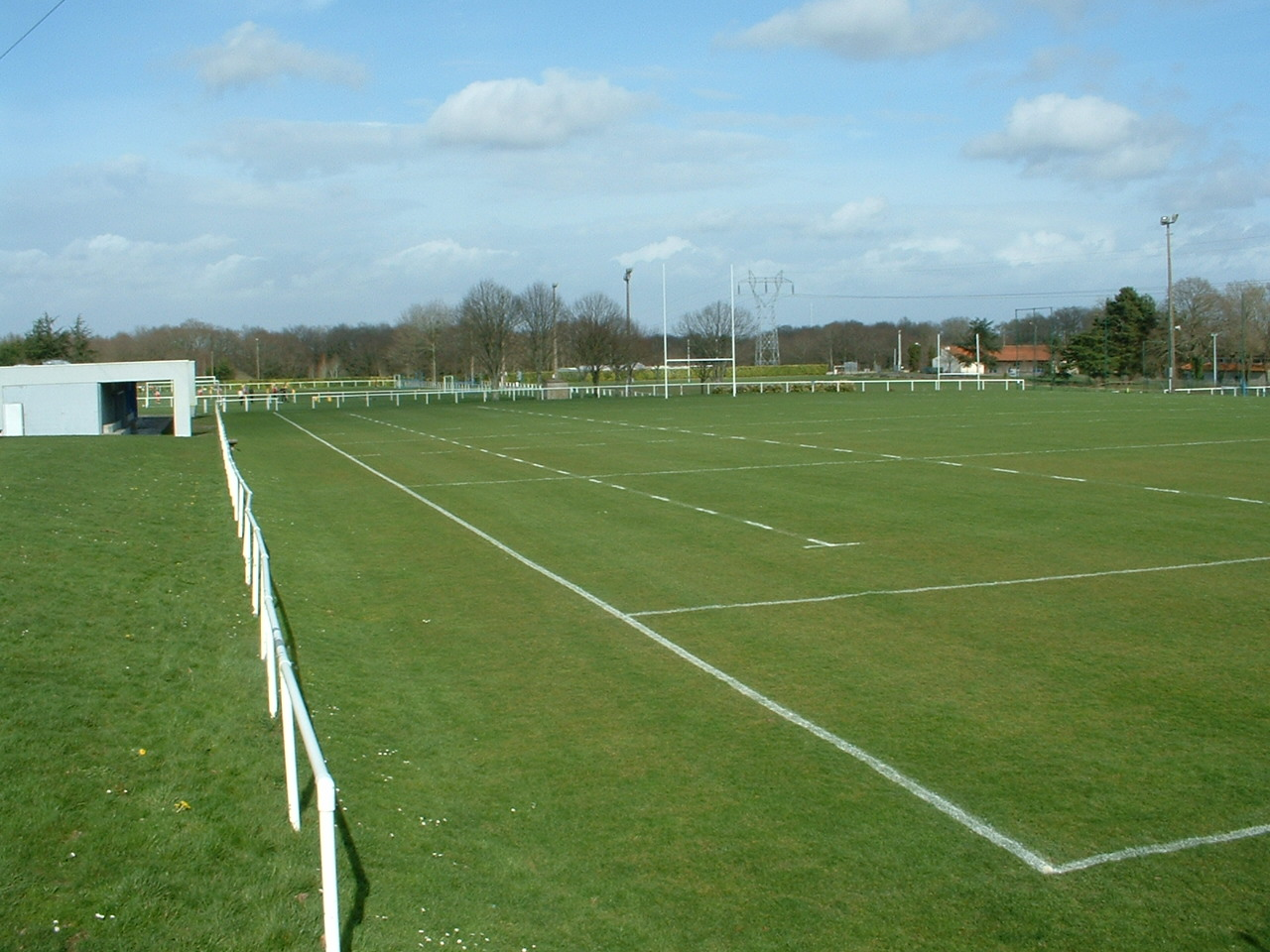
Stade de la Robinière.

Rezé dispose de deux complexes sportifs, le stade Léo-Lagrange (complexe sportif Trocardière (Château) : football, piste d'athlétisme en rub-kor, terrain synthétique, tennis couvert) et le stade de la Robinière (Ragon) : football, rugby, tennis, boulodrome couvert.
La piscine Victor-Jara se situe à la Trocardière. Elle est équipée d'un bassin de 25 mètres de longueur pour 15 mètres de largeur, d'un bassin d'apprentissage, d'une pataugeoire et d'un toboggan de 38 mètres. On y pratique bien sûr la natation, mais également la plongée, le water-polo, l'éveil aquatique et l'aquagym. À proximité, place du pays de Retz, se trouve une piste de bicross et des espaces consacrés à la pétanque et au roller-skating.

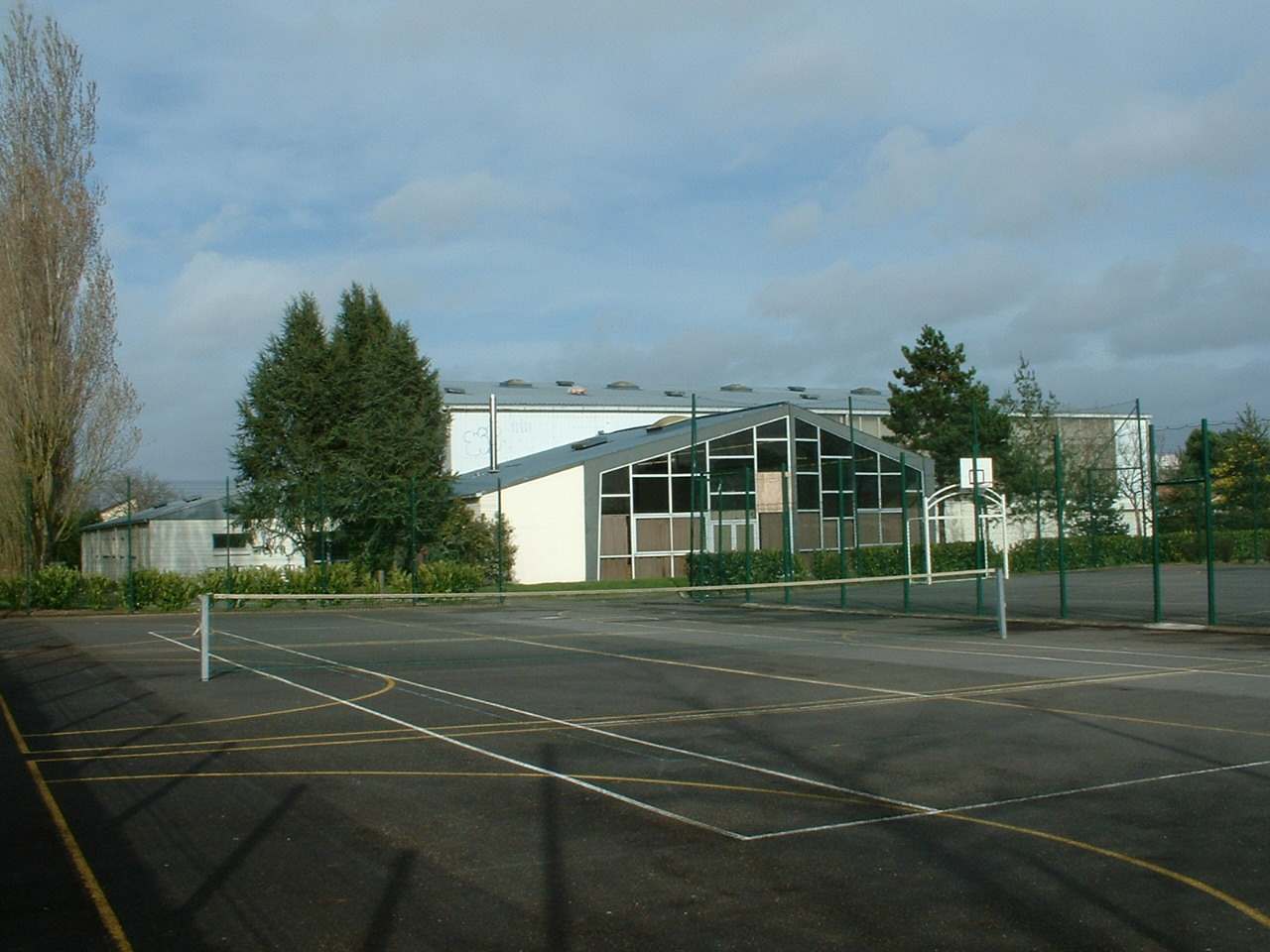
Gymnase de l'Ouche Dinier.

En 2009 le stand de tir Hubert Le Gohébel a été ouvert rue des Poyaux (Ragon). Avec une surface de 1 500 m2, ce bâtiment contient vingt postes de tir à 10 mètres (cette compétition est olympique depuis 1984), dix postes de tir à 25 mètres, deux postes arbalète Field à 10 mètres et trois postes arbalète Field à 18 mètres. Pour éviter les nuisances sonores, le stand est partiellement enterré.
La ville dispose également d'une patinoire privée (rue de la Trocardière).
Dix gymnases publics sont répartis sur le territoire de la commune, complétés par cinq gymnases « privés ». En bord de Sèvre (Pont Rousseau) est proposé un parcours CRAPA.
La salle de la Trocardière de 4 185 places assises, située près de la halle homonyme et permettant l'accueil de rencontres sportives de haut niveau (basket, hand et volley), a été inaugurée en août 2015,.
Une piscine olympique métropolitaine qui sera située à la ZAC Pirmil-Les Isles à Rezé, doit voir le jour d'ici 2029. Elle sera composée d'un bassin sportif de 50 mètres et de 10 lignes d’eau, d'une profondeur de 1,8 m à 3,5. Celui-ci sera pour  la natation artistique, la natation de course, les pratiques subaquatiques, telles que la plongée et le hockey, ainsi qu’à la formation aux métiers du sport et au secourisme. Un deuxième bassin polyvalent de 25 mètres composé de 10 lignes d’eau d'une profondeur de 0,9 à 1,8 m sera dedié aux entraînements des sportifs de haut niveau, ainsi qu'à l’apprentissage de la natation auprès du grand public et des écoles, mais aussi pour les activités de loisirs, de découverte et de sport santé. La piscine sera également équipée d'une pataugeoire de 60 m², de locaux dédiés aux clubs, aux associations, ainsi qu’au personnel et enfin une tribune de 750 places pour l’accueil du public lors des compétitions.

### Justice, sécurité, secours et défense
Une gendarmerie et un commissariat de police sont implantés à Rezé.
Le centre de secours sud-Loire est situé rue de l'Île-Macé, et assure la présence de pompiers à Rezé. C'est l'un des 29 centres du groupement sud du service départemental d'incendie et de secours de la Loire-Atlantique.

## Population et société

### Évolution démographique
L'évolution du nombre d'habitants est connue à travers les recensements de la population effectués dans la commune depuis 1793. Pour les communes de plus de 10 000 habitants les recensements ont lieu chaque année à la suite d'une enquête par sondage auprès d'un échantillon d'adresses représentant 8 % de leurs logements, contrairement aux autres communes qui ont un recensement réel tous les cinq ans,.

En 2022, la commune comptait 43 349 habitants, en évolution de +7,38 % par rapport à 2016 (Loire-Atlantique : +6,68 %, France hors Mayotte : +2,11 %).
| 1793  | 1800  | 1806  | 1821  | 1831  | 1836  | 1841  | 1846  | 1851  |
| ----- | ----- | ----- | ----- | ----- | ----- | ----- | ----- | ----- |
| 4 466 | 3 519 | 4 989 | 4 756 | 4 968 | 4 996 | 5 277 | 6 203 | 6 644 |

| 1856  | 1861  | 1866  | 1872  | 1876  | 1881  | 1886  | 1891  | 1896  |
| ----- | ----- | ----- | ----- | ----- | ----- | ----- | ----- | ----- |
| 7 054 | 7 209 | 7 423 | 6 946 | 6 849 | 7 377 | 7 418 | 7 431 | 7 803 |

| 1901  | 1906  | 1911  | 1921   | 1926   | 1931   | 1936   | 1946   | 1954   |
| ----- | ----- | ----- | ------ | ------ | ------ | ------ | ------ | ------ |
| 8 751 | 8 919 | 9 424 | 10 368 | 11 050 | 12 325 | 13 499 | 16 395 | 19 000 |

| 1962   | 1968   | 1975   | 1982   | 1990   | 1999   | 2006   | 2011   | 2016   |
| ------ | ------ | ------ | ------ | ------ | ------ | ------ | ------ | ------ |
| 28 276 | 33 509 | 35 730 | 33 562 | 33 262 | 35 518 | 37 333 | 38 932 | 40 368 |

| 2021   | 2022   | - | - | - | - | - | - | - |
| ------ | ------ | - | - | - | - | - | - | - |
| 42 998 | 43 349 | - | - | - | - | - | - | - |

Les données démographiques antérieures à 1793, année du premier recensement en France, sont mal connues. Cependant des documents datant du Moyen Âge de comptage de la population existent. Pour la paroisse de Rezé un décompte des feux a été effectué lors de la réformation générale des feux de Bretagne. De 82 feux en 1392, la ville passe à 60 feux en 1443, soit une baisse de 26,84 %. Certaines études proposent une projection en nombre d'habitants, évalué à 884 en 1443.

### Pyramide des âges
La population de la commune est relativement jeune.
En 2018, le taux de personnes d'un âge inférieur à 30 ans s'élève à 37,0 %, soit en dessous de la moyenne départementale (37,3 %). À l'inverse, le taux de personnes d'âge supérieur à 60 ans est de 22,9 % la même année, alors qu'il est de 23,8 % au niveau départemental.
En 2018, la commune comptait 19 497 hommes pour 22 871 femmes, soit un taux de 53,98 % de femmes, largement supérieur au taux départemental (51,42 %).
Les pyramides des âges de la commune et du département s'établissent comme suit.
| Hommes | Classe d’âge | Femmes |
| ------ | ------------ | ------ |
| 0,8    | 90 ou +      | 2,0    |
| 6,3    | 75-89 ans    | 10,2   |
| 11,9   | 60-74 ans    | 14,2   |
| 19,8   | 45-59 ans    | 19,7   |
| 21,4   | 30-44 ans    | 19,5   |
| 19,5   | 15-29 ans    | 17,2   |
| 20,4   | 0-14 ans     | 17,3   |

| Hommes | Classe d’âge | Femmes |
| ------ | ------------ | ------ |
| 0,6    | 90 ou +      | 1,8    |
| 6      | 75-89 ans    | 8,6    |
| 15,1   | 60-74 ans    | 16,4   |
| 19,4   | 45-59 ans    | 18,8   |
| 20,1   | 30-44 ans    | 19,3   |
| 19,2   | 15-29 ans    | 17,4   |
| 19,5   | 0-14 ans     | 17,6   |

### Manifestations culturelles et festivités
Tous les ans, la Fête du quai Léon Sécher est l'occasion d'un rendez-vous festif sur les bords de Sèvre. Concerts, spectacles, promenades en bateau au programme.
Les Régates de Trentemoult sont organisées par le Centre nautique Sèvre et Loire (CNSL), les Régates ont plus de cent ans. Le célèbre village de Trentemoult est à l'honneur, ainsi que la Loire puisque les régates y sont organisées. L'ARC programme l'animation musicale.
Les Fanfaronnades de Trentemoult, organisées par la fanfare « le GrandMACHINChose » avec l'aide des habitants et des associations locales, présentent des spectacles de fanfares de rue colorées et déguisées. Cette initiative festive est produite sur les bords de la Loire tous les deux ans, les années impaires.
La fête des caillebottes est organisée chaque jeudi de l'Ascension dans le quartier Ragon par trois associations : l’Union cycliste pédale rezéenne, l’amicale laïque La Ragonnaise et le CSC Ragon. Outre des animations pour adultes, notamment une course cycliste, et enfants, cette fête populaire centenaire est l'occasion de déguster la spécialité traditionnelle lactée, préparée le jour même par les habitants du quartier, et qui donne son nom à l'évènement.

### Sports

#### Clubs sportifs
Le Cercle Saint-Paul Nantes Rezé Atlantique Basket regroupe les équipes féminines de basket-ball.
L'Association sportive Bouguenais Rezé (ASBR) est un club omnisports né de la fusion, en 1938, du club de l'Étoile Sportive Rezéenne (club civil) et du club des Ailes Sportives de Bouguenais (club d'entreprise de la Société nationale des constructions aéronautiques de l'Ouest qui est, depuis 1970, intégrée à Airbus). À l'origine quatre sections existent : athlétisme, cyclisme, football et rugby à XV. En 2008, les 2 200 adhérents pratiquent au sein de 22 sections sportives.
Fondé en 1993, le Football Club de Rezé est né de l'union de trois clubs existant à Rezé à cette époque (la ville en comptait quatre), la section sportive des Ailes Sportives Bouguenais Rezé (ASBR), l’Étoile Sportive de Ragon (ESR) et le Rezé Olympic Club (ROC). S'appuyant sur la formation des jeunes, le club a atteint ses objectifs sportifs, en atteignant le plus haut niveau de la ligue pour les seniors, et le niveau régional pour les jeunes. Pour la saison 2009-2010 le club compte 455 licenciés regroupés dans 24 équipes. Cinq d'entre elles évoluent au niveau régional, quinze autres au niveau départemental, tandis que l'équipe fanion évolue en division d'honneur. L'école de foot a obtenu le label Argent pour la qualité de sa formation. L'autre club de Rezé, issu de l'amicale laïque de Pont-Rousseau, plus connue sous le nom de l'AEPR Rezé Football a été fondé en 1948 et compte plus de 700 adhérents à ce jour.
En 1966, Hubert le Gohébel (qui a donné son nom au stand de tir de la ville de Rezé), Robert Soldet et Jean-Claude Leray cofondent le Rezé tir sportif. Le club est représenté depuis 1983 au niveau national dans les compétitions de tir à 10 mètres. Christophe Guillet, formé au club, a été champion de France, champion d'Europe et médaillé d'argent aux championnats du monde.
À l'origine les nageurs de l'ASBR natation s'entraînaient dans la Sèvre Nantaise, le long de la rive gauche, à partir du ponton du Pont-Rousseau. Ce n'est qu'à partir de 1973 que la piscine municipale nouvellement bâtie permit aux nageurs de s'entraîner en bassin. Comme le stipulent les statuts de l'association, le but est « l’apprentissage et la pratique de la natation sportive de compétition ». Discipline récemment proposée, le water-polo est à l'honneur, avec trois équipes engagées dans des compétitions au niveau régional.
En 1960, des adhérents de l'AEPR décident de créer une amicale laïque dans le quartier de l’Ouche Dinier (plus connue sous le nom d'ALOD), avec une 1re section sportive Handball. En 1985, cette section accède au championnat de national 3. En 2004, la section devient indépendante pour former l’ARHB (Atlantique Rezé Handball). La section Handball de l'ASBR est créée en 1973. Entre 1988 et 1998, le club monte les échelons pour accéder au plus haut niveau amateur, la Nationale I, niveau maintenu jusqu'en 2006.
Autre section de l'ASBR, ASB Rezé volley-ball apparaît en 1952. Sa devise est : « La formation au service de la compétition de haut niveau. » Actuellement, l'équipe fanion féminine est en Nationale 3, les hommes jouent en régionale 1. Par le passé, l'ASBRVB a atteint le plus haut niveau national amateur (Nationale 1). Une joueuse du club a été sélectionnée plus de cent fois en équipe de France senior.
Le club de hockey les Squales de Rezé a fêté ses vingt ans en octobre 2009, l'équipe phare évolue en Nationale 2.

#### Événements sportifs
L'Entente rezéenne organise tous les ans, depuis 1985, le tournoi international cadets (TIC) de Rezé, compétition de football qui vient de fêter son 39e anniversaire. L'Entente rezéenne est le résultat du regroupement de quatre clubs de football de la ville (AEPR, ASBR, ESR et ROC), l’OMJRE (Office municipal du jumelage et des relations extérieures), de l'OMS (Office municipal des sports) et de la ville de Rezé, tous désireux de faire du sport, et plus particulièrement du football, le catalyseur d'une rencontre entre jeunes venant de plusieurs pays. À la suite d'une réorganisation, l’Entente rezéenne est constituée du FC Rezé, de l'AEPR, de l'OMS et de la Ville. Le Tournoi international cadets, pour sa 26e édition, accueille douze équipes du 2 au 4 avril 2010.
Le Rezé Basket International féminin, organisé annuellement par trois clubs : le Cercle Saint-Paul, la section basket de l'Amicale laïque de l'Ouche-Dinier et le Rezé Basket 44, opposait des équipes féminines junior de huit pays. En 2019, l'événement a cessé d'exister.

### Médias
Du fait de la proximité de Rezé par rapport à Nantes, il n'y a quasiment aucune différence de recensement des médias locaux, la presse locale se résumant pratiquement à Ouest-France et Presse-Océan qui contiennent des « pages locales ».
Deux radios FM sont implantées à Rezé : NRJ et Chérie FM. Cependant, elles ont une vocation qui dépasse évidemment les limites de la ville, et ne se revendiquent en rien « rezéennes », mais plutôt nantaises au sens large.
En 2008 est fondée TV Rezé, web-télévision d'information sur la ville gérée sous forme d'association loi de 1901. En 2018, TV Rezé devient monstudio.tv, et couvre désormais d'autres communes de la métropole nantaise. La forme associative est conservée sous la forme des Amis de monstudio.tv, dont le siège social est à Rezé.

### Cultes

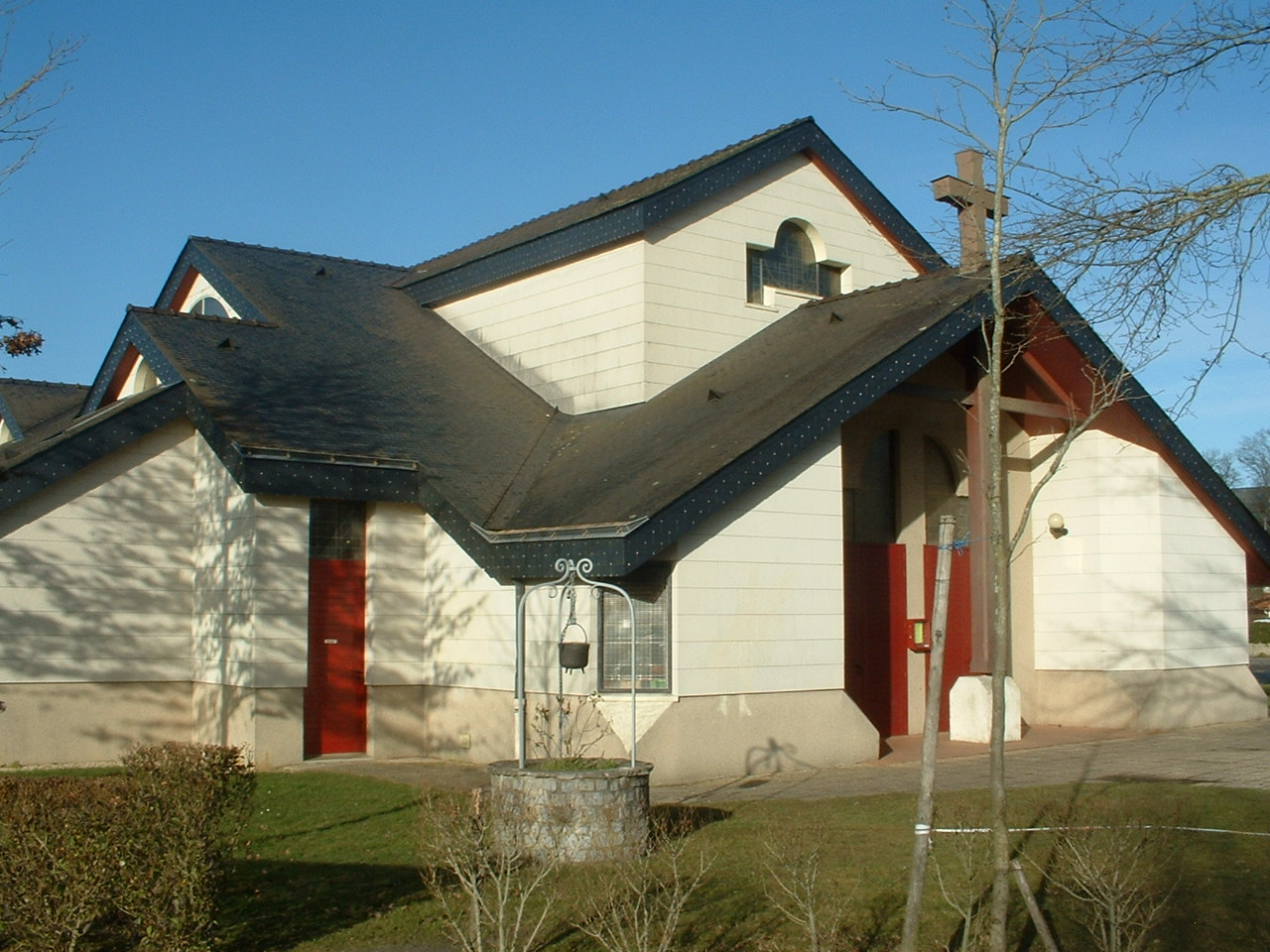
Chapelle Saint-André (près du château de Rezé).

Les Rezéens disposent sur le territoire de leur commune de lieux de cultes catholique, protestant et musulman ; mais pas de lieu de culte israélite.
Pour le culte catholique, la zone pastorale Nantes Sud, rattachée au diocèse de Nantes, couvre dix paroisses, dont la paroisse « La Pentecôte » à Rezé, qui dispose des églises Notre-Dame des Apôtres, Saint-Pierre de Rezé, Saint-André de Rezé, et la paroisse « Saint-Paul-Notre-Dame-du-Rosaire » dont dépendent les églises Saint-Paul et Notre-Dame-du-Rosaire.
Deux églises protestantes sont présentes à Rezé : l'église évangélique de Pentecôte, la plus ancienne, et l'église protestante évangélique qui a fait construire un temple en 2012.

## Économie
Parmi les emplois les plus récemment créés à Rezé, la proportion de ceux destinés aux cadres ou aux employés exerçant une profession intellectuelle est en augmentation. La population étant majoritairement composée d'ouvriers et d'employés, la part des emplois situés à Rezé et occupés par des Rezéens a diminué. Une des conséquences en est un accroissement des déplacements pour se rendre à son lieu de travail.
Même si le secteur tertiaire est en expansion, l'industrie reste un atout de Rezé, avec des entreprises telles que JVD par exemple. L'implantation de deux grands centres commerciaux contribue au dynamisme de l'économie locale, la ville drainant une part de la population de l'agglomération du sud-Loire. La politique municipale tend à structurer la ville en s'appuyant sur des pôles de commerce de proximité existant ou à développer. Le tourisme n'a connu que récemment un développement, la capacité de l'accueil hôtelier tend à s'accroître, sous l'effet de la valorisation du patrimoine. L'agriculture tend à disparaître.

### Revenus
En 2021, le revenu fiscal médian par ménage était de 23 550 €. 56 % des ménages fiscaux rezéens étaient imposés.

### Emploi
En 2020, les Rezéens ayant entre 15 et 64 ans étaient 27 236. Les actifs ayant un emploi représentaient 69,4 % de cette population (66,6 % en 2014), les retraités en représentaient 5,6 %, les chômeurs 8,5 %, tandis que 6 % des habitants de Rezé étaient considérés comme « autres inactifs ». Enfin la population estudiantine représentait 10,6 % de la population de la commune.
La même année l'Insee indique un taux de chômage de 8,5 % pour la commune contre 9,5 % pour le département.
|                        | Agriculture | Industrie | Construction | Commerce, transport, services | Administration, santé, enseignement, social |
| Rezé                   | 0,2 %       | 8 %       | 4,4 %        | 50,6 %                        | 34,9 %                                      |
| Moyenne départementale | 3,9 %       | 6,7 %     | 10,9 %       | 67,1 %                        | 11,4 %                                      |

|                        | Agriculteurs | Artisans, commerçants, chefs d'entreprise | Cadres, professions intellectuelles | Professions intermédiaires | Employés | Ouvriers | Retraités | Sans activité professionnelle |
| Rezé                   | 0,2 %        | 5,7 %                                     | 17 %                                | 30,1 %                     | 32 %     | 15,1 %   | %         | %                             |
| Moyenne départementale | 0,6 %        | 3,4 %                                     | 11,4 %                              | 16,2 %                     | 15,1 %   | 12,1 %   | 26,1 %    | 15 %                          |

### Entreprises
Sur la période 2005-2007, les salariés rezéens travaillent majoritairement (41,5 %) à Nantes, tandis que seuls 21 % des emplois basés à Rezé sont tenus par des résidents de Rezé.
| 10 378                                                                 | 706 (6,8 %) | 677 (6,5 %) | 5 734 (55,3 %) | 3 261 (31,4 %) |
| Source : Données statistiques sur l'emploi au 31 décembre 2010 (Insee) |             |             |                |                |

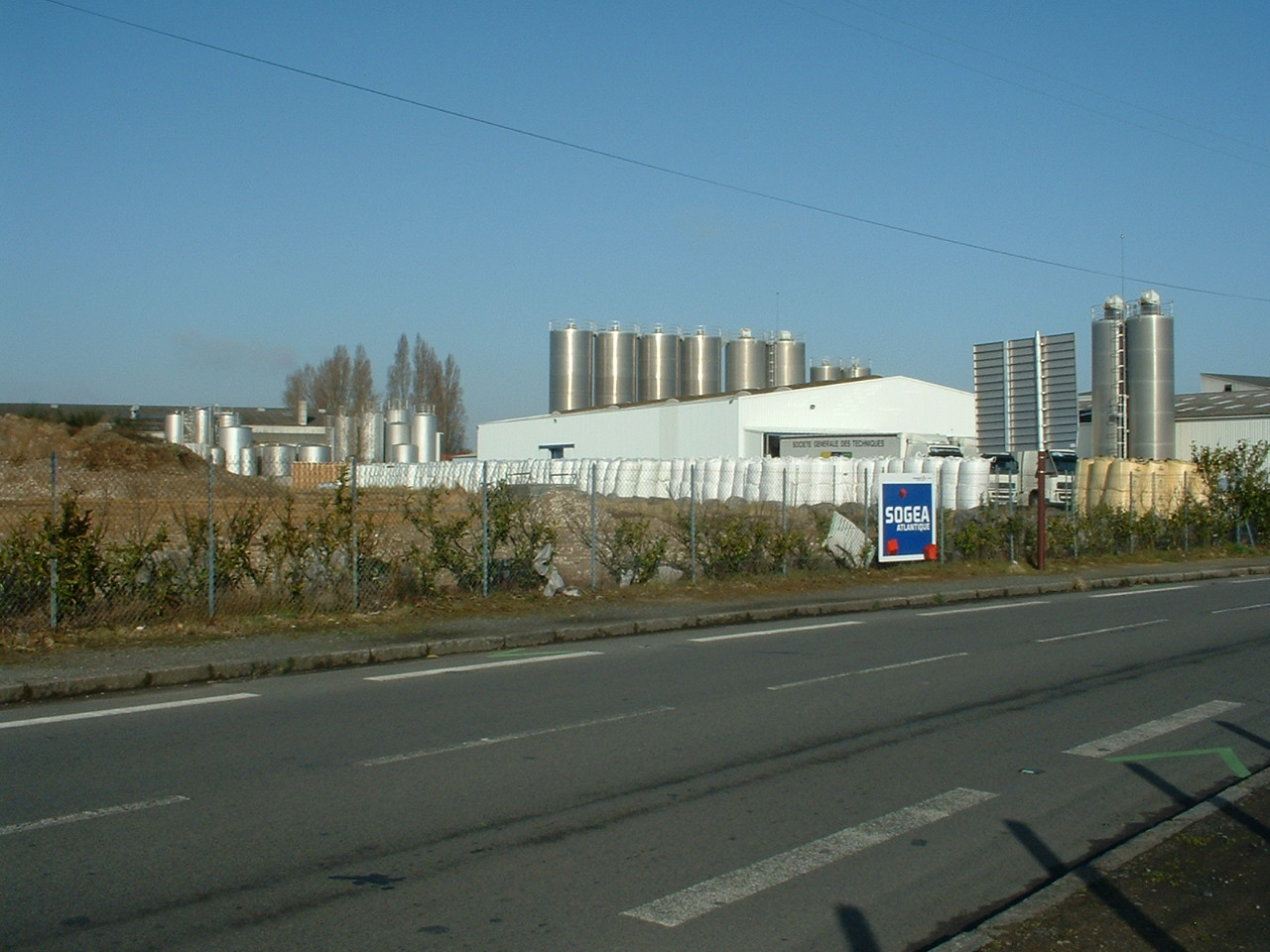
Aperçu de la zone industrielle des îles.

Le port à bois du terminal de Cheviré le long de la Loire, 1er port à bois de France, est en partie implanté sur le territoire de la commune de Rezé. Plus à l'est, sur un site de 60 hectares, 160 entreprises et grands commerces constituent le centre d'activité principal de la ville, Atout-Sud. Il est à noter que cette zone se trouve en face du Port-au-blé et de la chapelle Saint-Lupien, site de l'antique Ratiatum.
Les Nouvelles cliniques nantaises ont été construites à partir de 2003, achevées début 2010. Cet important établissement de santé est construit sur les communes de Nantes et Rezé, à l'embouchure de la Sèvre.
En juin 2012, Nantes Métropole a décidé le transfert du Marché d'intérêt national (MIN) situé jusqu'ici sur l'île de Nantes. La zone dite « de la Brosse » qui lui sera dédié, au sud de la « Porte de Rezé », non loin du centre commercial Océane (en limite de la commune des Sorinières) comptera la même superficie qu'aujourd'hui (soit 20 hectares), et génère actuellement plus de 1 100 emplois grâce à 100 entreprises qui y travaillent. Ce déménagement devrait intervenir d'ici à 2018.
| Raison sociale                               | Activité |
| -------------------------------------------- | --- |
| A.L.V.A.                                     | Fonte de corps gras animaux à usage alimentaire et technique                                                                                   |
| Agence Sécurité Surveillance Service         | Gardiennage - Surveillance |
| Castel frères                                | Distribution de vins |
| Docks Généraux                               | Commerce de gros de quincaillerie Acier et produits T.P. Chauffage, produits pour bardage Produits alu inox et plastique, plastique industriel |
| Effor Atlantique                             | Entretien de nettoyage industriel, entretien espaces verts                                                                                     |
| Électricité Réseau Distribution France       | Distribution d'électricité |
| Groupe Métalia                               | Chaudronnerie, découpe et emboutissage, mécanique de précision, tôlerie, bâtiment                                                              |
| Servim                                       | Nettoyage industriel |
| Société Armoricaine de Traitement de Surface | Traitement de surface Décapage, grenaillage, sablage, peinture poudre et liquide et métallisation                                              |
| Société de Distribution du pays de Retz      | Hypermarché, location de véhicules sans chauffeur                                                                                              |
| Sud Loire Distribution                       | Hypermarché |

La savonnerie Bernard, dernière représentante de la production industrielle de savon dans l'agglomération, après avoir choisi de mettre un terme à la production (en cédant notamment la marque Persavon) pour se concentrer sur le conditionnement et la vente, a connu de graves difficultés en 2005 ; c'est à Rezé (la Morinière) que la première unité de production de savon du Pays nantais avait vu le jour en 1837.

## Culture et patrimoine

### Lieux et monuments
Encore visible en 1636, ce qu'aujourd'hui on suppose être le quai de Ratiatum a disparu au XIXe siècle, les pierres étant utilisées pour construire une route entre le bourg et Trentemoult. Plusieurs fois détruite, (cf. paragraphe histoire, 1345, 1793), Rezé, malgré un imposant passé architectural, n'a plus aujourd'hui beaucoup de monuments visibles antérieurs au XVIIIe siècle. Des fouilles archéologiques révèlent peu à peu les traces qui témoignent du passé des bâtiments, notamment autour de la chapelle Saint-Lupien.

#### Châteaux et manoirs

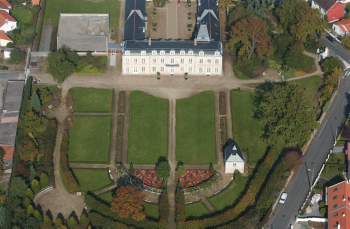
La Balinière.

Le château de la Balinière est une folie du XVIIIe siècle construite sur ordre d'une famille de négociants nantais, les Ducoudray-Bourgaud. Elle a englobé des parties déjà existantes datant du XVIIe siècle, le château d'origine ayant été édifié sous Henri IV. Certains éléments ont été ajoutés au XXe siècle. Elle fut achetée par la ville de Rezé en 1987 pour y abriter un centre musical, les services municipaux réalisant dans son parc le jardin à la française selon les tracés du plan du XIXe siècle.

Le château de la Classerie, construit à la fin du XVIIe siècle par la famille Le Meneust, est transformé en « folie », au XVIIIe siècle, par ses nouveaux seigneurs, la famille de René Darquistade. Pendant la Révolution[Laquelle ?], c'est un lieu de retraite pour les insurgés « vendéens ». Le bâtiment est victime d'un incendie, avant d'être rénové. Lors de la Seconde Guerre mondiale, il est transformé en maison de repos pour les soldats de l'armée allemande. Acquis en 1958 par une association sportive, il héberge ensuite une école d'éducateurs spécialisés. En 2008, la municipalité acquiert le lieu. L'école continue son activité jusqu'en septembre 2014. Depuis l'été 2015, le site héberge une vingtaine d'associations soutenues par la mairie. Deux ailes prolongent le bâtiment central, qui possède côté jardin un fronton sculpté représentant une corbeille de fleurs et des instruments de jardinier.
Le manoir de Praud actuel fut construit en 1845, et habité par le conseiller général et maire de Rezé Philémon Chenantais. Le parc conserve des restes d'un manoir plus ancien.

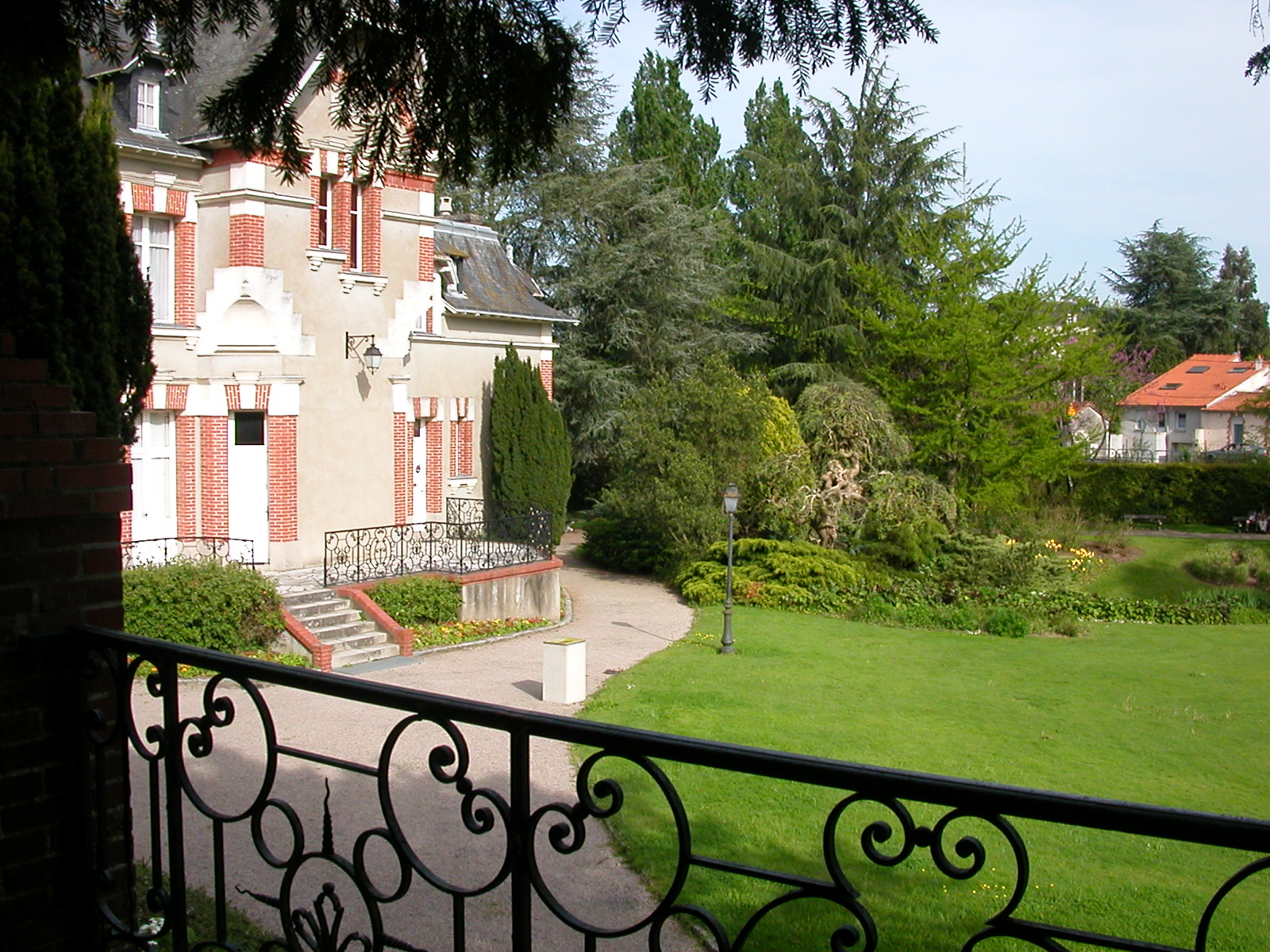
La Morinière.

Rezé compte d'autres demeures anciennes comme :
- le manoir de la Brosse, qui date du XVIIe siècle ;
- le séminaire des Naudières, qui est construit à la fin du XIXe siècle sur le site d'un ancien domaine seigneurial, puis agrandi en 1936 ;
- le manoir de la Morinière, qui est fréquenté du fait de sa situation, au sein du parc public qui l'entoure, sur la rive rezéenne de la Sèvre ;
- la maison du Genêtais, datant du XVIIIe siècle ;
- l'orangerie de la maison de la Bauche-Thiraud, qui date du début XIXe siècle. Cette dernière bâtisse a la particularité d'être, depuis les années 2000, située à l'intérieur d'une galerie marchande au sud de la ville. Plutôt que de détruire la maison en question, les promoteurs du projet l'ont conservée et transformée en brasserie. Elle se trouve dans un hall entièrement fermé et couvert.

#### Monuments religieux

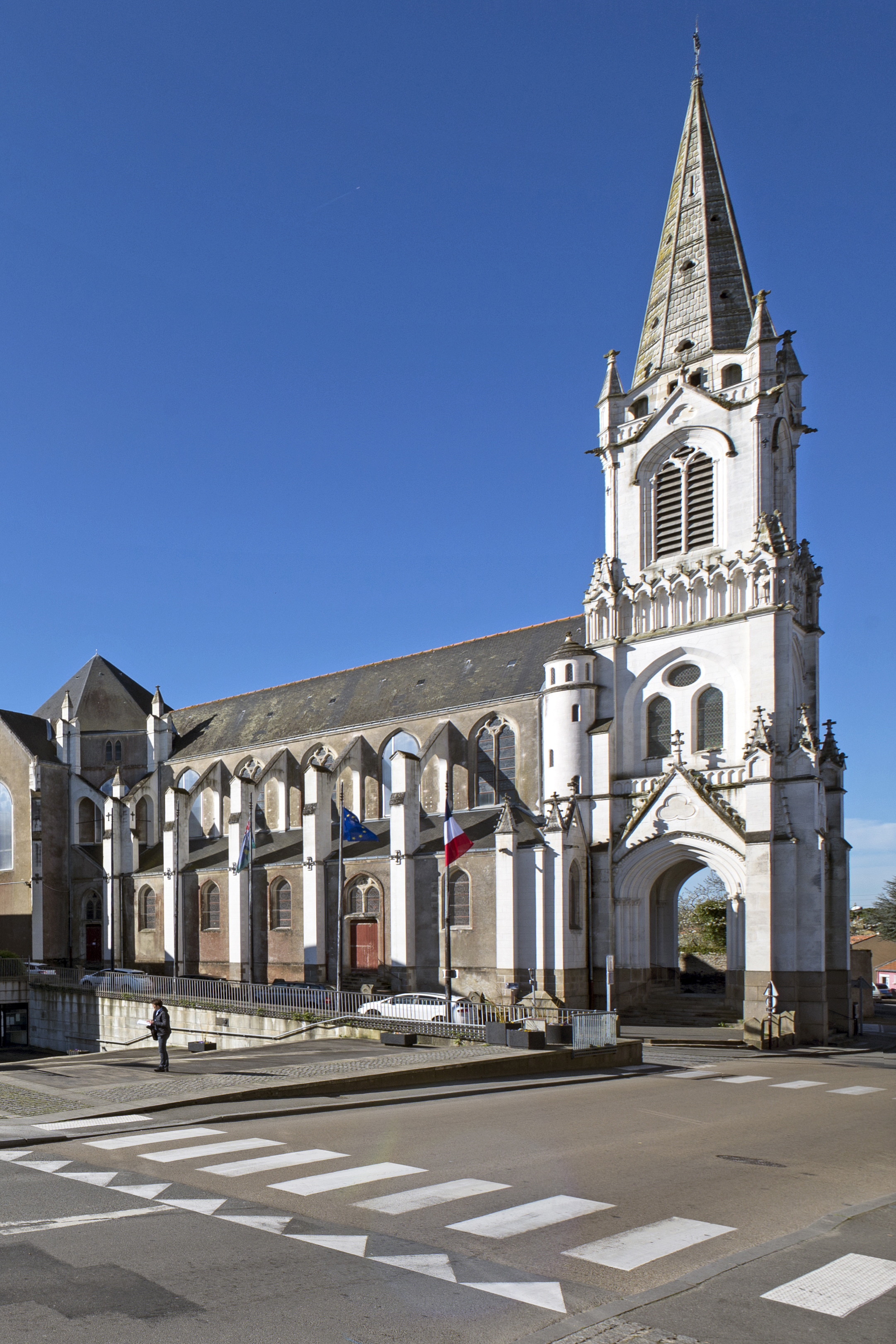
L'église Saint-Pierre, qui jouxte l'Hôtel de ville.

Le site Saint-Lupien présente un prieuré du XVe siècle construit sur un sanctuaire mérovingien, lui-même à l'emplacement des constructions gallo-romaines de l'ancienne Ratiatum. Avant la chapelle Saint-Lupien encore en place au début du XXIe siècle, une autre plus ancienne a sans doute auparavant été bâtie puis détruite par les vikings. La messe y est interdite depuis 1777 en raison de son délabrement, mais elle fut un lieu de pèlerinage jusqu'au XIXe siècle. Elle fut transformée en ferme, puis rachetée par la Ville en 1983. Ces vestiges sont classés à l'inventaire des monuments historiques depuis le 9 décembre 1986 (mur et chapelle Saint-Lupien).
La chapelle de la Chaussée fut construite en 1699 par des moines de Saint-Clément, et faisait partie d'une ancienne mission paroissiale. Elle a fait partie d'une maison de campagne aujourd'hui disparue.
L'église Saint-Paul fut construite en 1842 à la place d'un édifice remontant probablement au XIIIe siècle, pour satisfaire les besoins de la population de cette partie de Rezé, fruit de l'expansion de Pont-Rousseau après la reconstruction d'après Révolution. L'édifice est de style néogothique, son clocher ne sera construit qu'à la fin du XIXe siècle.
Non loin de Saint-Lupien se trouve l'œuvre de l'architecte Chenantais, l'église Saint-Pierre, de style néo-gothique et qui remplace depuis 1867 un sanctuaire du XVe siècle.
Plus excentrée, fruit de la croissance des anciens hameaux de Rezé, l'église Saint-Vincent-de-Paul bâtie dans le quartier Ragon en 1949 sur la base d'un ancien atelier de construction de brouettes. Elle a été reconstruite sur le même site en 2015. L'architecte en a été Bertrand Aubry (agence Magnum à Nantes). Monument résolument moderne, sa nef est élevée, avec un effet de pliage et de drapé à l'intérieur. Les anciens vitraux ont aussi été utilisés.
Tout près de la limite Rezé/Nantes, l'église Notre-Dame du Rosaire fut construite en 1960 par Jean Rouquet, disciple de Le Corbusier, qui a choisi de privilégier la visibilité en utilisant un système de pente et contre-pente, en concentrant les actes religieux autour du chœur, et par un travail sur l'éclairage. La charpente est en bois lamellé-collé.
La chapelle Saint-André est bâtie pour remplacer l'ancienne église devenue l'« Espace Diderot ».

#### Anciens villages de pêcheurs

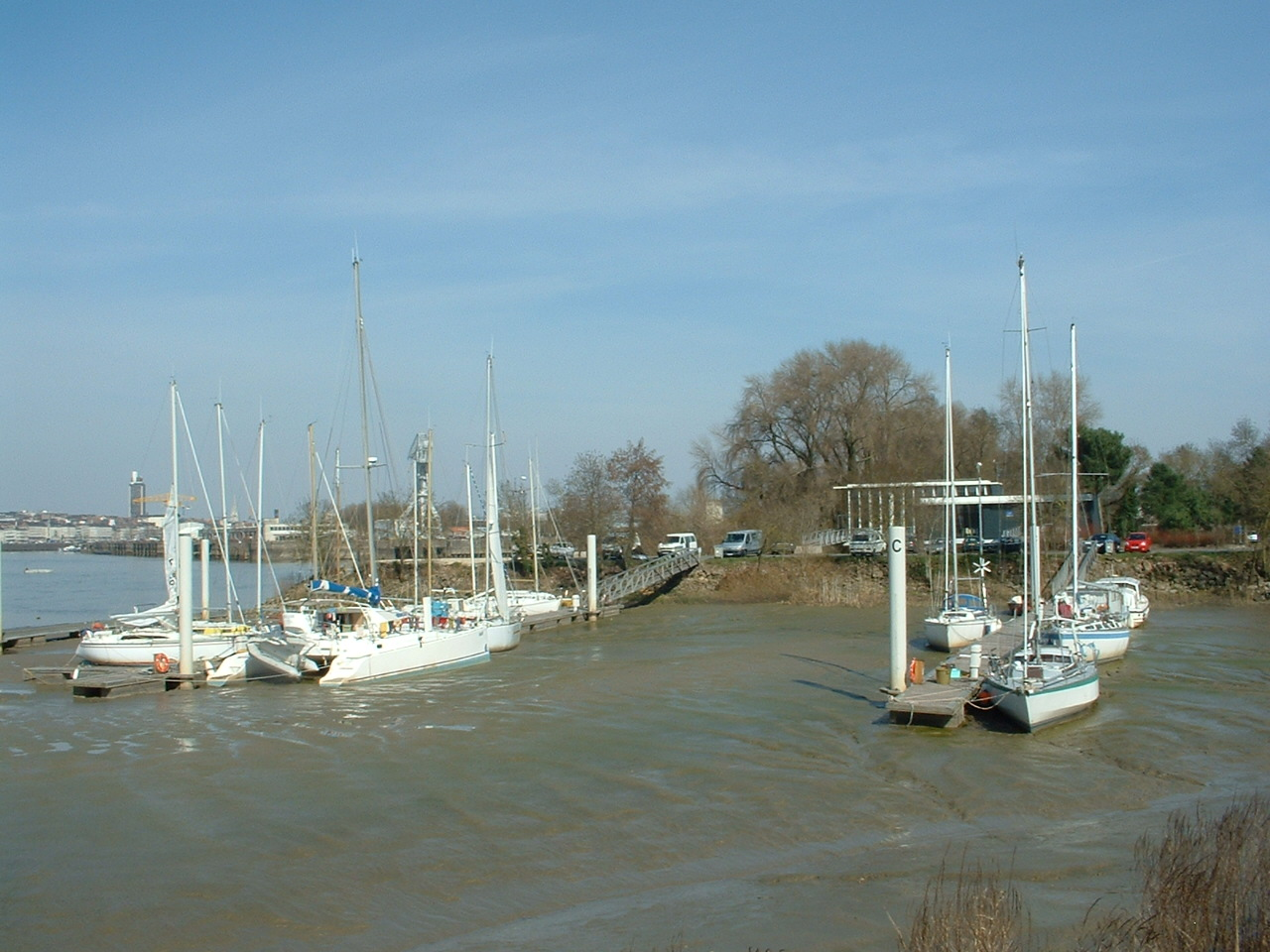
Port de plaisance de Trentemoult à marée basse.

Les anciens villages de pêcheurs Trentemoult, Haute-Île, Basse-Île et le hameau de Norkiouse ont été, dans la seconde moitié du XIXe siècle, des lieux de résidence pour des marins et des capitaines cap-horniers. Ces derniers se firent construire des maisons bourgeoises. Malgré la forte urbanisation de Rezé, ces villages ont conservé leur apparence pittoresque. Le plus grand et le plus touristique, Trentemoult, a été le cadre du tournage en 1991 de La Reine blanche, film de Jean-Loup Hubert et en 2004 de La Demoiselle d'honneur, de Claude Chabrol.

#### Architecture contemporaine
La crise du logement d'après guerre a conduit à de nombreux projets de logements sociaux de masse. Ayant construit un premier bâtiment du genre à Marseille, Le Corbusier, après un projet sans suite de « Ville radieuse » à Nantes, trouve à Rezé suffisamment de soutiens (dont celui du maire de l'époque, Georges Bénezet) pour réaliser la Cité Radieuse. Le Corbusier privilégie la notion de vie collective dans son projet, le bâtiment est un village avec commerces et une école situé sur le toit-terrasse. L'immeuble construit en un an et demi est un assemblage de modules préfabriqués. L'originalité de l'œuvre tient au système de pilotis libérant l'espace au rez-de-chaussée, aux appartements en duplex, à l'isolation sonore, au parc environnant. La Cité, achevée en 1955, fut rebaptisée Maison Radieuse à la demande des habitants.
L'hôtel de ville fut réalisé par Alessandro Anselmi en 1989, ce bâtiment se définit par son vide central et son mur-rideau qui permettent la mise en scène de la Maison Radieuse.
Construite par Jacques Chénieux en 1964, l'église Saint-André fut bâtie selon un plan carré de 30 mètres de côté près des 800 logements de la cité du Château de Rezé. En 1977, la charpente s'effondre sous l'effet d'une tempête. Abandonné par l'évêché, le lieu est racheté par la Ville de Rezé, et devient en 1991 l'espace culturel Diderot, cette transformation étant due à l'architecte Massimiliano Fuksas,.
Les Cap horniers est une résidence HLM qui comporte 40 logements et qui porte son nom en hommage aux grands capitaines au long cours qui habitaient le quartier. Elle a été conçue en 1986 par Dominique Perrault, l’auteur de la bibliothèque François-Mitterrand.
Imaginé par l'agence d'architectes Barré-Lambot, Norkiouse est un ensemble de trente logements intermédiaires (chacun dispose de son propre accès) et est situé en rive de Loire en aval de Trentemoult. Construits sur l'emplacement des anciens chantiers Bézier, les logements surélevés s'épargnent le risque lié aux inondations et permettent de libérer l'espace nécessaire au stationnement des véhicules. La place centrale est piétonne et s'ouvre sur le fleuve. Ce parc immobilier est géré par La Nantaise d'Habitations (LNH).

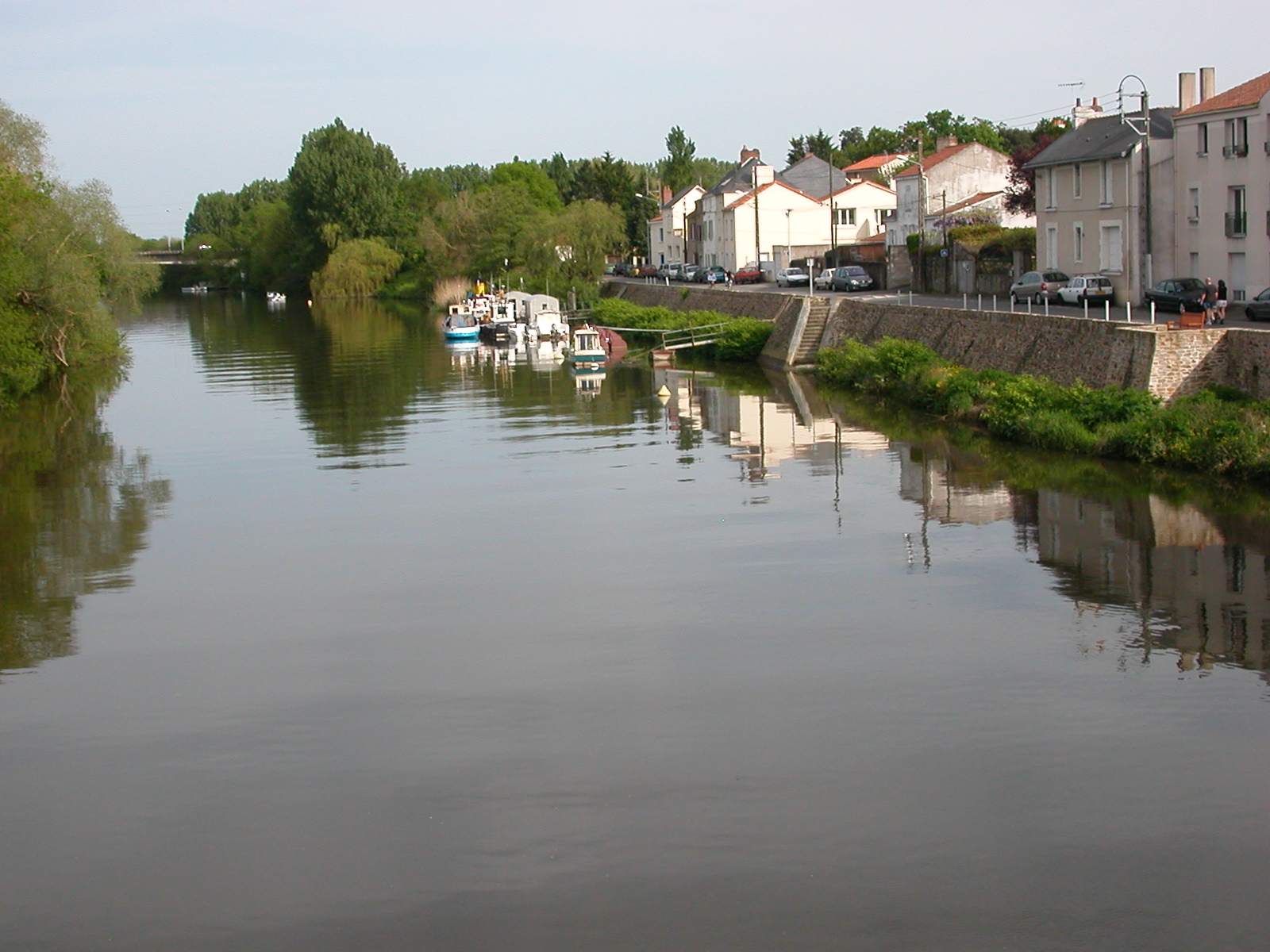
Les bords de la Sèvre Nantaise.

#### Espaces verts
La commune dispose de nombreux espaces verts propices à la promenade et à la détente tels que les prairies et sentiers des bords de Sèvre (rive gauche), le parc des Mahaudières bordant Rezé-Château, le parc de Praud dans le quartier Ragon, le parc de la Carterie près de l'église Saint-Paul ou le parc de la Morinière sur les bords de Sèvre (classé au titre de l'inventaire général du patrimoine culturel). → voir la section patrimoine végétal

#### Mégalithes et autres curiosités
Bien que trois menhirs soient généralement mentionnés sur le territoire de la commune (le Piona au Haut-Landreau, la Pierre-droite à la Morinière, la Pierre couchée aux Champs Saint-Martin), seul le Piona est authentiquement attesté comme tel par le service régional de l'archéologie. Il subsiste également plusieurs moulins à vent.

### Héraldique, logotype et devise

#### Blason
| Blason de Rezé | Blason  | D'azur à la nef d'or équipée du même, habillée d'hermine, voguant sur des ondes de sinople, au chef losangé de gueules et d'argent, chaque losange d'argent chargé de quatre burelles d'azur. Devise / CriRatiatum. Respecte ton passé, assure ton avenir. |
| Blason de Rezé | Détails | Le chef évoque les armoiries des sires de Rezay, vicomtes de Rezé (sceau de 1260). La barque d'or rappelle le passé maritime de la ville. L'hermine évoque l'appartenance de la ville à l'ancien duché de Bretagne. Blason conçu par M. Conchaudron en 1969 (délibération municipale du 30 janvier 1970). Il existe une version avec une couronne ducale, qui évoque l'époque des comtes Monti de Rezé. |

#### Logotype

Différents logotypes de la ville de Rezé depuis les années 1980
Logo de la ville dans les années 1980.
Logo de 1992 à 2002.
Logo de 2002 à 2015.
Logo depuis janvier 2016.

En 1992, la ville se dote d'un deuxième logotype s'inspirant largement d'une sculpture de Le Corbusier : la Main ouverte, symbole de la ville indienne de Chandigarh. La fondation défendant l'héritage de l'architecte fait alors savoir qu'elle ne souhaite pas voir cette œuvre intégrée dans l'identité visuelle de la ville. La mairie est contrainte de modifier son logo et, en janvier 2002, présente un nouveau dessin.
Le logotype de 2002, relativement proche du précédent, présente trois lectures possibles : « une main évocatrice de la solidarité entre les hommes ; un oiseau synonyme de liberté, d'émancipation ; un bateau qui fait penser au fleuve mais aussi au port d'attache offert à ceux qui s'éloignent ». Un rectangle rouge-orangé, « nuance entre la brique et la tuile, rappelle à la fois le passé gallo-romain de Ratiatum et la chaleur qui émane du sud ». Sous l'oiseau-main-bateau, une vague bleue rappelle le fleuve tandis que l'espace blanc, à la jonction du rectangle orange et de la vague, suggère le rivage : « un lieu d'avenir qui ne cesse de se renouveler en raison des aménagements qui y sont projetés ». Les lettres qui identifient la ville évoquent quant à elles « un mélange de volonté, de rigueur et de douceur, en raison de leurs formes droites et rondes ».
En 2016, Rezé adopte un nouveau logotype plus horizontal, qui conserve la référence à la Main ouverte et recourt à une police libre de droits. Selon la mairie, il s'agit de mettre en avant le dynamisme de la ville, son intégration dans la métropole nantaise et son engagement dans le développement durable.

### Personnalités liées à la commune
- Yves Rocaz (XVe siècle) : seigneur de la Chalonnière, élu deuxième maire de Nantes en 1566.
- Jean Gautier (1678-1743) : médecin, inventeur d'une machine à distiller l'eau de mer. Né à Rezé.
- René Darquistade (1680-1754) : armateur nantais, maire de Nantes de 1735 à 1737, puis de 1740 à 1747. Seigneur de la Classerie à Rezé.
- François Bonamy (1710-1786) : médecin, botaniste. Né et mort à Nantes, a vécu à Rezé, près du chemin de la Jaunais.
- Julien Poydras de Lalande (1746-1824) : premier président élu du Sénat de Louisiane en 1812. Né à Rezé.
- Jacques Laffitte (1767-1844) : banquier, homme politique, élu député de Pont-Rousseau en 1834.
- Arsène Leloup (1802-1877) : enseignant et homme politique, maire de Rezé en 1848 et maire de Nantes en 1871-1872.
- Hippolyte Dubois (1837-1909, Samoëns) : peintre, directeur de l'école des beaux-arts d'Alger de 1885 à 1909. Né à Rezé.
- Eugène Orieux (23 janvier 1823-21 juillet 1901, Le Croisic) : fils de boulanger, descendant par sa mère d'une famille de pêcheurs, il est d'abord marin avant de travailler pour l'administration de la Loire-Inférieure qui lui doit le développement de son réseau de circulation urbain. Il est un des précurseurs des recherches archéologiques sur le site gallo-romain de Rezé. Il est l'auteur entre autres d'une Histoire et géographie de la Loire-Inférieure (1895), et de textes poétiques. Né à la Haute-Île à Rezé[F 8].
- Jean-Baptiste Daviais (1878-1945, camp de concentration de Dachau) : résistant, militant associatif. Né à Rezé.
- Emmanuel Ollive (1882-1950) : amiral commandant en chef de l'escadre de la Méditerranée puis, après l'armistice signé par Pétain en 1940, des forces maritimes du sud en poste à Alger. Né à Trentemoult[B 31].
- Henri Potiron (1882-1972) : compositeur, organiste et musicologue. Né à Rezé.
- Marc Elder (1884-1933) : écrivain, poète, a vécu une partie de sa vie à Trentemoult.
- Benjamin Péret (1899-1959) : poète surréaliste et engagé. Né à Rezé.
- Léon Dixneuf (1920-1973) : évêque auxiliaire de Rennes en 1972-1973.
- Alexandre Hébert (1921-2010) : syndicaliste. Mort à Rezé.
- Jacques Floch (1938-) : maire de Rezé de 1978 à 1999, député socialiste, spécialisé dans les problèmes liés aux prisons et aux personnes incarcérées.
- Gilles Retière (1947-) : maire de Rezé entre 1999 et 2014, président de Nantes Métropole de 2012 à 2014.
- Jean Groix (1950-1991) : militant politique de l'Union démocratique bretonne (UDB).
- Dominique Raimbourg (1950-) : avocat, député socialiste de la quatrième circonscription de la Loire-Atlantique entre 2001 et 2002 puis depuis 2007. Fils de Bourvil.
- 20syl (1979-) : rappeur du groupe Hocus Pocus et DJ du groupe C2C mondialement connu, ayant grandi à Rezé.
- Igor Anic (1987-) : joueur professionnel de Handball qui a habité à Rezé lorsqu'il jouait au HBC Nantes. International français, il devient Champion d'Europe en 2014 et Champion du Monde en 2015 avec la France.
- Blandine Rinkel (1991-) : journaliste, musicienne et écrivaine française.
- Adama Ba (1993-) : joueur de football professionnel évoluant au plus haut niveau national et international mauritanien ayant étudié au collège Petite-Lande[réf. nécessaire].

### Langue bretonne
Le conseil municipal a décidé le 28 juin 2018 d'adopter la charte Ya d'ar brezhoneg. En novembre 2018, la ville a été la 100e a apposer sa signature à cette charte qui l'engage sur le bilinguisme des panneaux de signalisation, les cours de breton, et les livres disponibles à la médiathèque.

### Panorama

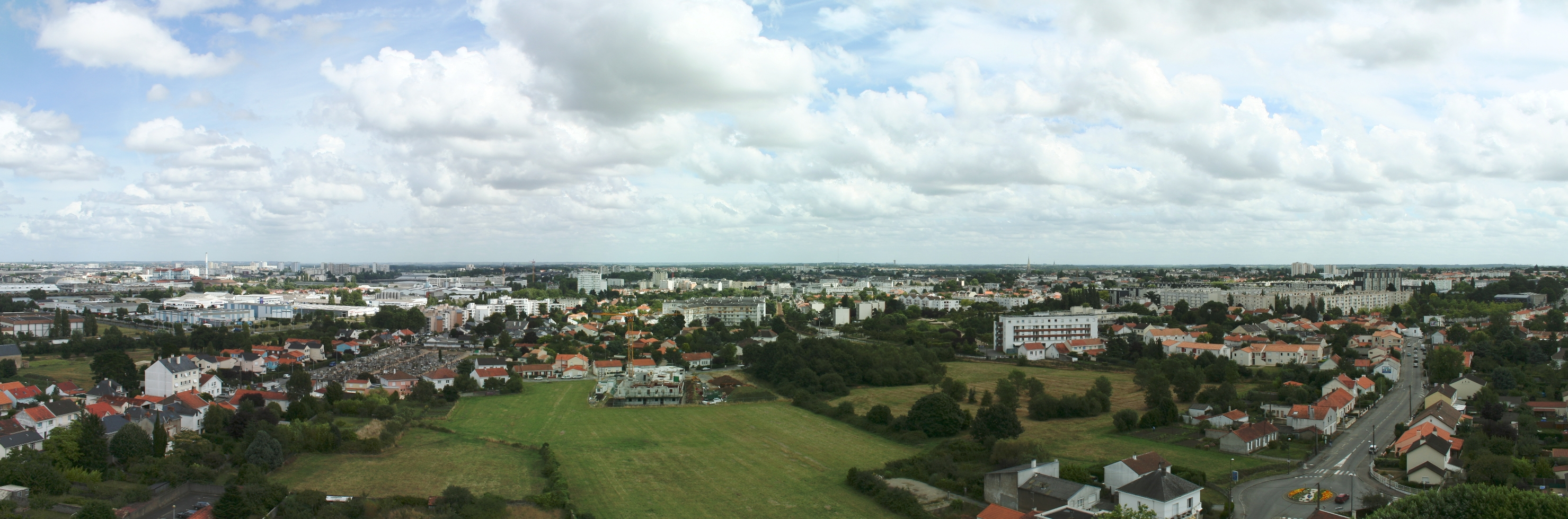
Vue de Rezé depuis la Cité Radieuse de Le Corbusier.

#### Ouvrage sur Rezé
- Jean-Luc Flohic (dir.) et Yann Vince, « Rezé », dans Le Patrimoine des communes de la Loire-Atlantique, vol. 2, Charenton-le-pont, Flohic éditions, 1999, 1383 p. (ISBN 2-84234-040-X).
- Michel Kervarec, Rezé pendant la Révolution et l'Empire, Nantes, Editions ACL, 1987, 2e éd., 362 p. (ISBN 2-86723-023-3).
- Michel Kervarec, Rezé au XIXe siècle, Nantes, Editions ACL, 1987, 306 p. (ISBN 2-86723-024-1).
- Michel Kervarec, Terroir et Moyen Âge au Pays Nantais : Rezé * Les Sorinières * Vertou, Nantes, Éditions du Petit Véhicule, juin 1999, 420 p. (ISBN 2-84273-147-6).
- Lionel Pirault, Rezé sur les traces de Ratiatum, Nantes, Victor Stanne, décembre 2001, 40 p. (ISBN 2-911330-26-9, ISSN 1159-1722)
- Héliette Proust, Gilberte Larignon et Chantal Lamotte d'Incamps, Les Rezéens dans la Seconde guerre mondiale, Nantes, Office municipal d'information de la Ville de Rezé, 1985, 255 p.
- Héliette Proust et Yann Vince, Le château de Rezé : du Moyen Âge à nos jours : histoire d'un château devenu quartier, Maulévrier, Éditions Hérault, 1997, 146 p. (ISBN 2-7407-0116-0)
- Yann Vince, Rezé, histoire municipale de la Révolution à nos jours, Maulévrier, Éditions Hérault, 1997, 169 p. (ISBN 2-7407-0117-9)
- Yann Vince, Guide historique des rues de Rezé, Nantes, Coiffard libraire éditeur, 2007, 139 p. (ISBN 978-2-910366-77-3).

#### Ouvrages plus généraux
- Robert Bedon, Atlas des villes, bourgs, villages de France au passé romain, Cahors, Picard (Paris), novembre 2001, 351 p. (ISBN 2-7084-0619-1).
- Christophe Belser, Petite histoire du pays de Retz, La Crèche, Geste éditions, 2000, 109 p. (ISBN 2-84561-014-9).
- Emmanuelle Dutertre, Savons et savonneries : le modèle nantais, Nantes, Éditions Memo, coll. « Carnets d'usine », 15 septembre 2005, 103 p. (ISBN 2-910391-75-2).
- Olivier Pétré-Grenouilleau, Nantes, histoire et Géographie contemporaine, Plomelin, Éditions Palantines, 2008, 2e éd., 299 p. (ISBN 978-2-35678-000-3).
- Marc Rapillard, Dictionnaire des lycées publics des Pays de la Loire : histoire, culture, patrimoine, Bonchamp-lès-Laval, Presses universitaires de Rennes, 2009, 652 p. (ISBN 978-2-7535-0919-1).
- Jacques Santrot, Au temps d’Argiotalus, Nantes, Rezé et le port des Namnètes, coll. « Annales de Bretagne et des Pays de l’Ouest 115-1 », 2008 (lire en ligne). Cet article passe en revue les éléments documentaires concernant Rezé (textes, inscriptions, trouvailles archéologiques, monnaies...). Il envisage la possibilité que le lieu nommé Vicus portensis (quartier du port) de la Nantes gallo-romaine soit localisé au sud de la Loire, éventuellement à Rezé (sans remettre en cause l'appartenance formelle de Rezé à la cité des Pictons). Jacques Santrot a longtemps été le directeur du musée Dobrée (jusqu'au 1er septembre 2010).
- Armel de Wismes, Nantes et le pays nantais, Nantes, Éditions France-Empire, 1995, 316 p. (ISBN 2-7048-0762-0).